# Inneranatolien

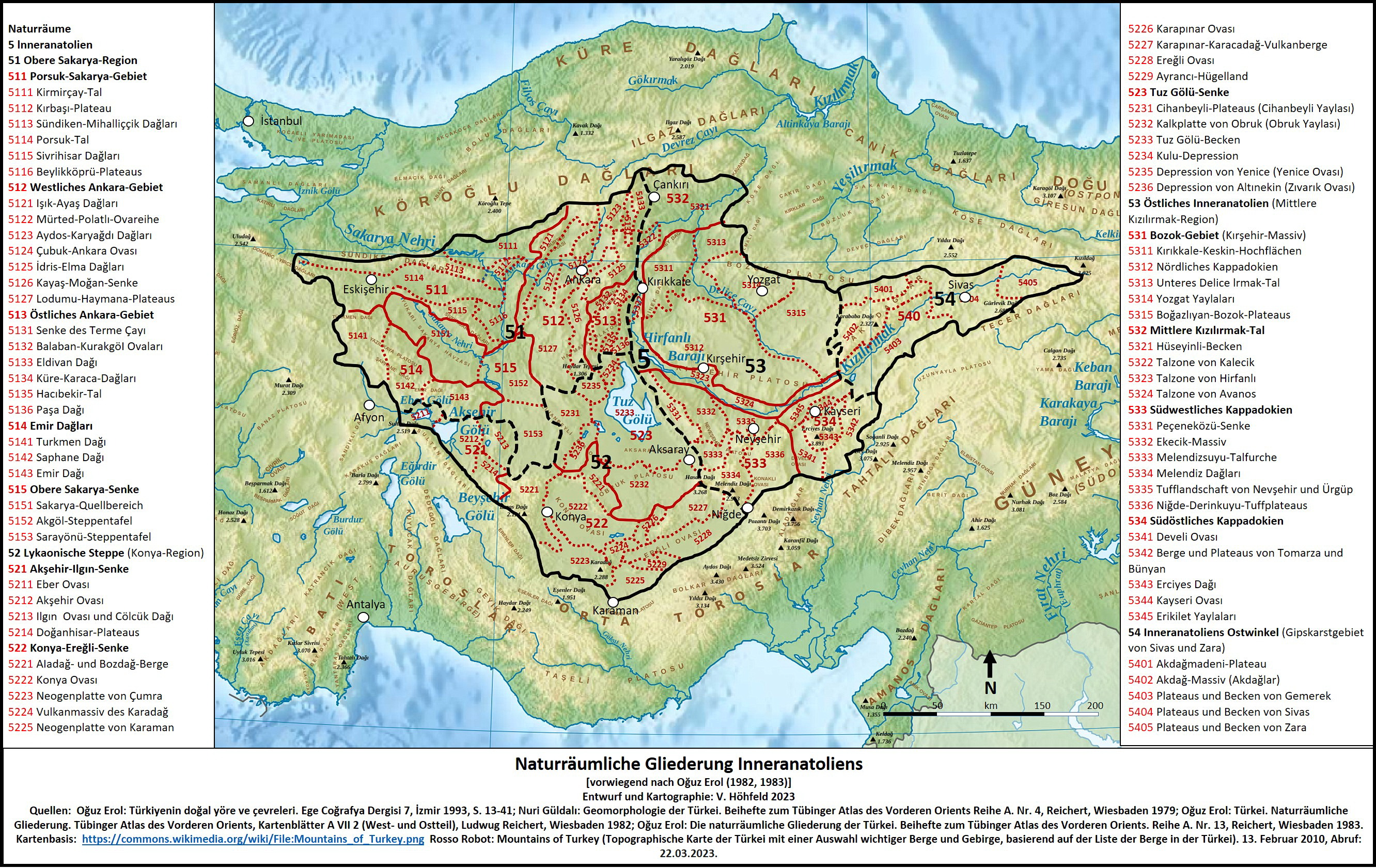
Die Karte zeigt Lage und innere Gliederung der Großlandschaft „Inneranatolien“ (İç Anadolu) in der Türkei nach weitgehendem wissenschaftlichem Konsens im Zusammenhang mit dem ersten Geographiekongress in Ankara 1941.

Inneranatolien (türkisch İç Anadolu) als Bezeichnung des Inneren Kleinasiens, des Kernraums des anatolischen Hochlandes, wurde auf dem ersten Geographiekongress der Türkei vom 6. bis 21. Juni 1941 in Ankara offiziell eingeführt. Diese Großlandschaft firmiert in der Literatur auch unter den Bezeichnungen „Zentralanatolien“ oder „Mittelanatolien“ (Orta Anadolu).

## Ein geographischer Überblick
Im Inneren der breit ausladenden kleinasiatischen Halbinsel zwischen dem Schwarzen Meer im Norden und dem östlichen Mittelmeer im Süden breitet sich, umrahmt im Norden und Süden von höher aufragenden randlichen Kettengebirgsgürteln, ein weites gebirgiges Hochland aus. Es bildet das Mittelstück des geographischen Anatoliens. Dieses von Randgebirgen umrahmte Binnenhochland stellt einen großen Teilbereich der Türkei dar, der seiner Lage wegen als Inneranatolien (oder auch Zentralanatolien) bezeichnet wird. Dieser riesige, etwa 150.000 km² große Bereich im Innern der kleinasiatischen Halbinsel ist die zweitgrößte der sieben 1941 ausgewiesenen geographischen Großlandschaften der Türkei und nimmt etwa 20 % des türkischen Staatsgebiets ein. Sie umfasst Beckenlandschaften, Flussniederungen, zertalte Schichttafeln und Hochebenen, welliges Schollenland, Bruch- und Schichtstufen sowie hoch aufragende Einzelvulkane und ist nach landläufiger Ansicht – nicht unumstritten – im Wesentlichen ein Steppenland. Gegen die umrahmenden Randgebirge grenzt sich Inneranatolien grob betrachtet als ein nach Süden weisendes unregelmäßiges Dreieck ab mit den ungefähren (groß-)städtischen Eckpunkten Eskişehir im Nordwesten, Sivas im Nordosten und Karaman im Süden und tangiert in etwa dabei größere Orte, wie Beypazarı, Sungurlu, Çankırı und Yozgat im Norden, Pınarbaşı, Kayseri, Niğde und Ereğli (Konya Ereğlisi) im Osten sowie Konya, Akşehir, Afyon Karahisar und Kütahya im Westen.
Im Norden schmiegt sich dieses Binnenhochland an das pontische Randgebirge mit schwach nach Norden konvexem Bogen. Im Süden, Osten und Westen steht dem Pontischen Gebirge der stark nach Süden konvexe Gebirgsbogen des Taurus gegenüber. Im äußersten Osten endet die Region Inneranatoliens in einer Art schmalem Appendix am oberen Kızılırmak im Gebiet von Imranlı, wo sich Stränge der Nordanatolischen Randgebirge (Köse Dağları) und des Osttaurus (Tecer Dağları) aneinanderschmiegen. Im Westen erhebt sich zwischen beiden Randgebirgen die breite Westanatolische Gebirgsschwelle und bildet als Grenze zu Inneranatolien einen markanten Abfall. Obwohl sich das Innere des Hochlandes Anatoliens zwischen den pontischen und taurischen Randgebirgen grob als eine auf flachen Neogentafeln entwickelte, weitgespannte Steppenregion charakterisieren lässt, die an ihren Rändern mehr oder weniger deutlich in die umrahmenden Gebirgsregionen übergeht, zeigt sich Inneranatolien genauer betrachtet wesentlich komplexer.
Vorherrschend sind drei Landschaftsstrukturen:
- Zumeist randlich angeordnete Gebirgsketten begleitet partiell von vulkanischen Einzelmassiven, die
- zentral gelegene ausgedehnte, durch flache Schwellen voneinander getrennte Flachbecken überragen, und
- weitgespannte, von tief eingesenkten Tälern zerschnittene Hochflächen.

Eine naturräumliche Besonderheit bietet das ausgedehnte Gipskarstgebiet von Sivas und Zara am oberen Kızılırmak (s. u.). Aufgrund der allseitigen Gebirgsumrahmung sind die Niederschläge in Inneranatolien deutlich geringer als in den Randlagen Anatoliens, wobei sie insgesamt nach Osten hin mit dem generellen Gebirgsanstieg zunehmen. So hat die Region Inneranatolien speziell im Sommer einen ausgesprochen kontinentalen Charakter mit Hitze und Trockenheit, die aber durch Einfluss der Etesien gemäßigt werden. Während der kalten Jahreszeit sorgen Zyklonen im gesamten anatolischen Binnenraum mit einem zum Frühjahr von West nach Ost verschobenen Schwerpunkt für Regen und Schnee und die Höhe für entsprechende Kälte. Klare klimatische Grenzen lassen sich wegen des fließenden Übergangs nach außen allerdings nur selten ziehen, und die Verzahnung von Steppen- mit Waldpartien an den Rändern ist eher typisch. Auffälligstes Merkmal Zentralanatoliens ist fraglos das vorherrschende Kulturlandschaftsmuster ausgedehnter Getreidesteppen und die relativ geringe Siedlungsdichte.
An die Stelle der noch Mitte des 20. Jahrhunderts oft dominierenden, traditionellen Landwirtschaft sind auch dort, wie in anderen Gebieten der Türkei, in wachsendem Maße Erwerbsmöglichkeiten in Gewerbe, Industrie und Dienstleistungen getreten. Diese sind allerdings bis heute nicht in flächenhafter Streuung vorhanden, sondern konzentrieren sich an bestimmten Punkten, im Wesentlichen in größeren Städten. Aus zunehmender wirtschaftlicher Diversifizierung und technischer Modernisierung, die sich vorwiegend in einer begrenzten Zahl von städtischen Brennpunkten abspielten, erfolgte seit Mitte des 20. Jahrhunderts eine großräumige Umschichtung der Bevölkerung durch Landflucht, aus der sich aufgrund von Technisierung auch in der Landwirtschaft neben den europanahen industriellen Metropolen (vor allem İstanbul, İzmir, Bursa im Westen und Adana im Süden) in Inneranatolien regional ebenfalls kleinere und größere industrielle Zentren herauskristallisierten. Dazu zählten im Raum Inneranatoliens neben der Hauptstadt Ankara vor allem Orte, wie Konya, Eskişehir, Kırşehir und Kayseri, mittlerweile aber auch die Städte Aksaray, Karaman, Nevşehir und sogar das damals eher dörflich anmutende Kreiszentrum Bozüyük (Provinz Bilecik, östlich Eskişehir), das in den 1970er Jahren einen auffälligen innerstädtischen Umbau erfuhr.

## Bemerkungen zur landschaftlichen Gliederung
Beschreibungen einzelner kleinerer und größerer Teilräume der Türkei findet man bereits in alten Schriften, u. a. von Strabon, Katip Çelebi oder Evliya Çelebi. Eine der wichtigeren älteren Arbeiten, die sich bereits modernen Auffassungen annähert, ist das Werk des russischen Forschungsreisenden Peter de Tschihatscheff mit einer eingehenden Beschreibung der Geologie und der Landschaften Kleinasiens. Ebenfalls in die zweite Hälfte des 19. Jahrhunderts fallen die Arbeiten des Begründers der wissenschaftlichen Geographie, Carl Ritter, und des französischen Geographen und Orientalisten Vital Cuinet, die die einzelnen Teile des Landes beschrieben. Gleichzeitig erschienen verschiedene türkische Veröffentlichungen von İbrahim Hakkı, Cevat R. Gürsoy oder Binbaşı Hüseyin, in denen das Osmanische Reich in einzelne Klimagebiete gegliedert oder zwischen Küsten- und Binnenregionen unterschieden wurde. Diese Gliederungen wurden später von Mehmet Hikmet und Abdurrahman Şeref übernommen. Etwa zur selben Zeit wurde das Osmanische Reich erstmals auch nach administrativen Gesichtspunkten und nach Einzugsgebieten der Flüsse gegliedert. Danach – bis zum Ende des Ersten Weltkrieges – gab es entsprechende Beschreibungen auch durch ausländische Autoren, die für Landschaften historische Namen verendeten, so u. a. Alfred Philippson oder – deutlich später – Johann Tischler.
Zwischen 1915 und 1953 erschienen weitere Arbeiten auch von türkischen Autoren, wobei von Faik Sabri Duran bereits eine Einteilung des Landes in sechs Regionen und von Hamid Sadi Selen in sieben Regionen vorgenommen wurde. Dabei begann in den 30er Jahren eine neue Phase mit systematischen Forschungsreisen und Veröffentlichungen ausländischer Wissenschaftler, wie der Geographen Herbert Louis und Ernest Chaput zusammen mit türkischen Kollegen. So gibt z. B. Danyal Bediz in seiner Dissertation eine regionale Gliederung der Türkei, wobei bereits zwischen Kerngebieten und Randbereichen unterschieden wurde. Vor allem Herbert Louis hat in seinen verschiedenen Veröffentlichungen einzelne Teilräume der Regionen und Landschaften untersucht und beschrieben. Der erste türkische Geographiekongress 1941 in Ankara gilt als wichtiger Wendepunkt hinsichtlich der Vorstellungen, Ideen und Vorschläge über eine geographische Gliederung des Landes. Seit diesem Kongress gab es über den gesamten Problemkreis zahlreiche Diskussionen, Kritiken und Verbesserungen an der damals vorgeschlagenen Gliederung. Seitdem herrscht über die regionale bzw. untergeordnete regionale Einteilung des Landes aber bei fast allen – insbesondere den türkischen – Autoren weitgehende Übereinstimmung, wenn auch noch lange Zeit bis zum Erscheinen einer die gesamte Türkei abdeckende Karte der naturräumlichen Gliederung vergehen sollte. Erst Anfang der 1980er Jahre erschien von Oğuz Erol im Zusammenhang mit seinen Arbeiten zum Tübinger Atlas des Vorderen Orients eine von Fachkreisen anerkannte Karte der naturräumlichen Gliederung der Türkei, in der auch die Landschaften Inneranatoliens ihren festen Platz erhielten und deren Strukturierung nicht zuletzt durch die Arbeit von Herbert Louis zur Landeskunde der Türkei erheblich beeinflusst wurde. Zur Systematisierung und Rangordnung einzelner Landschaftskategorien einigte man sich auf ein ein- bis vierziffriges hierarchisches Landschafts-/Naturraum-System: Von den damals ausgewiesenen 7 Großlandschaften der Türkei erhielt die Region Inneranatolien die einziffrige Nummer 5.

## Hintergründe zur Abgrenzung Inneranatoliens
Nach landläufiger Meinung weist Inneranatolien Landschaftsmerkmale auf, die den Typus einer klimatisch bedingten kontinentalen, auf weiten neogenen Tafeln entwickelten, weitgespannten Steppenregion repräsentieren. Diese Kennzeichnung als „Steppentafel“ wird jedoch einer vollständigen Charakterisierung nicht gerecht. Ein Blick auf eine topographische Karte zeigt, dass der Raum sehr unterschiedliche Landschaftseinheiten enthält, denn er weist generell mindestens zwei unterschiedliche Landschaftsstrukturen auf. Dies sind die vor allem in zentralen Teilen der Region gelegenen zahlreichen tafelartigen neogenen Becken, die durch flache Schwellen oder Stufen gegliedert sind, zum anderen kennzeichnen überwiegend randlich gelegene, meist isolierte Bergmassive oder Gebirgsketten die Region, die sich, soweit nicht vulkanischen Ursprungs, in ihrer Streichrichtung an den Ketten des Taurus oder des Pontus orientieren, von denen sie durch Depressionen getrennt sind. In diesen Fällen lassen sich in klimatischer, hydrologischer und vegetationsgeographischer Hinsicht klare Grenzen ziehen. Derart scharfe Abgrenzungen lassen sich aber häufig vor allem im Norden dort nicht fixieren, wo inneranatolische Berggebiete in die anatolischen Faltengebirgsketten fließend übergehen und eher einen Grenzsaum bilden. Unter Berücksichtigung dieser Problematik wurden 1941 die naturräumlichen Grenzen Inneranatoliens wie folgt festgelegt:

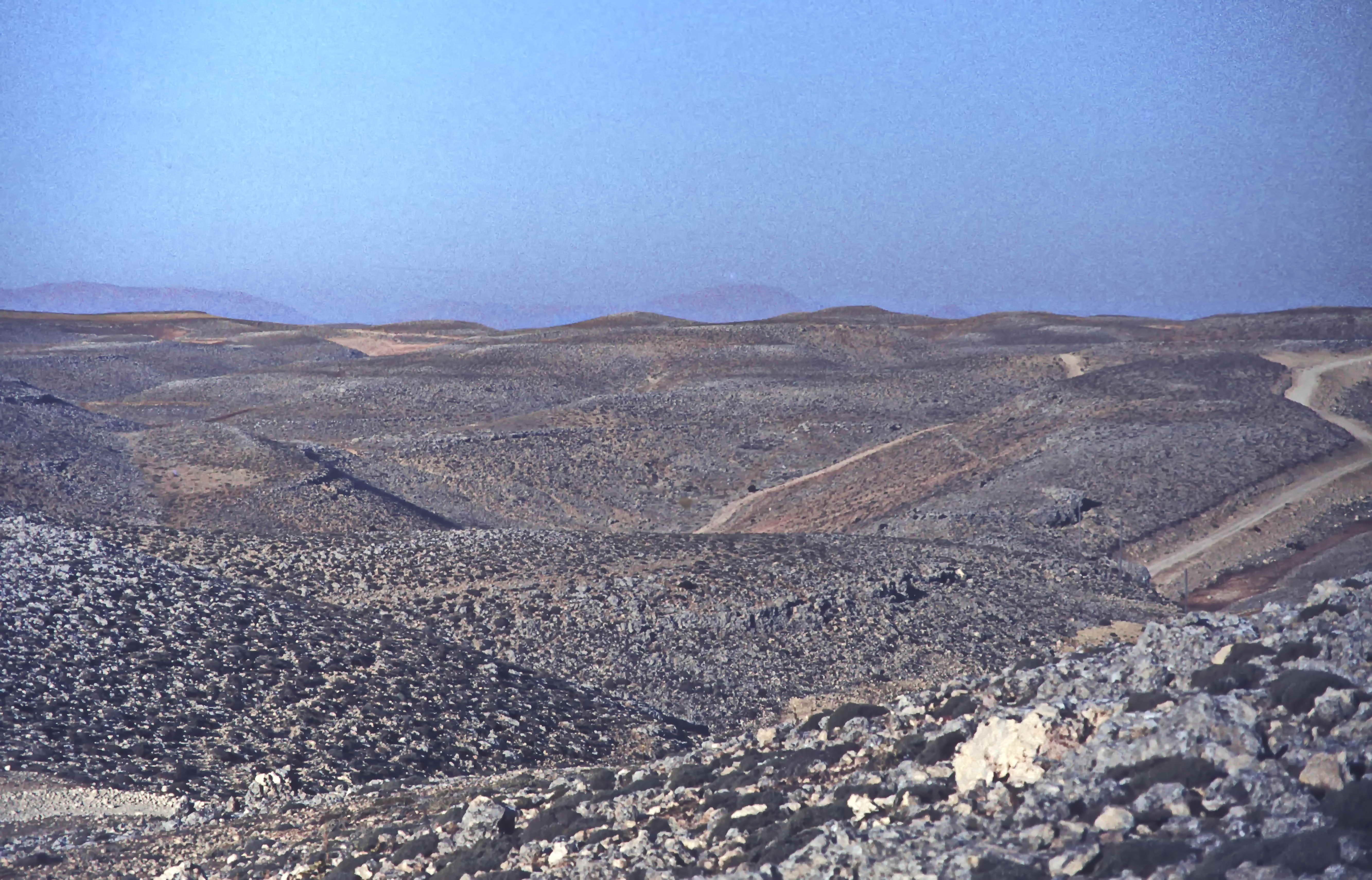
Im südlichen Hinterland von Karaman liegt am 1610 m hohen Sertavul-Pass das von Dolinen durchsetzten Taşili-Plateau.

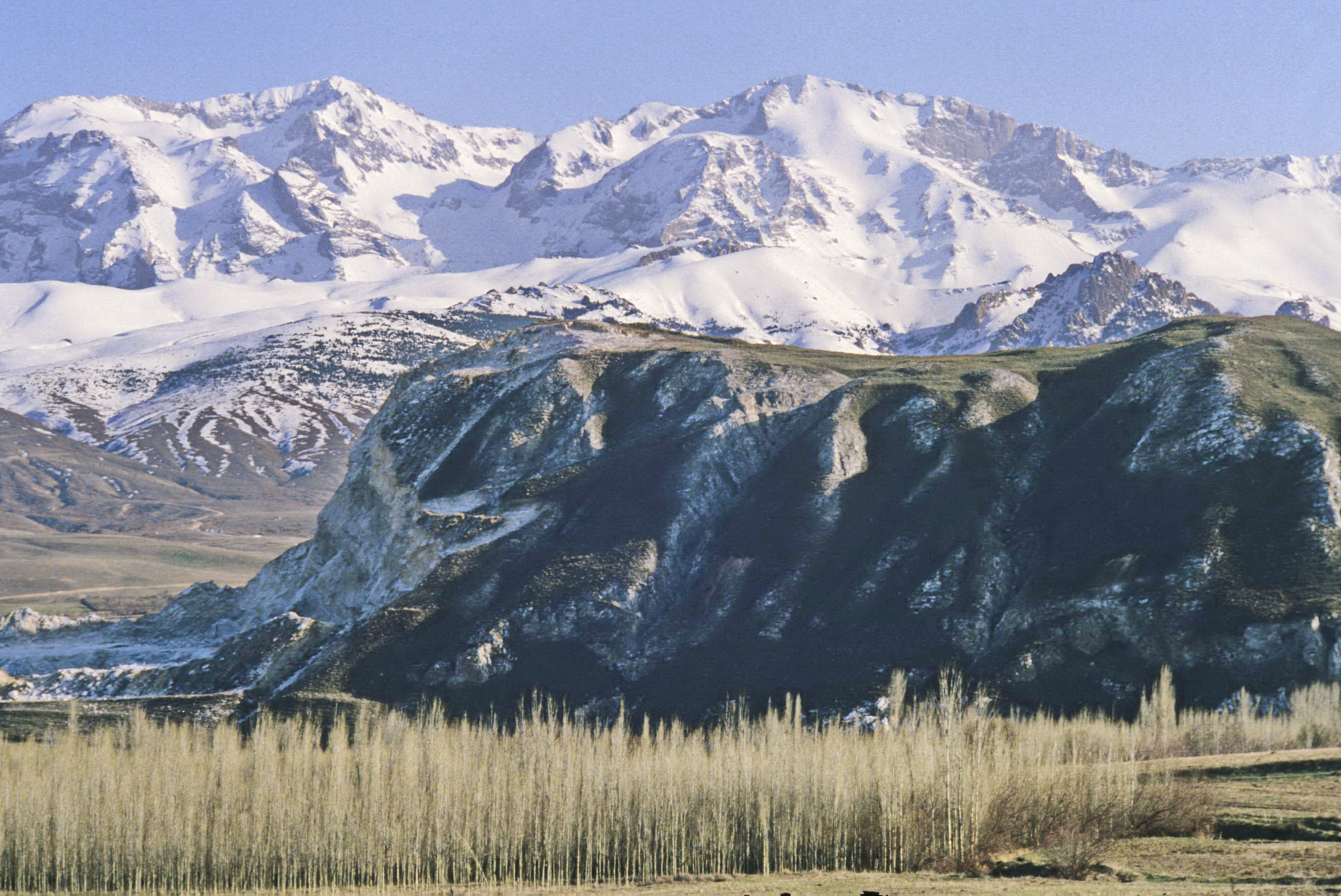
Nordabfall der taurischen Gebirgskette (Bolkar Dağı) zu den Ebenen Inneranatoliens bei Ulukışla

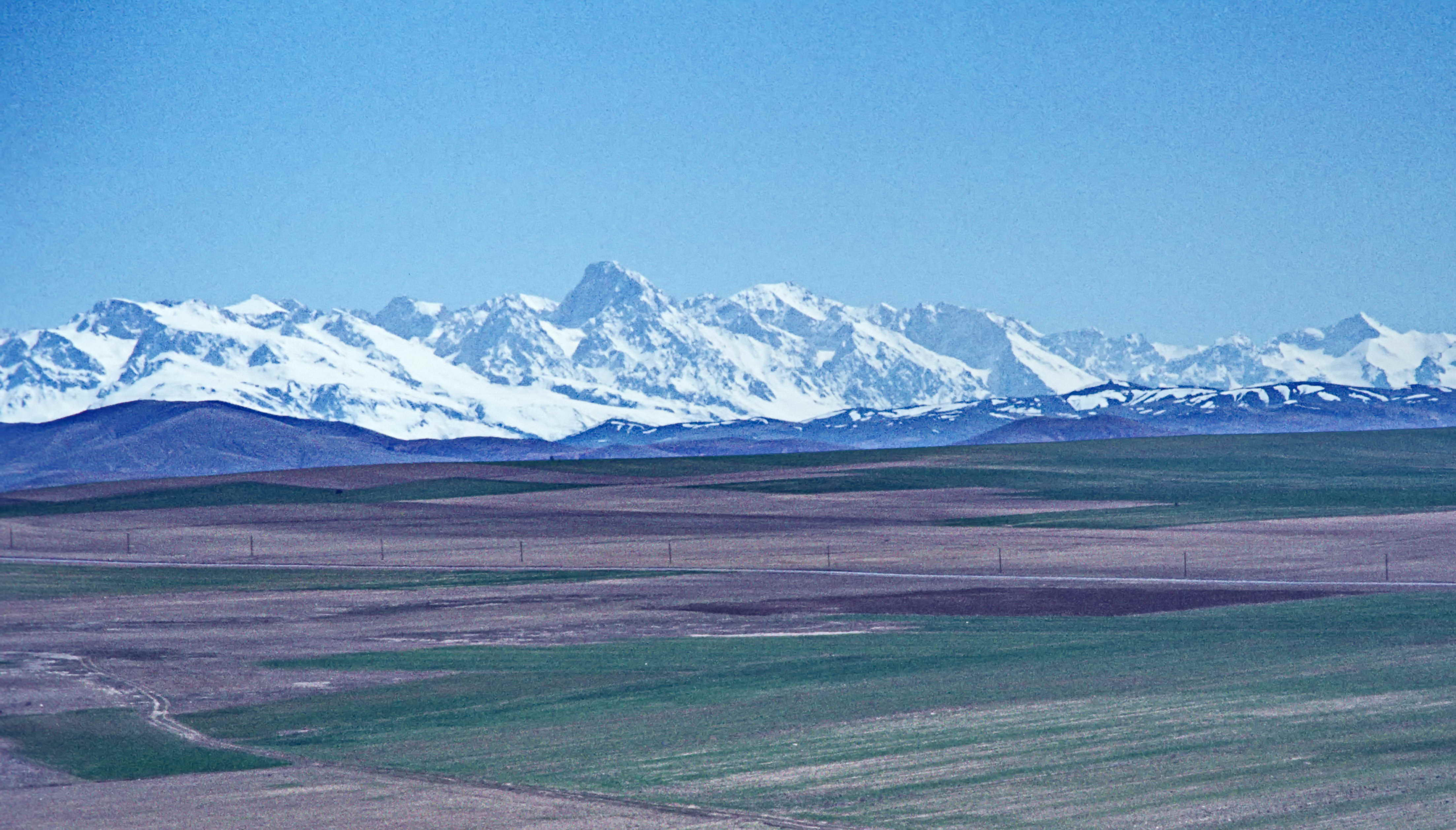
Blick auf das gesamte Panorama der Aladağlar, der südlichsten Gebirgskette des Antitaurus, vom 1400 m hohen Araplı-Pass bei Yeşilhisar (Kappadokien)

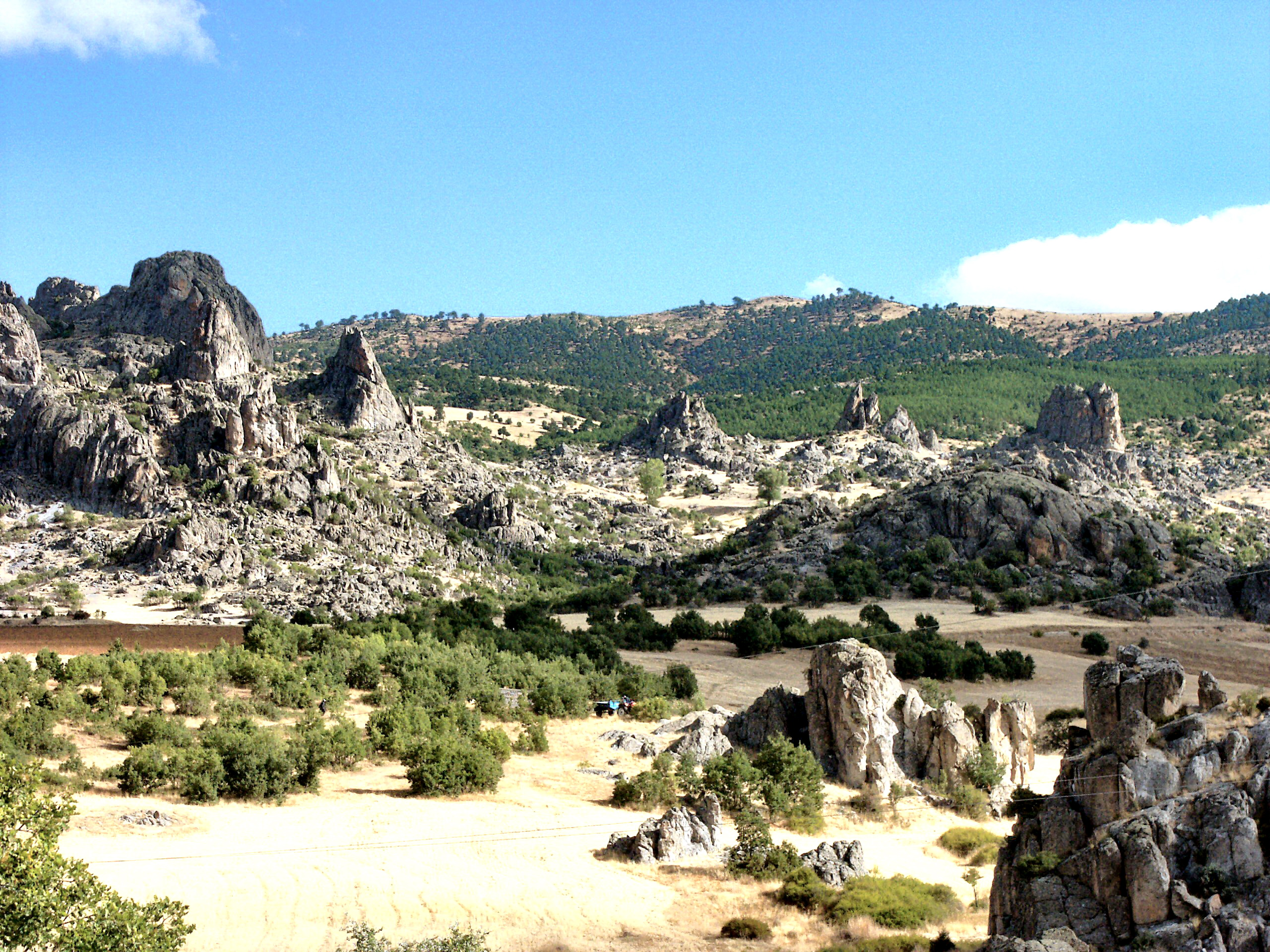
Typische Tufflandschaft mit einzelnen vulkanischen Härtlingen in den Erenler Dağları bei Erenkaya

Im Süden bildet, bis auf den Raum im südlichen Hinterland von Karaman mit dem von Dolinen durchsetzten Taşili-Plateau, der steile Nordabfall der taurischen Gebirgskette zu den Ebenen Inneranatoliens eine sehr scharfe Grenzlinie. Sie verläuft von Afyonkarahisar geradlinig in südöstlicher Richtung am Nordostfuß der Sultan Dağları und des Erenler Dağı bis nach Karaman, schwenkt dann nach Nordosten entlang des Antitaurus (Aladağ) bis südlich von Kayseri um und zieht sich dann nördlich der Tecer Dağları bis nach İmranlı hin. Die Westgrenze verläuft von Afyonkarahisar am Westfuß der Emir-Türkmen Dağları nordwärts bis nach Bozüyük am Südfuß der Sündiken Dağları. In Norden orientiert sich die Grenzziehung östlich von Bozüyük am Nordfuß der Sündiken Dağları, wechselt dann zum Südfuß der Köroğlu Dağları und Kös Dağları, biegt westlich Çorum südwärts und verläuft nahe Alaca am Westfuß des Elmalı Dağı. Bei Yozgat biegt die Grenze wieder nach Osten und zieht südlich der Akça Dağı-Yıldızdağ-Kızıldağ-Kette bis İmranlı. Innerhalb dieser landschaftlichen Großregion Inneranatolien lassen sich zudem je zwei nördliche und südliche Teile ausgliedern, wobei klimatisch und vegetationsgeographisch die nördlichen eher pontische und die südlichen eher taurische Feinheiten zeigen. Im Gegensatz zu den südlichen Partien, die eher abflusslose Beckenstrukturen aufweisen und wo nur wenige Fluss-Systeme (Çakır Çayı durch die Kilikische Pforte/Gülek Boğazı) zum Mittelmeer entwässern, werden die nördlichen Partien Inneranatoliens mit der Oberen Sakarya-Region im Westen sowie den Regionen des mittleren und oberen Kızılırmak im Osten durch zwei große Fluss-Systeme drainiert, die beide durch die pontischen Gebirgsketten zum Schwarzen Meer hin entwässern. In den nordwestlichen Regionen sind das zum einen der 790 km lange Sakarya Nehri nebst seinen Tributären und seinen beiden Quellarmen auf dem Bayat-Plateau nordöstlich von Afyon bzw. im Landschaftsschutzgebiet Sakaryabaşı im Landkreis Çifteler (Provinz Eskişehir); im nordöstlichen Teil ist es der 1355 km lange Kızılırmak, der östlich von Sivas bei İmranlı am Kızıldağ entspringt.

## Die Landschaften Inneranatoliens (5)

### Obere Sakarya-Region (51)
Seit langer Zeit wird in der Literatur der Landschaftsraum westlich von Ankara und der Schwelle des Haymana-Berglandes (s. u.) sowie der Cihanbeyli-Plateaus im Zentrum der Anatolischen Halbinsel als typisch inneranatolische Steppentafel-Landschaft zu beiden Seiten des oberen Sakarya beschrieben. Dabei finden die aus Westen, Norden und teilweise auch aus Süden auf dieses Gebiet hin verlaufenden landschaftsprägenden Bergketten, die – sich auffächernd – unter die neogene Tafel abtauchen, in diesem typischen Landschaftsbild eher wenig Beachtung. Es handelt sich aber bei der Region des oberen Sakarya im eigentlichen Sinne um eine Becken- und Plateaulandschaft mit dazwischen aufragenden, mittelhohen Bergmassiven, in der die typische Steppentafellandschaft auf das innerste Gebiet beschränkt bleibt.

#### Porsuk-Sakarya-Gebiet (511)

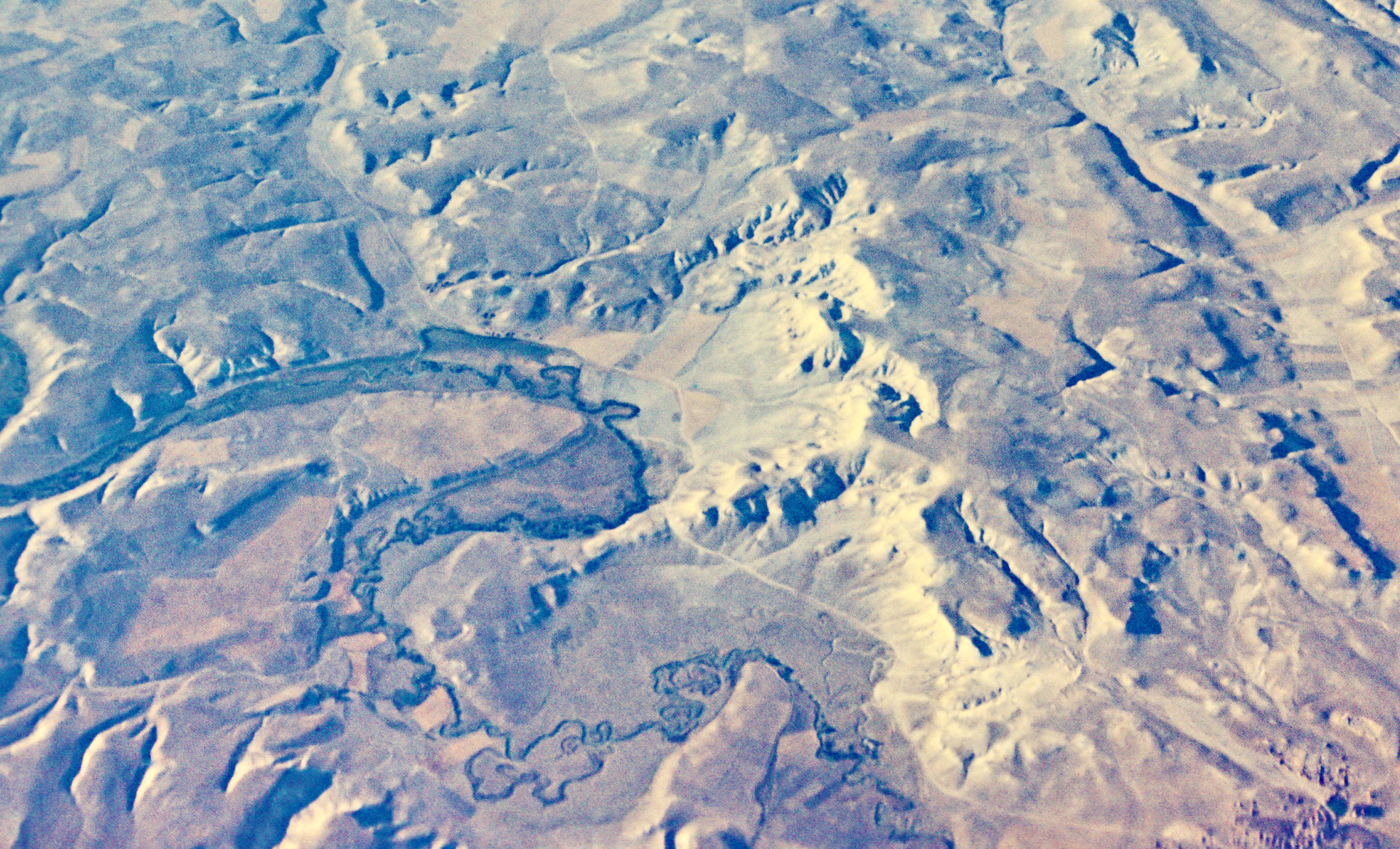
Flugbild vom mittleren Porsuk-Tal bei Ballıhisar südlich Sivrihisar

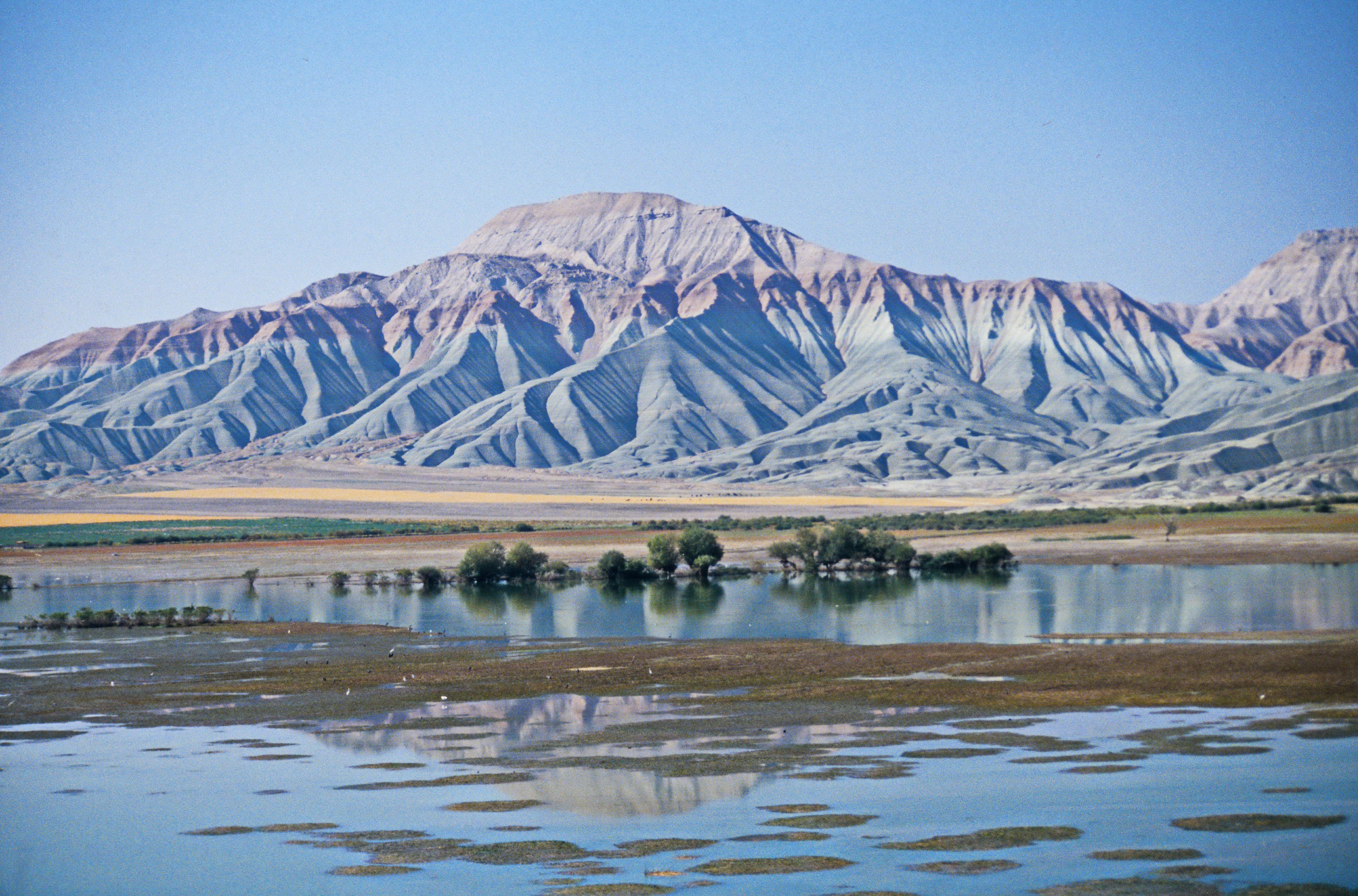
Tertiäre Locker-Sedimente am Sakarya-Stausee bei Çayırhan

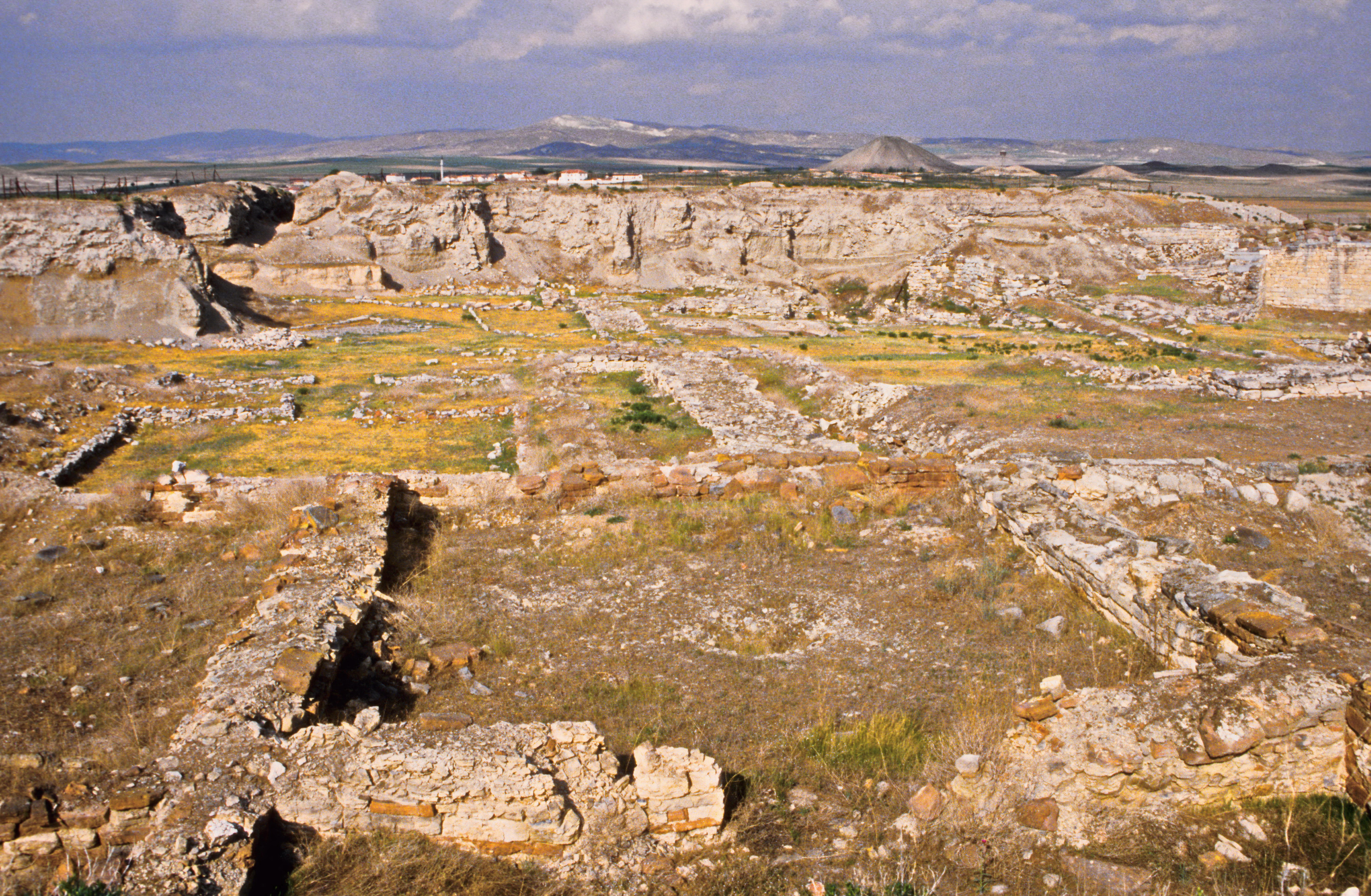
Beylikköprü-Plateaus mit den Ruinen der antiken Stadt Gordion (Gordion Kalesi; bei Yassıhüyük) am Sakarya

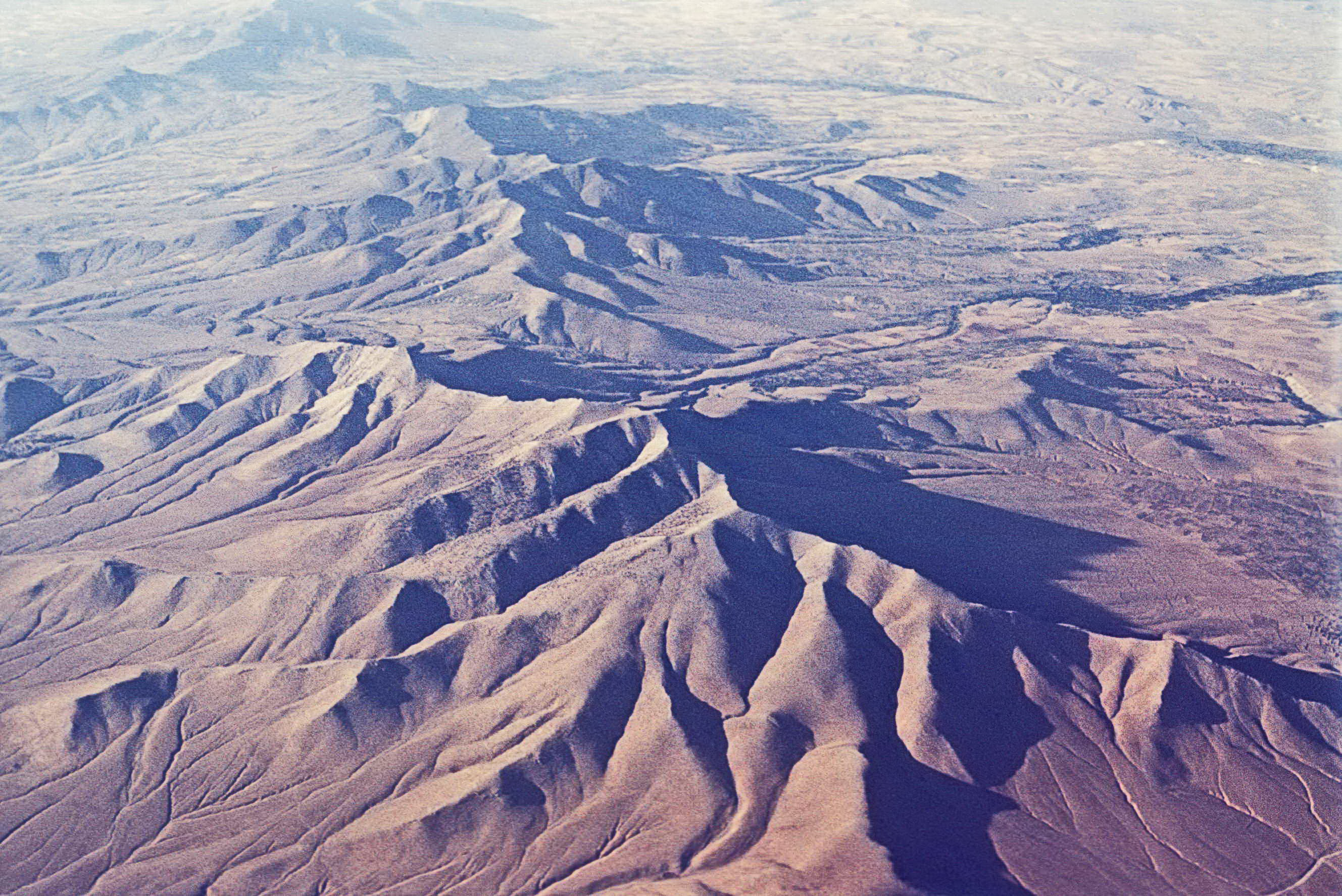
Flugbild der Sivrihisar Dağları

Im Nordwesten der Oberen Sakarya-Region zeigt das Relief des Porsuk-Sakarya-Gebiets typische Merkmale einer Randlandschaft Inneranatoliens, die geprägt wird von einem longitudinal verlaufenden Becken mit auf neogenen Tafeln angelegten Plateaus, an die sich im Norden und Süden jeweils Bergrücken anschließen. Dazu zählen:
- im Norden das Kirmirçay-Tal (5111) mit dem Ilhan-Becken im Kontakt mit dem Sakarya-Stausee (Sarıyer Barajı) und dem Braunkohle-Abbau bei Çayırhan,
- das südöstlich anschließende Kırbaşı-Plateau (5112, auch Gelegra-Plateau), eine große pliozäne Gipstafel auf plutonitischem Untergrund,
- der südlich des Sakarya vom Kırbaşı-Plateau durch das epigenetische Durchbruchstal des Sakarya getrennte Grundgebirgsstock der Sündiken-Mihalliççik Dağları (5113),
- das Porsuk-Tal (5114) mit der Stadt Eskişehir im Westen, ein großes Longitudinalbecken zwischen den Sündiken und Sivrihisar Dağları,
- die aus kristallinen Schiefern und sauren Intrusiva aufgebauten Sivrihisar Dağları (5115) im Süden und
- die Beylikköprü-Plateaus (5116) im Osten mit den Resten der antiken Stadt Gordion (Yassıhüyük).

Die eingeschalteten Gebirgsteile mit Höhen zwischen 1700 und 1800 m bilden die Fortsetzung angrenzender Gebirgsregionen und zeigen Reste alter Hochflächen. In den Senken sind in Höhen um 800–900 m begrenzte neogene Tafeln ausgebildet, die teilweise als Fußflächensysteme anzusprechen sind. Die Sivrihisar und Sündiken Dağları mit ihren tertiären Deckschichten werden von zentralanatolischen Grundgebirgsteilen aufgebaut, vor allem aus paläozoisch-mesozoische kristallinen Schiefern, sauren Plutoniten und Ophiolithen. Die Beckenräume dagegen sind mit neogenen lakustrischen Sedimenten bedeckt. Die klimatischen Verhältnisse haben typisch inneranatolische Kennzeichen: Die Sommermonate sind trocken und warm, wobei kühle Nordwinde (Poyraz) mäßigend wirken. Die größere Kontinentalität bringt eine wachsende Variabilität der Niederschläge gegenüber Westanatolien mit sich. Relativ ergiebigen Schneefälle sind für den Grundwasserhaushalt und für den Getreideanbau von großer Bedeutung. Die Winter sind kalt und feucht mit einem Niederschlagsmaximum im Frühjahr. Trotz der sommerlichen Trockenheit sind vor allem in den Beckenbereichen die Grundwasserverhältnisse günstig und unter anderem für die ganzjährige Wasserführung der großen Flüsse Sakarya und Porsuk mitverantwortlich. Kleinere Wasserläufe fallen dagegen in den Becken im Sommer trocken, während sie in den Gebirgsteilen ganzjährig Wasser führen. Im zentralen Becken des Porsuk zeigen sich schon typische Merkmale einer Steppentafel, und andere Becken werden bereits vollständig von Steppenformationen mit Auenwäldern entlang der Flüsse eingenommen. Die Sündiken Dağları im Norden dagegen tragen noch ausgedehnte Trockenwälder, die Sivrihisar Dağları im Süden allerdings nur noch Reste von Wäldern. Im Osten grenzt das Porsuk-Sakarya-Gebiet an die Gebirgs- und Beckenlandschaft um Ankara.

#### Obere Sakarya-Senke (515)
Südlich der Sivrihisar Dağları geht das Porsuk-Sakarya-Gebiet in die Obere Sakarya-Senke über, dort liegen die Emir Dağları und im Osten die Schwelle von Cihanbeyli. Hier handelt es sich um den klassischen Fall einer für Inneranatolien typischen Steppentafel mit Verbindungen im Norden zum Porsuk-Tal und im Süden zum Becken von Konya. Die Obere Sakarya-Senke wird von ungestörten, flachlagernden lakustrischen Sedimenten des Miozäns gebildet, die vermutlich auf kristallinem Untergrund liegen. Die Sedimente dieses Beckens wurden in der alten Literatur noch dem unteren Pliozän zugeordnet. Nach neueren Erkenntnissen sind sie ins obere Miozän zu stellen. Diese neogene Tafel mit Höhen um 950 m wurde vom Sakarya und seinen Nebenflüssen zerschnitten. Die Oberfläche des Plateaus stimmt im zentralen Teil mit einem altpliozänen Seeboden überein. Am Fuß der umrahmenden Gebirge schneidet sie als Skulpturfläche die Sedimente des Grundgebirges. Dadurch hat sich rings um die neogene Platte ein mittel- und jungpliozänes Fußflächensystem ausgebildet. Das lokale Klima wird bestimmt von heißen, trockenen Sommern und kalten, relativ trockenen Wintern. Die jährliche Niederschlagsmenge liegt im Durchschnitt deutlich unter 400 mm. Die Vegetation besteht ausschließlich aus Steppenformationen, und auch die hydrologischen Gegebenheiten stehen in eindeutiger Abhängigkeit vom Niederschlag und vom Grundwasser. Im westlichen Teil des Gebietes gibt es Karstquellen, die als Ursprung des Sakarya gelten. Im Osten, in der Gegend von Akgöl, hängt der Wasserhaushalt allein von den Niederschlägen ab, weshalb nur periodische und episodische Abflüsse zu verzeichnen sind.
Zu den ausgewiesenen Teillandschaften zählen:
- Der Sakarya-Quellbereich (5151) bei Çifteler, wo das Plateau relativ tief eingeschnitten ist und über ausgesprochen grundwasserreiche Talauen verfügt,
- die AkgöI-Steppentafel (5152) südlich des Sakarya bei Çeltik (nördlichste Ecke der Provinz Konya), wo pleistozän angelegte Trockentalsysteme zu finden sind, deren Entstehung auf pleistozäne Pluvialzeiten und deren Trockenheit vor allem auf ihre hohe Lage zurückzuführen ist. Das dortige Sumpf- und Seegebiet des Akgöl bei Çeltik (Yunak, Konya), das in den 1970er und frühen 1980er Jahren von der Generaldirektion der Staatlichen türkischen Wasserwerke (DSI) durch einen 33 km langen Kanal ausgetrocknet worden war, wurde nach 23 Jahren als natürliches Feuchtgebiet nach und nach rekultiviert.[46]
- die Sarayönü-Steppentafel (5153), eine wenig zerschnittene neogene Platte mit tiefem Grundwasserstand.[47]

#### Emir Dağları (514)
Die Emir Dağları als nordwestlichste Teilstücke des Inneranatolischen Vulkanbogens bilden im Westen der oberen Sakarya-Senke einen Übergangsraum nach Westanatolien. Der westliche Part der NW-SO-streichenden Gebirgskette zeigt entsprechend noch westanatolische Landschaftsmerkmale, während nach Südosten die inneranatolischen Einflüsse zunehmen. Da im Innern im Gebirgsverlauf entsprechende überzeugende Landschaftsgrenzen zu Nachbarregionen Westanatolien nicht erkennbar sind, wurde der Gebirgsbereich der Emir Dağları insgesamt der inneranatolischen Region zugeordnet.

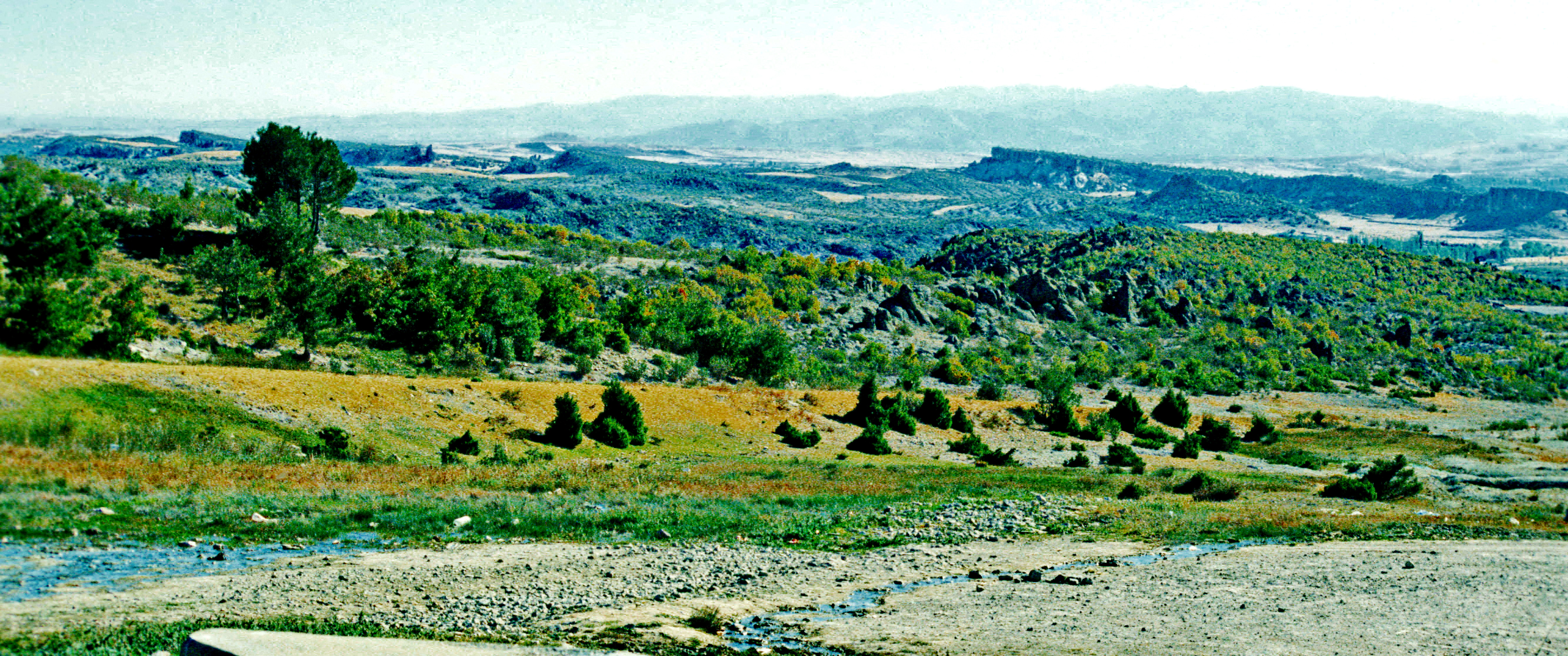
Blick über einige Partien der sogenannten „Phrygischen Täler“ nördlich von Afyonkarahisar zwischen Ayazini und İhsaniye, die fast vollständig mit vulkanischen Sedimenten bedeckt sind

Teile der Region zählen mit zu den Kernlandschaften des antiken Phrygiens mit zahlreichen alten, oft verborgenen kulturlandschaftlichen Schätzen vor allem zwischen Afyonkarahisar und Seyirgazi.

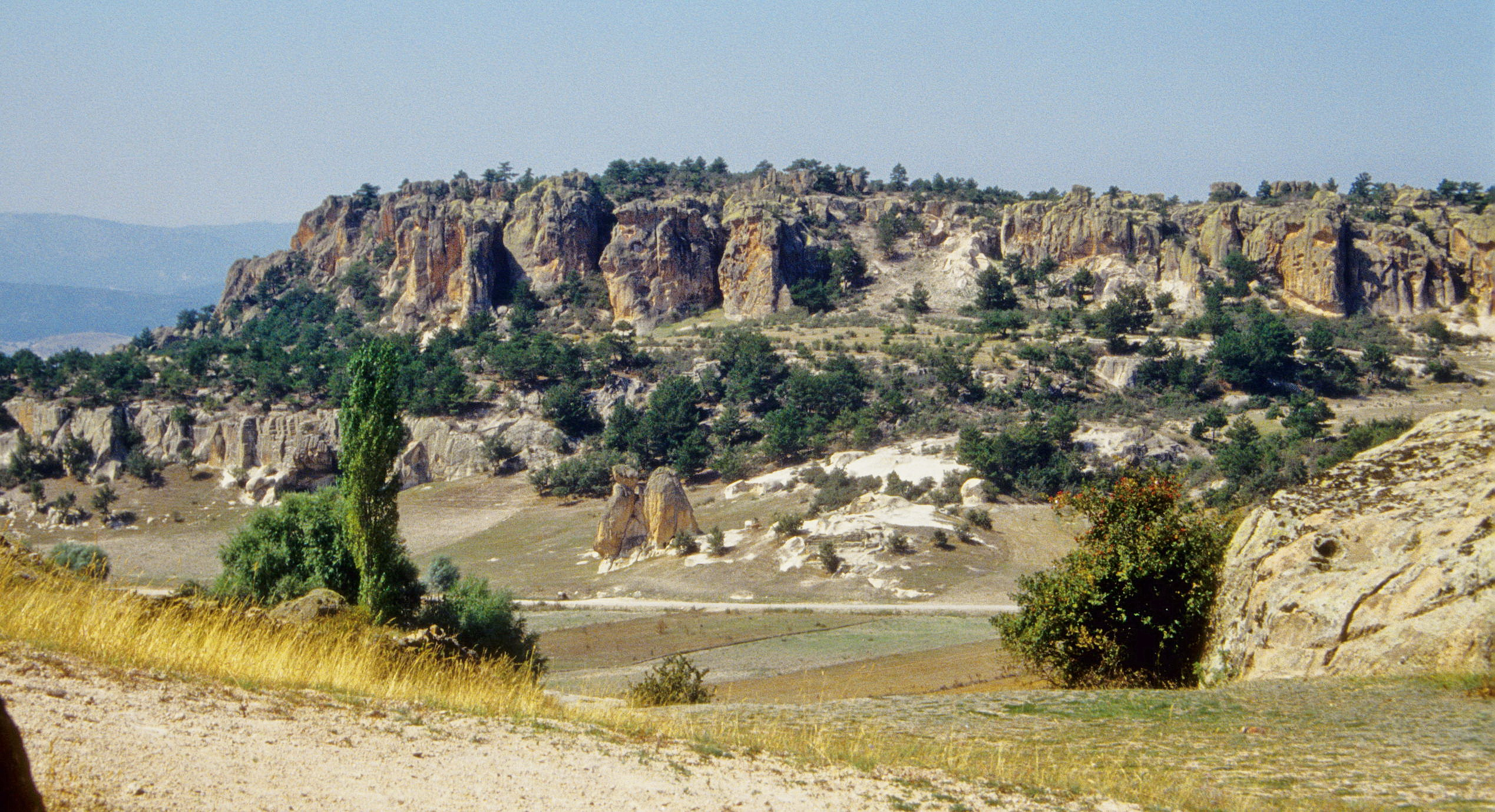
Die vulkanischen Tuffplateaus der Yazılıkaya Yaylası ähneln verblüffend den kappadokischen Tuffplateaus.

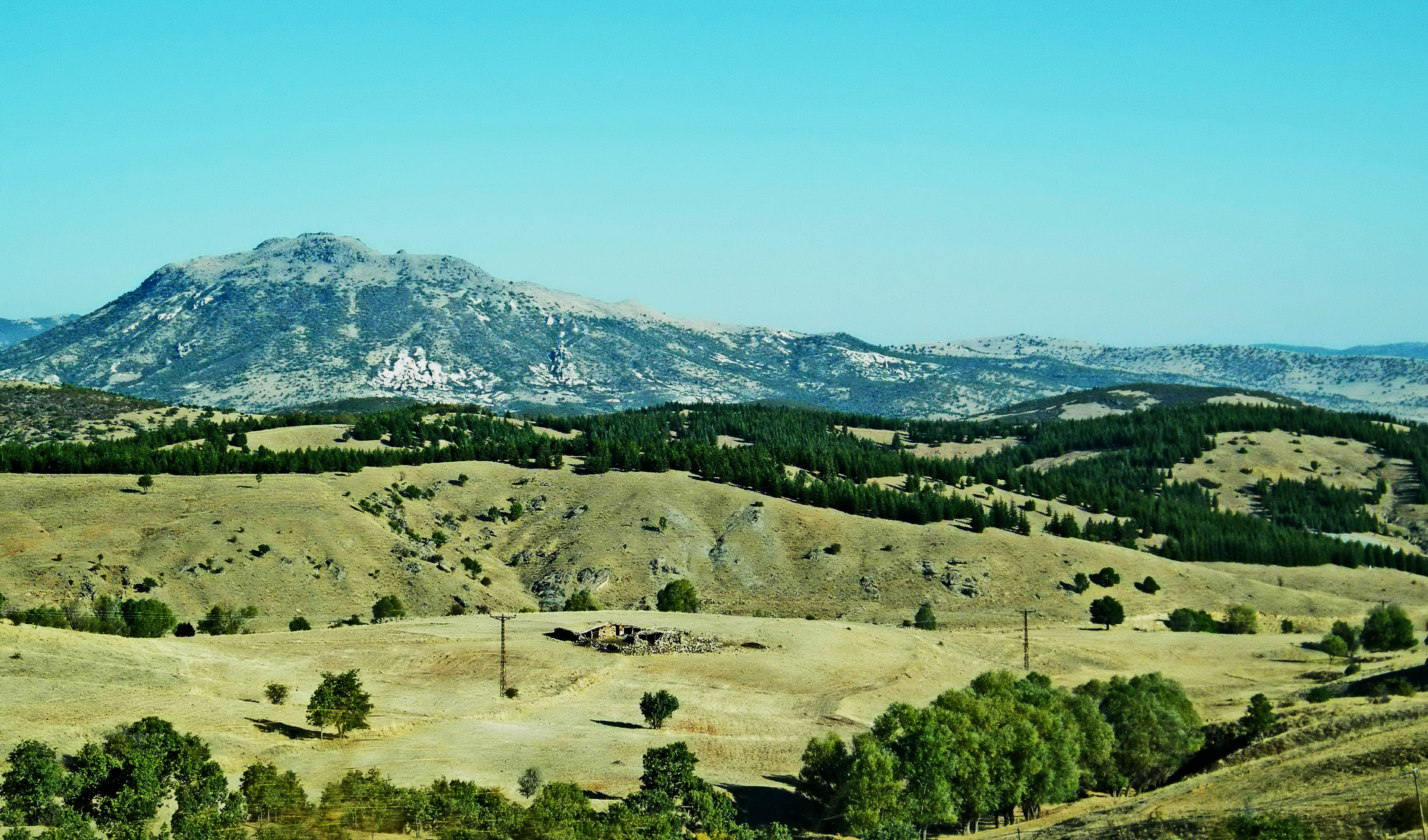
Der Emir Dağı bildet im Osten von Afyon ein eigenes kleineres Vulkanmassiv.

Drei Teillandschaften lassen sich ausgliedern:
- Die Türkmen Dağları (5141, Yazılıkaya-Plateau) im Norden, wegen der dortigen phrygischen historischen Stätten (Yazılıkaya/Midasşehir) auch als Yazılıkaya-Plateau bekannt, bilden das Zentrum der phrygischen Bergregion nördlich von Afyon und bestehen weitgehend aus vulkanischen Tuffen wie in Kappadokien, aber auch aus Basalt, Tonstein, tonig-sandigen Kalksteinen. Das Massiv ist im Allgemeinen neogenen Alters. Die wichtigsten vulkanischen Formationen, in denen sich Tuffkegel entwickeln, sind saure Tuffe (normalerweise Rhyolith und Dazit), Ignimbrite und Basalte, die fast überall anstehen.[48]
- Der Saphane Dağı (5142) im mittleren Teil im Osten von Afyon zeigt rhyolithische Pyroklasten aus der Köroğlu-Caldera sowie Ascheschutt-Tuffe einer frühen plinianischen Eruptionen von vor 18,6 Mio. Jahren vor der Calderabildung, die sich je nach Entfernung vom vulkanischen Zentrum mit unterschiedlicher Sedimentationsgeschwindigkeit ablagerten.[49]
- Der Emir Dağı (5143) im Süden mit seinen drei Hauptgipfeln Hodulbaba Tepesi im Norden, Emirdede Tepesi und Başyurt Tepesi im Süden bildet im Osten von Afyon südlich von Emirdağ ein eigenes kleineres Vulkanmassiv. Eine lokale Rarität dort sind Restbestände der Libanonzeder (Cedrus libani). Der Emir Dağı ist die nördlichste Stelle, an der diese Bäume vorkommen und wo auf einer Fläche von 260 Hektar ein durchgehender Zedernbestand wächst.[50]

Alle drei Teillandschaften weisen geologisch-geomorphologische Ähnlichkeiten auf. Das Gebirge hat einen kuppenförmigen Mittelgebirgscharakter mit Höhen bis 2281 m, wobei Reste alter Hochflächen und ineinander geschachtelte Plateaus die Geländeformen bestimmen. Paläozoische bis alttertiäre Formationen sowie vulkanische Decken prägen den Bau des Gebirgskomplexes. Im Nordwesten sind zudem miozäne lakustrische Sedimente vorhanden, während pliozäne Sedimente nur in der Oberen Sakarya-Senke auftreten. Von NW nach SO ändern sich lediglich klimatische, hydrologische und vegetationsgeographische Merkmale. Da der Westteil des Gebirges auf Grund der aus Westen und Nordwesten herangeführten feuchten Luftmassen relativ hohe Niederschläge erhält, der in Lee gelegene Osten dagegen trocken bleibt, wird der westliche Teil des Gebirges von Trockenwäldern bedeckt, die im Osten ausdünnen.

### Ankara-Gebiet (53)
Östlich von Sakarya Nehri und Porsuk Çayı erstreckt sich vom Südrand des Pontischen Gebirges (Köroğlu-Vulkanmassiv, Galatischer Vulkankomplex, Köroğlu-Işık Dağları) als eine Art Übergangsraum zwischen Nord- und Inneranatolien das Ankara-Gebiet südwärts bis ans Herz Inneranatoliens, den großen inneranatolischen Salzsee (Tuz Gölü). Hier wird vor allem die Verzahnung der mit Wäldern bedeckten Gebirgszüge nordanatolischen Typs mit den Steppen inneranatolischen Typs deutlich, wobei sich niedrige Plateaus, Ovas und Hochflächen miteinander verschachteln. Aufgrund seiner Verzahnung mit dem nordanatolischen Gebirge weist das Ankara-Gebiet einen sehr komplizierten geologischen Bau auf. Im zentralen Teil sind paläozoische Schiefer und Kalksteinformationen zu finden, die von einem Ring mesozoischer Ophiolithe und Sedimentgesteine umrahmt und teilweise überdeckt werden, wobei tertiäre Sedimente einen äußeren Ring bilden. Während der epirogenetischen Phase wurden diese Formationen gestört und teilweise zerbrochen, wodurch SW-NO-verlaufende Ova-Reihen und Gebirgsketten in kleinräumiger Klammerung mit sehr komplexer naturräumlicher Gliederung entstanden, die sich von ihren westlichen Nachbarregionen klimatisch, hydrologisch und vegetationsgeographisch allerdings kaum unterscheiden. Die Vielgestaltigkeit der Region zeigt sich bereits in der Vielzahl der betroffenen Landschaften, wobei zwei Bereiche, ein westlicher und ein östlicher, zu unterscheiden sind, die durch die Linie İdris Dağı-Elmadağ-Haymana-Bergland getrennt werden. Die nordwestlich dieser Linie gelegenen Landschaften besitzen noch nordanatolisch geprägten Charakter, während die südöstlichen Teile stärker inneranatolischen Einflüssen unterliegen.

#### Westliches Ankara-Gebiet (512)

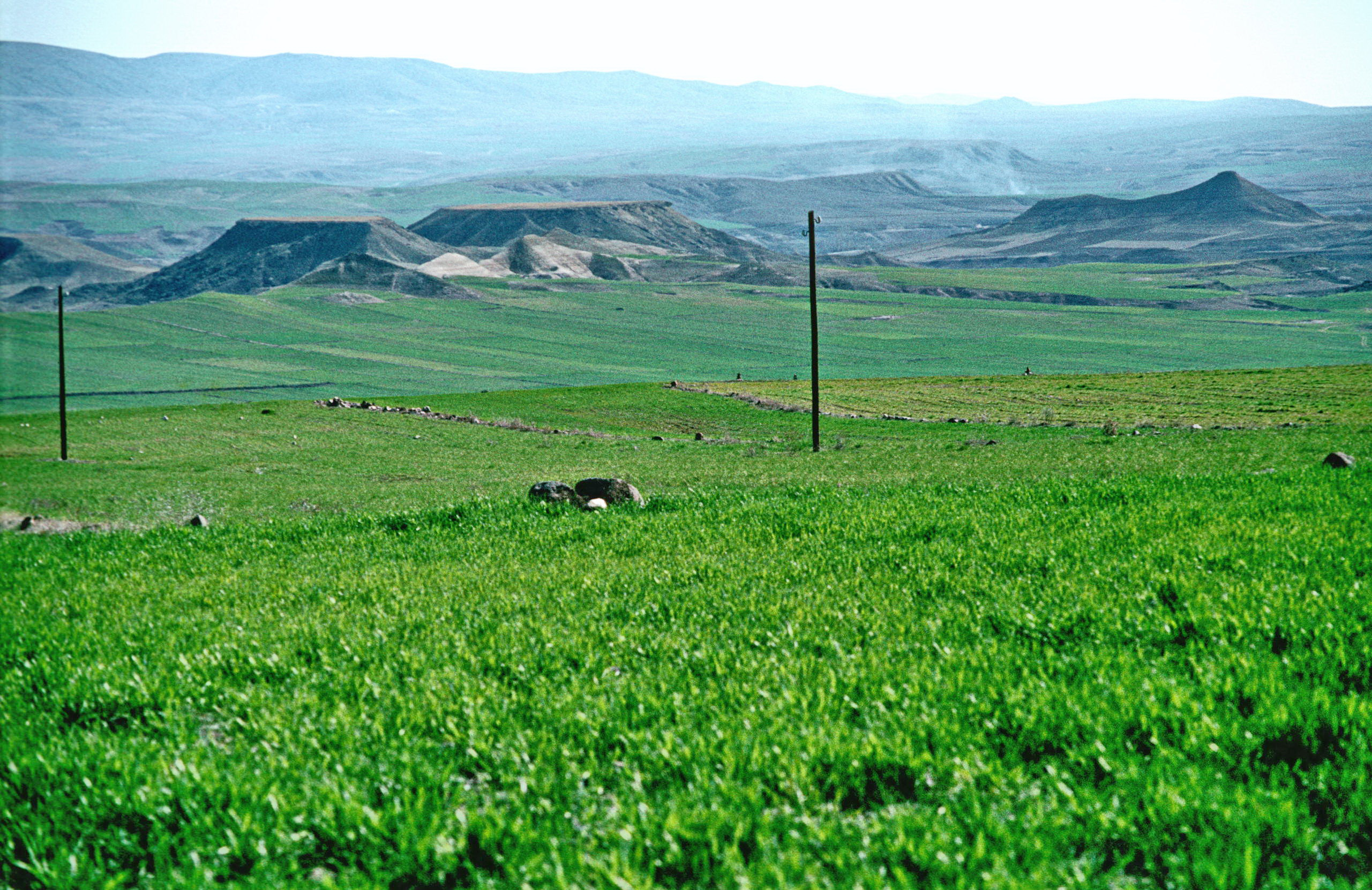
İlhan-Becken bei Ayaş (Provinz Ankara, Türkei)

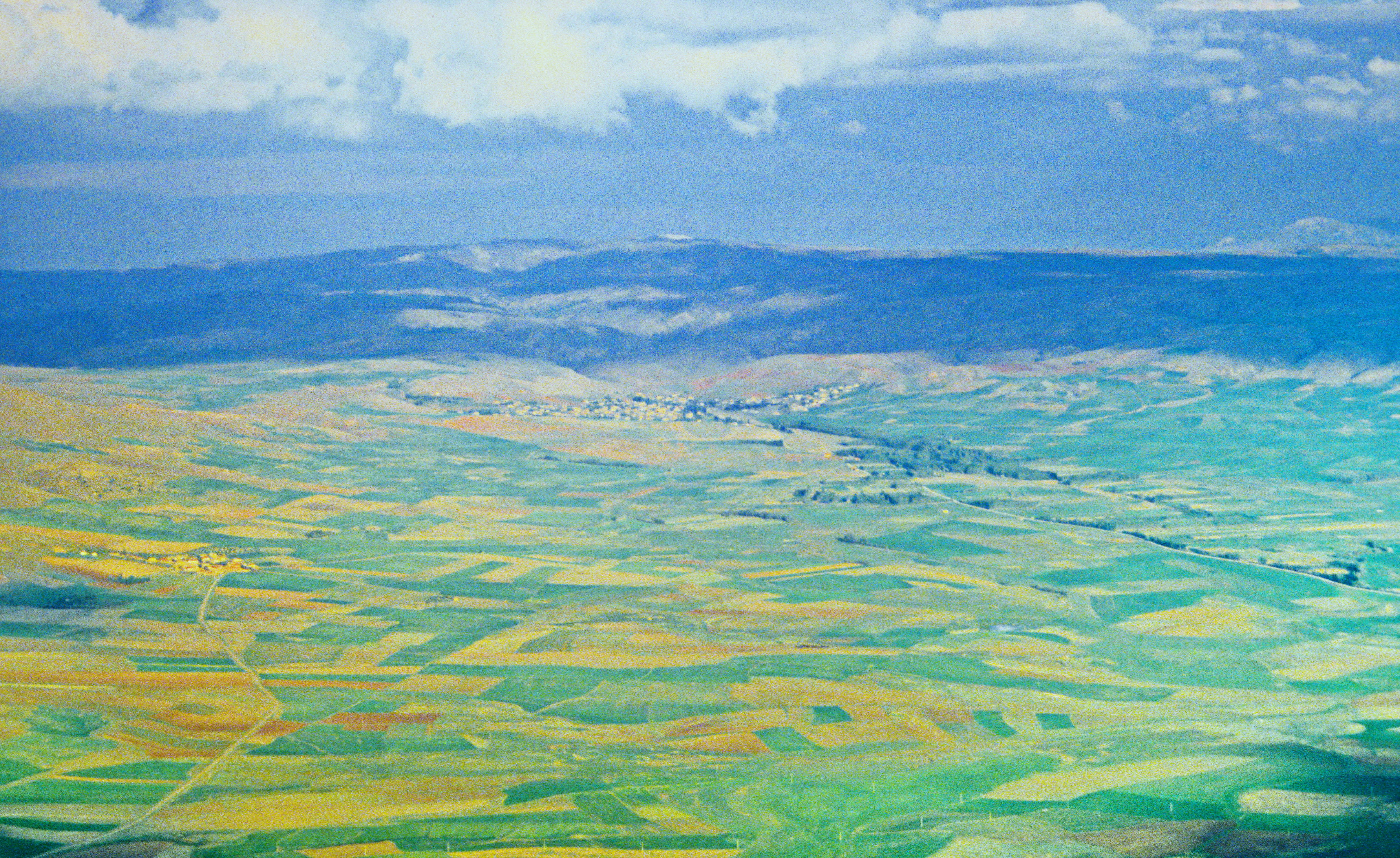
Agrarlandschaft der Çubuk Ovası nördlich von Ankara

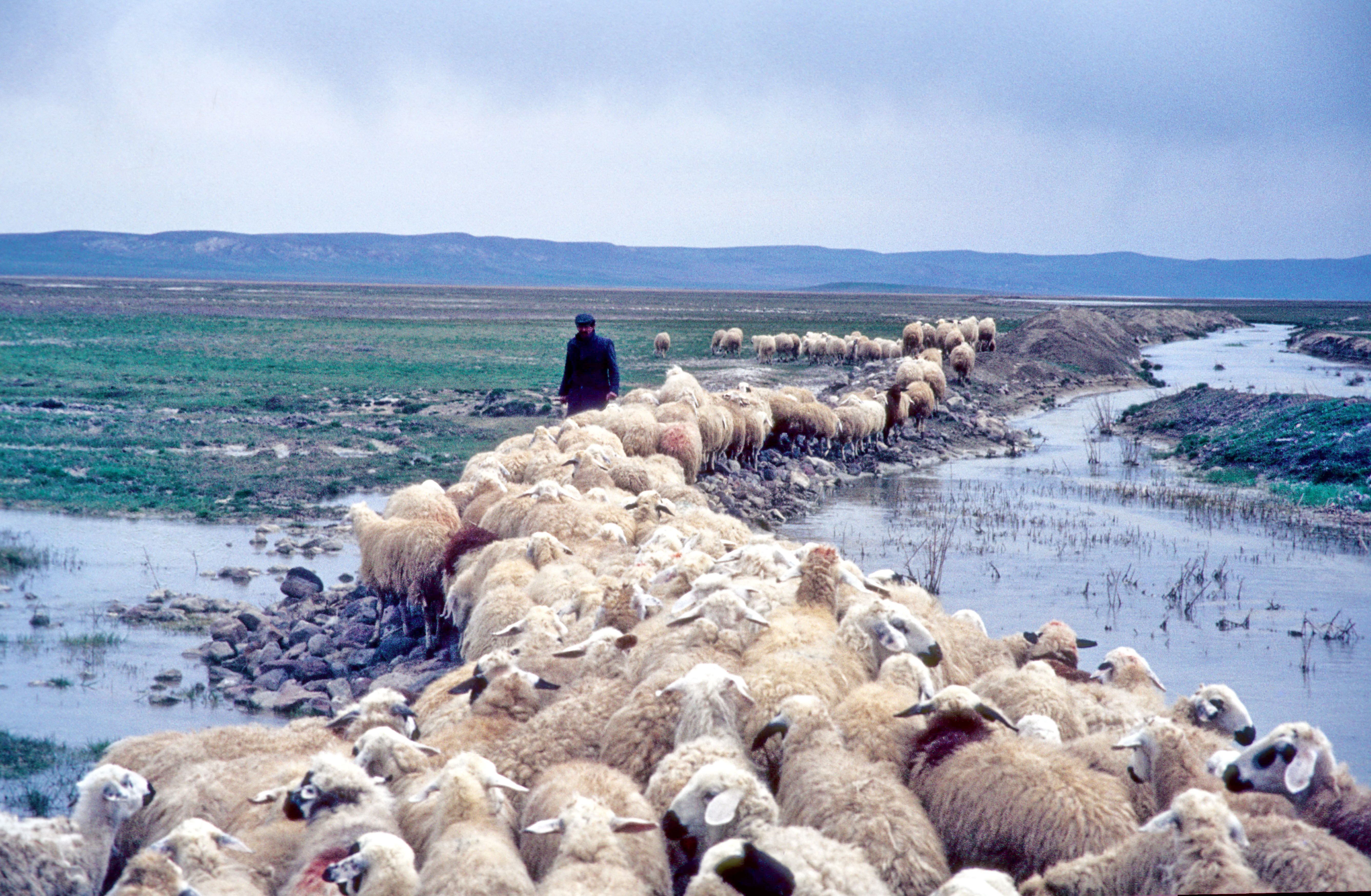
Schafherde in der Kayaş-Moğan-Senke bei Karacaören im feuchten Frühjahr

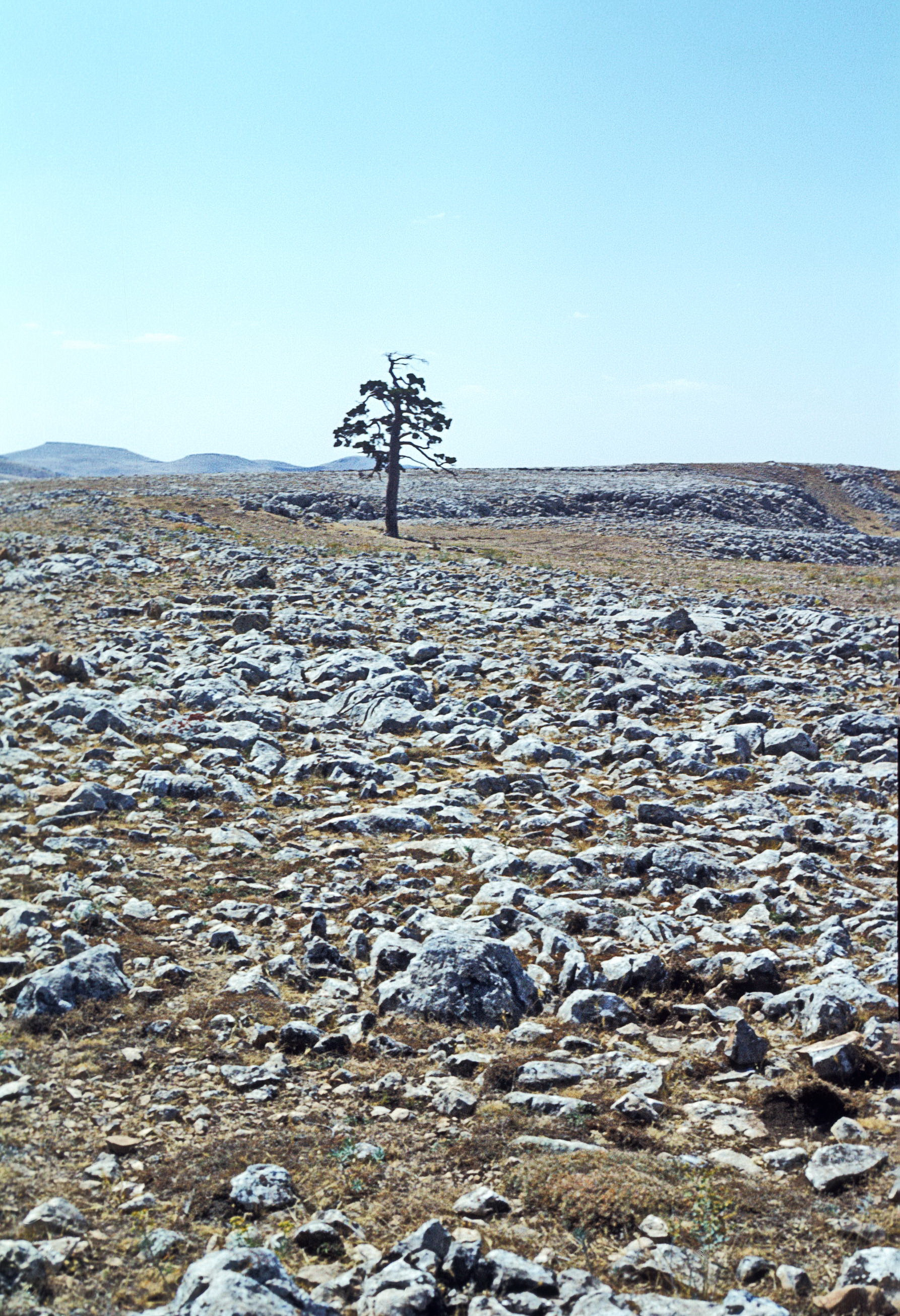
Eine der berühmten „Louis-Kiefern“ auf den Höhen des Elmadağ, dem „Hausberg“ von Ankara

Diese Region wird in 8 Einzellandschaften gegliedert:
- Die junge antiklinale Gebirgskette der Işık-Ayaş Dağları (5121) im Westen des westlichen Ankara-Gebiets besteht im Norden aus vulkanischen und im Süden aus neogenen Sedimenten. Typisch sind eingeschaltete Senken, wie das İlhan-Becken bei Ayaş
- Die östlich anschließende Synklinale der Mürted-Polatlı-Ovareihe (5122) trennt die neogenen Ayaş Dağları von der mesozoisch-alttertiären Kette der Karyağdı Dağları.
- Die Kette der mesozoisch-alttertiären Aydos-Karyağdı Dağları (5123) nördlich von Ankara trägt auf ihren Rumpfflächen noch Reste von Trockenwald.
- Die durch Verwerfungen vorgezeichnete und durch Flüsse weiter eingetiefte Senke der Çubuk-Ankara Ovası (5124) mit der türkischen Hauptstadt trennt die Karyağı Dağları vom paläozoischen Massiv der ldris-Elma Dağları im Osten. Auf der Ebene von Çubuk fand am 20. Juli 1402 die entscheidende Schlacht bei Ankara zwischen den Armeen des Mongolen Timur und des Osmanen Bayezid I. statt.
- Nach Osten hin folgt die strukturell angelegte Kayaş-Moğan-Senke (5126) westlich der ldris-Elma Dağları, die östlich des Haymana-Berglandes (s. u.) mit periodischen kleinen Seen und Sümpfen weit nach Süden reicht.
- Der zentrale Teil der İdris-Elma Dağları (5125) östlich von Ankara mit den beiden Bergländern des İdris Dağı (1995 m) und Elma Dağı (1862 m) besteht aus paläozoischen Schiefern und Kalksteinen, die am Rande von jüngeren Sedimenten und vulkanischen Decken überkleidet sind. Aufgrund von 3 (restlichen) Schwarzkiefern auf dem Elma Dağı, dem „Hausberg“ von Ankara, und anderer Wald-Restbestände rekonstruierte Herbert Louis 1939 die potentielle natürliche Vegetation Anatoliens.[22]
- Den südwestlichen Abschluss bilden die in weiten Partien der von kurdischen Umsiedlern aus Ostanatolien bewohnten Lodumu-Haymana-Plateaus (5127, Bergland von Haymana) als westliches Gegenstück des östlich des Kızılırmak gelegenen paläozoischen Grundgebirgsmassivs (Kırşehir-Massiv, Bozok Yaylası).

#### Östliches Ankara-Gebiet (513)
Das östliche Ankara-Gebiet ist zweigeteilt in einen nördlichen und südlichen Part:
- Im nordöstlichen Ankara-Gebiet grenzen die Senke des Terme Çayı (5131) und das Ophiolith-Massiv des Eldivan Dağı (5133) mit seinen waldbedeckten Rumpfflächen beim Devreztal an die südlichen Höhen des Pontischen Gebirges und damit an die Nordanatolische Verwerfung, gleichzeitig aber auch im Osten an das breit angelegte Tal des Kızılırmak im Hyseyinli-Becken.
- Weiter südlich trennt die Senkenzone der Balaban-KurakgöI Ovaları (5132) das Ophiolith-Massiv des südlichen EIma Dağı vom Küre Dağı.
- Die Küre-Karaca-Dağları (5134) bilden eine Antiklinale, die im Nordosten aus mesozoisch-tertiären Formationen und im Südwesten aus Vulkaniten besteht.
- Südlich davon trennt die terrassierte Steppenebene des Hacıbekir-Tales (5135) als synklinalartige Senke den Küre Dağ vom Paşa Dağı (5136), ein aus alttertiären Flyschformationen gebildeter antiklinaler kuppiger Bergstock, dessen natürlichen Wälder völlig zerstört sind.[53]

### Lykaonische Steppe (Konya-Region) (52)

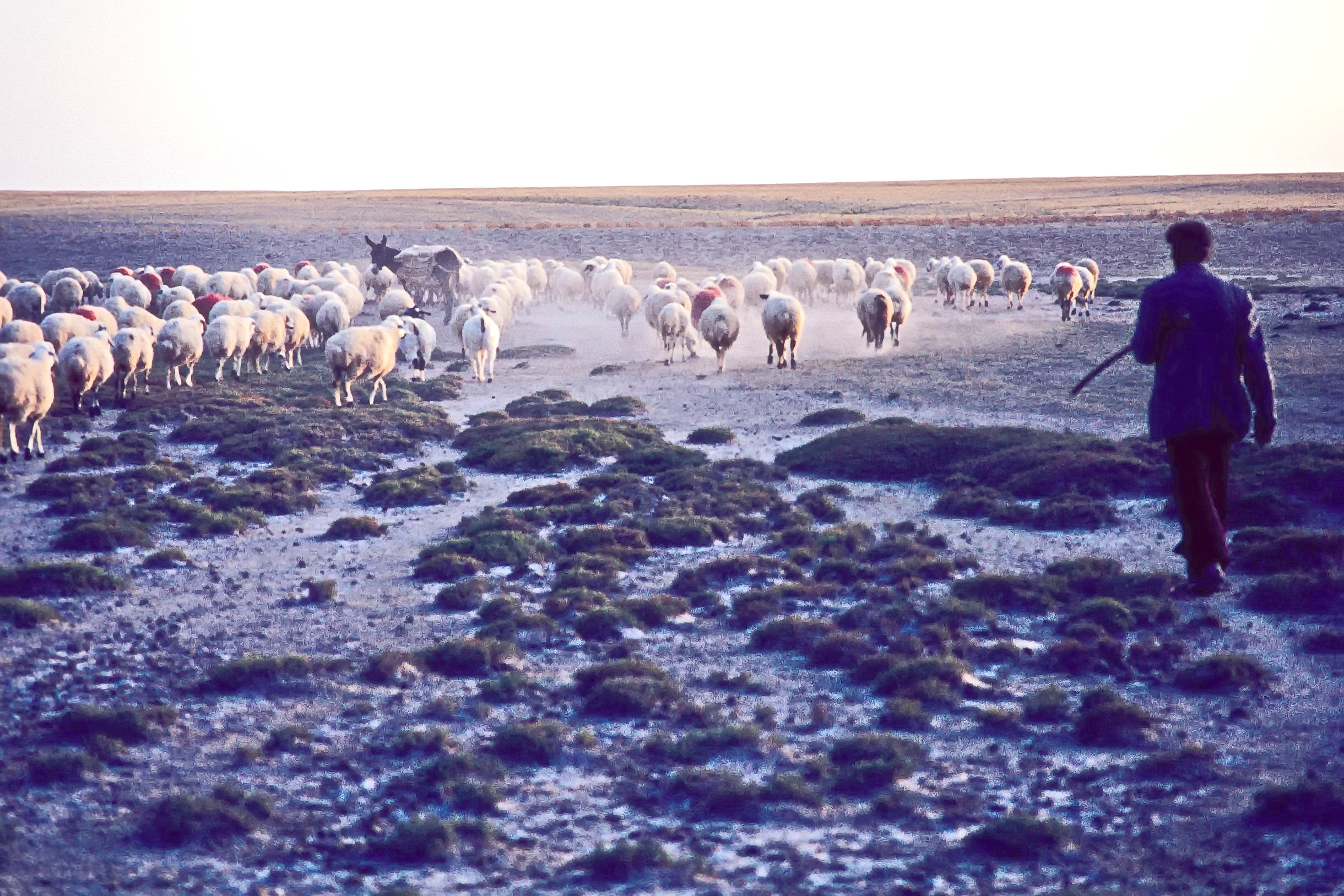
Schafherde in der Artemisiasteppe der Konya-Ova Lykaoniens bei Karapınar

Im Süden der Sakarya- und Ankara-Regionen erstreckt sich bis zum Übergang in die Taurusketten das von Nuri Güldalı als „Gebiet der abflusslosen Becken“ bezeichnete Herz Inneranatoliens mit dem Großen Salzsee (Tuz Gölü) und der Konya Ovası als Zentren der antiken Steppenlandschaft Lykaoniens. Es besteht aus großen, abflusslosen Becken, flachen zerschnittenen Tafeln und mäßig hohen, voralpidisch gefalteten kristallinen Gebirgsstöcken. Das Relief wird vor allem durch weite, tischartig flache, abflusslose Aufschüttungsbecken geprägt, deren zentrale Teile oft von seichten Salzseen oder Sümpfen eingenommen werden. Durch seine fehlende Außenentwässerung und vorherrschende Binnenentwässerung unterscheidet sich der südliche Teil Zentralanatoliens von den benachbarten Gebieten im NW und NO, die durch die beiden großen Flüsse Kızılırmak und Sakarya zum Schwarzen Meer hin entwässert werden. Neben einigen kleineren Becken sind in dieser Landschaft die Konya-Ebene sowie die Becken des Tuz Gölü und des Akşehir-Eber Gölü am bedeutendsten. Die beiden Hauptbecken, das des Tuz Gölü und das der Konya-Ova sind abflusslose, breit angelegte flache Pfannen, die im Pleistozän von Seen ausgefüllt waren. Die Schwelle von Obruk (Obruk Yaylası) und das Bozdağlar-Massiv trennen die beiden Senken voneinander. Die klimatischen Verhältnisse gleichen denen der Oberen Sakarya-Senke. Die Vegetation ist in der gesamten Region durch Steppenformationen gekennzeichnet. Hier lassen sich drei größere Landschaftsteile abgrenzen, die durch plateauartige Schwellen und niedere Berglandbereiche getrennt sind: Die Akşehir-Ilgın-Senke im Nordwesten, die Konya-Eregli-Senke im Süden und die Tuz Gölü-Senke im Nordosten.

#### Akşehir-Ilgın-Senke (521)

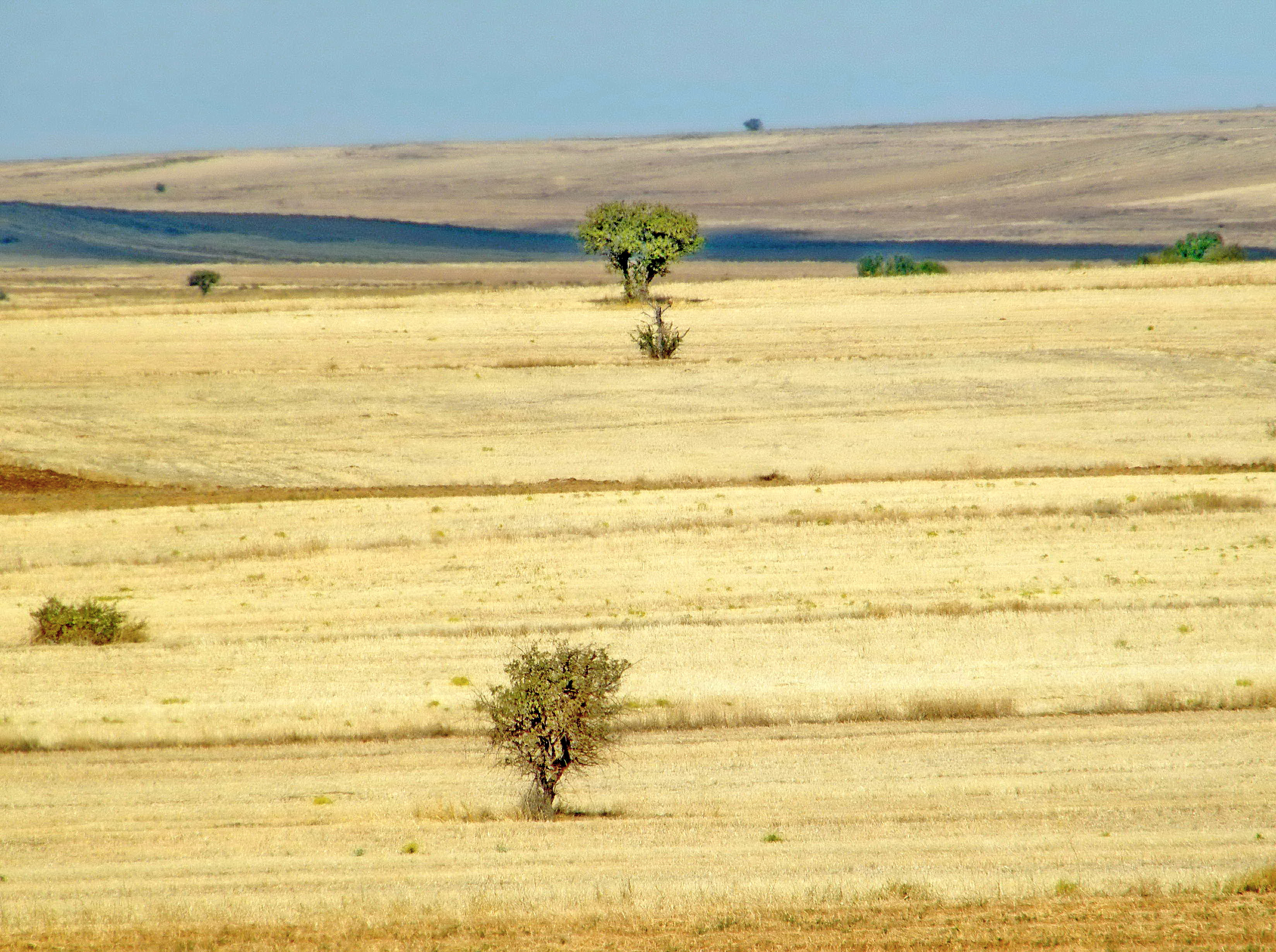
Getreideanbau in der Akşehir Ovası

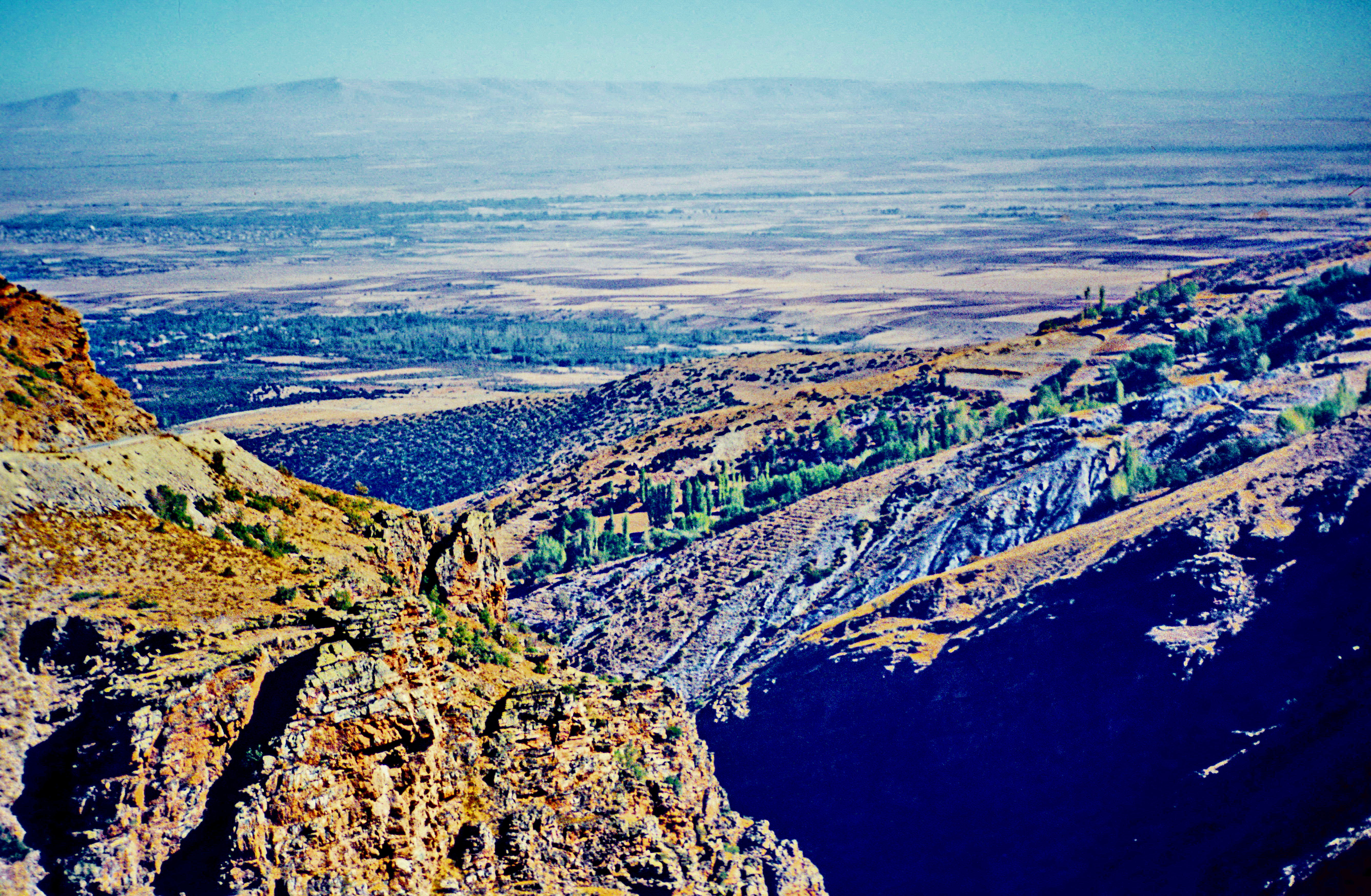
Blick von den Sultan Dağları auf die Akşehir Ovası bei Engilli von den Höhen der Sultan Dağları

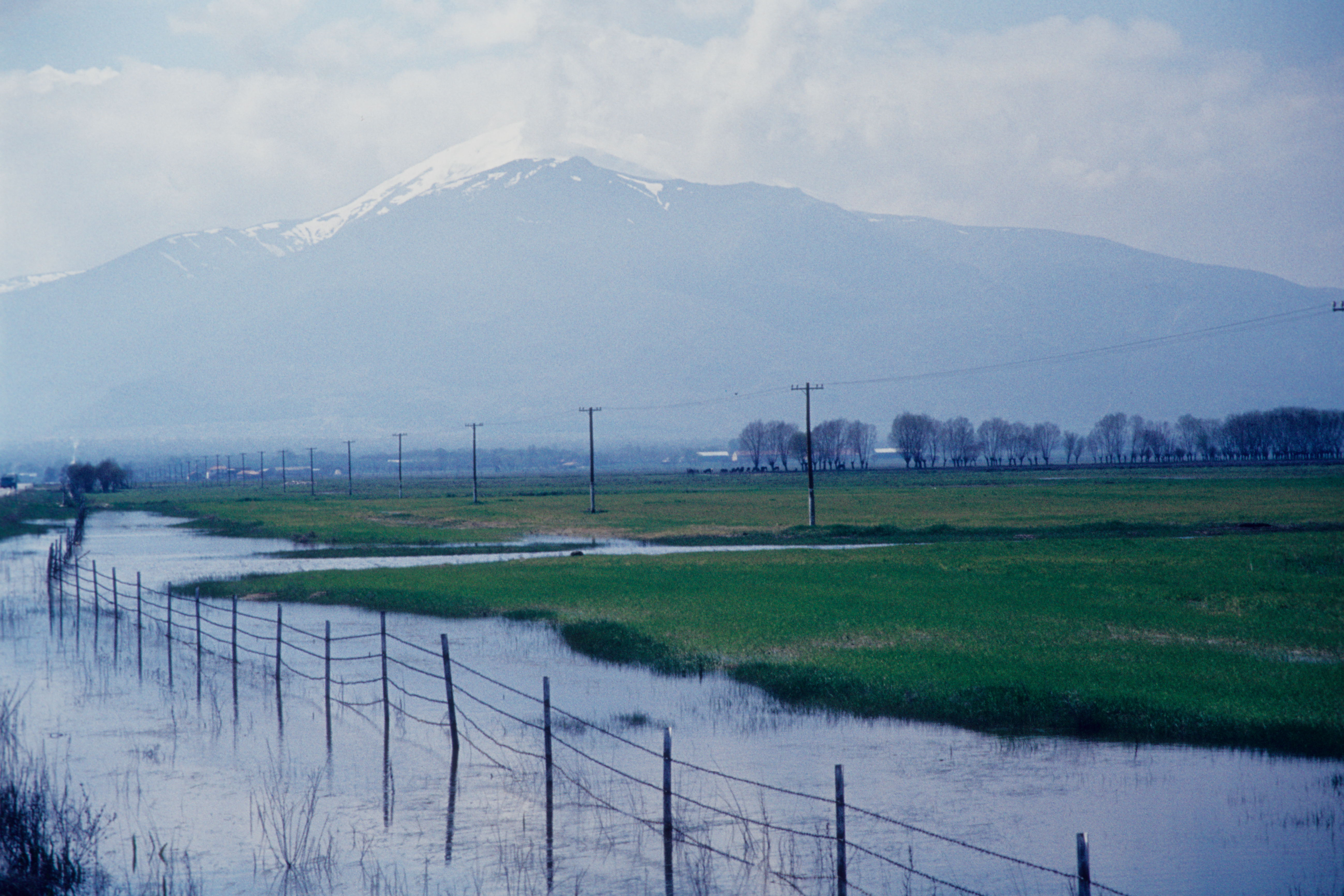
Blick über die Senke des Eber Gölü bei Çay auf die Höhen der Sultan Dağları

Abgegrenzt gegen die Taurus-Ketten im Westen, dem östlichen Schenkel der Kurve von Isparta, folgt die als tektonisches Senkungsfeld nordwestlich von Konya angelegte Akşehir-Ilgın-Depression dem westlichen Abschnitt des inneranatolischer Vulkanbogens. Sie besteht im Wesentlichen aus einem Longitudinalbecken zwischen Emir Dağları und Sultan Dağları, das sich nach Südosten erweitert und in eine breite Steppentafel übergeht. Das Klima ist, wie in allen anderen Gebieten der Lykaonischen Steppe, durch warme trockene Sommer und kalte, relativ feuchte Winter gekennzeichnet, was die Verbreitung von Steppenvegetation über den gesamten Raum begünstigt.
- Überragt im Nordosten vom GöIcük Dağı ist diese Senke in die drei kleineren Beckenräume der Eber Ovası (5211), Akşehir Ovası (5212) und Ilgın Ovası (5213, mit dem Gölcük Dağı) gegliedert, in denen drei Seen, der Eber Gölü, der Akşehir Gölü und der Çavuşçu Gölü, liegen, die im Pleistozän wesentlich ausgedehnter waren, aber starken Seespiegel-Schwankungen unterlagen.
- Die südlich anschließende niedrige Landschaft des Doğanhisar-Plateaus (5214) am Fuße des bereits zum Taurus zählenden Sultan Dağı führt zur Schwelle der Bozdağlar (AIadağı- und Bozdağ-Berge, s. u.), die diese Landschaft im Südosten vom Becken von Konya trennt.[57]

#### Konya-Ereğli-Senke (522)

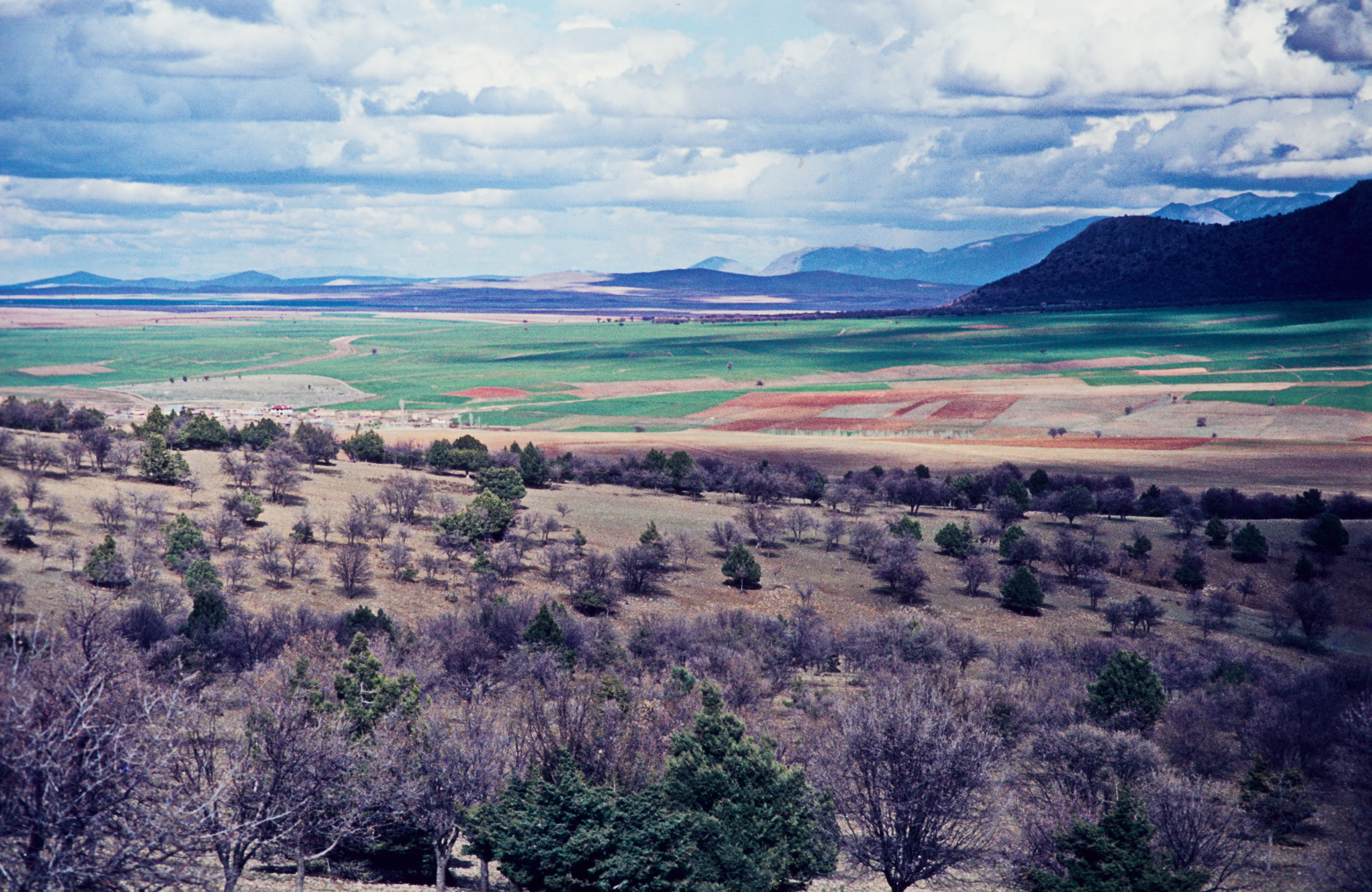
Konya-Ereği Ovası bei Dinek nördlich von Karaman zu Füßen des Karadağ

Die Senke des Konya-Ereğli-Beckens (Konya-Ereğli Ovası) liegt zusammen mit der nördlich anschließenden Tuz Gölü-Senke zwischen dem tektonisch labilen Faltengebirge des Taurus im Süden und der stabilen kratonischen Masse des Kırşehir Massivs im Norden. Diese Region ist gekennzeichnet durch rezente und frühere Schollenbewegungen die in einer Reihe von Vulkankegeln meist tertiären Alters dokumentiert sind. Die Vulkankegelreihe als Teil des Inneranatolischer Vulkanbogens beginnt im Westen beim Erenler Dağı und setzt sich über Karadağ, Meke Dağı, Karacadağ, Hasan Dağı und Melendiz Dağı bis über den Erciyes Dağı weit nach Osten fort. Dominierendes Landschaftselement ist das breite, flache Becken von Konya, das zusammen mit seinem südöstlichen Gegenstück, dem Becken von Ereğli, und der Tuz Gölü-Senke das Bindeglied zwischen dem „inneranatolischen Grundgebirgsmassiv“ (Lykaonische Masse oder Lykaonisches Massiv, auch Halys- oder Kızılırmak-Massiv, bildet zusammen mit dem Kirşehir-Massiv die Inneranatolische Masse) und dem Taurus-Gebirgssystem darstellt. Die Konya-Eregli-Senke mit einer Fläche von ungefähr 8000 km² weist eine W-O-Erstreckung von über 175 km und eine Breite von durchschnittlich 25–30 km auf. Die Höhe der fast tischartig flachen Ebene liegt bei 1000 m. Die riesige Ova wurde mit fluviatilem Material aus den angrenzenden Gebirgsteilen des Taurus aufsedimentiert und war im Pleistozän teilweise von pluvialen Seen bedeckt. Ihre nur einige Meter tiefer gelegenen zentralen Teile werden rezent noch von periodischen Seen bzw. Sümpfen eingenommen. Der sumpfartige, flache Hotamış Gölü (Hotamış Sazlığı), Relikt eines alten Konya-Sees, der über den Çarşamba Çayı vom Beyşehir-See gespeist wird, überflutet in Winter und Frühjahr zwischen Hotamış und Çumra periodisch einige tausend Hektar Agrarland. Der zentrale Beckenteil, der bereits im Pleistozän von diesem See eingenommen wurde, wird von einer weitgespannten Ebene (mittlere Höhe 1050 m) umrahmt, die durch Schwellen vulkanischer Gesteine des inneranatolischen Vulkanbogens und paläozoischer Kalke gegliedert ist.

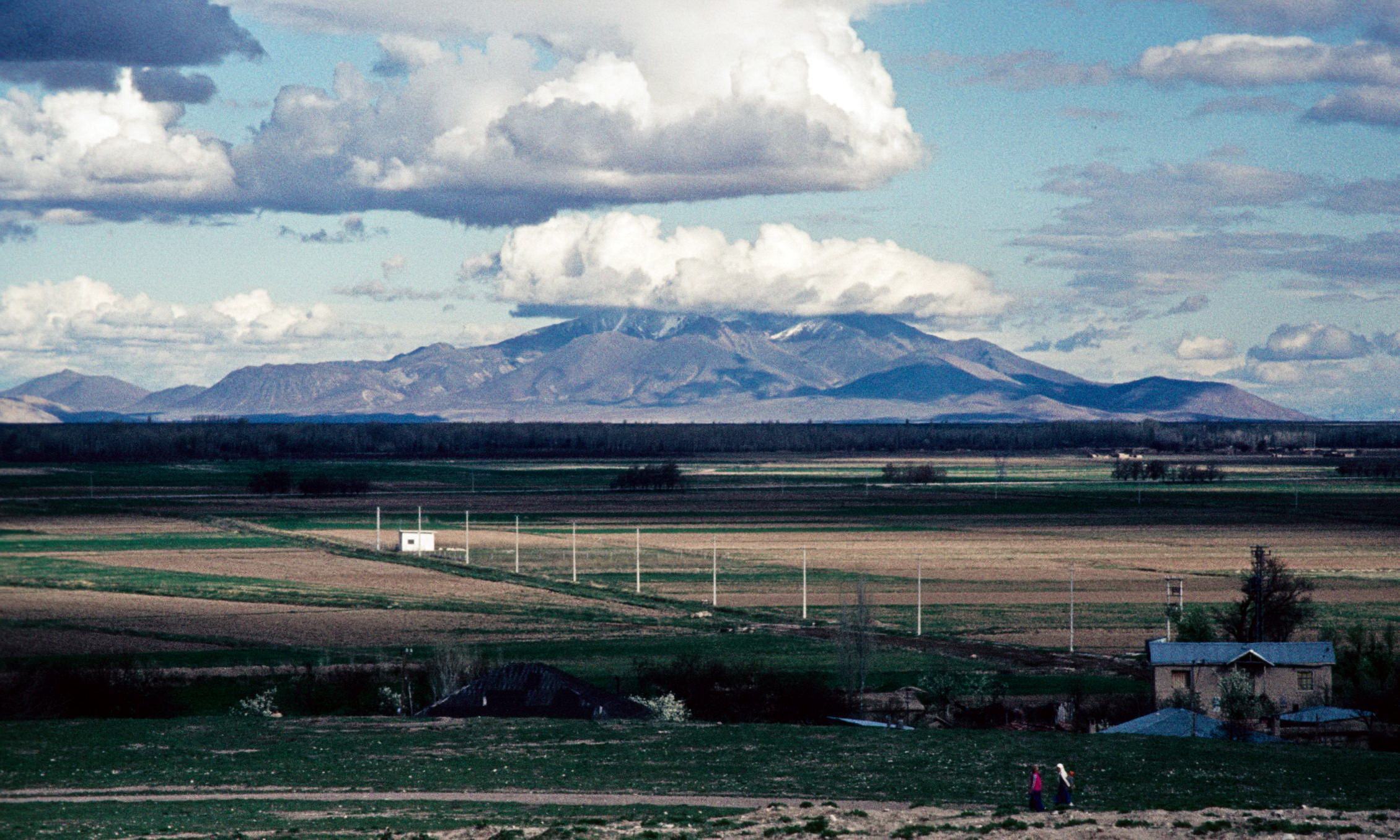
Blick auf den Karadağ-Schichtvulkan bei Karaman von Hotamış (Konya Ovası) aus

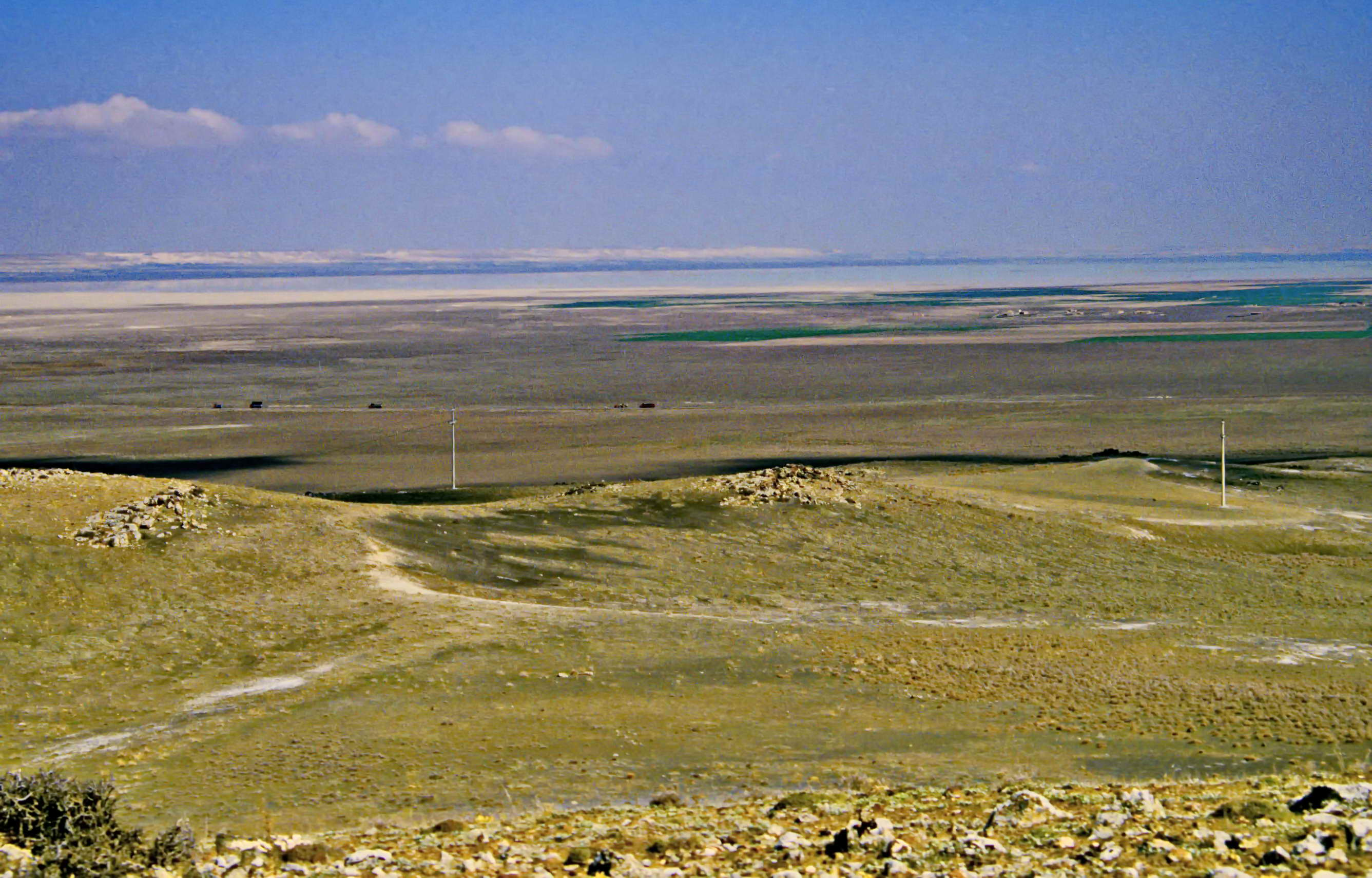
Der östliche Teil der Konya Ovası, die Karapınar Ovası, mit dem periodischen Kayalı-See

Das relativ ausgedehnte Gebiet der Konya-Ereğli-Senke besteht aus 9 abgrenzbaren Einzellandschaften:
- Mit Hügeln und Bergen aus von vulkanischen Decken überlagerte paläozoisch-mesozoischen Formationen umrahmen die AIadağ- und Bozdağ-Berge (5221) halbkreisförmig den nördlichen Teil des Konya-Beckens mit einem markanten Geländeanstieg.
- Die Konya Ovası (5222, Konya-Becken) selbst war als niedrigster und zentraler Teil der großen Konya-Ereğli-Beckenstruktur im Pleistozän mit einem pluvialen See gefüllt, der rezent weitgehendst verschwunden ist.
- Südlich von Konya erstreckt sich als Übergang zum westlichen inneren Taurus (westliches Taşeli-Plateau) die Neogenplatte von Çumra (5223) bis vor die Tore von Karaman,
- wo das neogene Vulkanmassiv des Karadağ (5224) mit seinem zentralen großen Krater und zahlreichen kleineren Parasitärkratern als südlichster Punkt des inneranatolischen Vulkanbogens sowie weiter nordöstlich
- die Karapınar-Karacadağ-Vulkanberge (5227) mit großen Vulkankegeln neogenen Alters und kleineren Krater aus dem Quartär
- die langgestreckte Senke der Ereğli Ovası (5228) zwischen Karaman und Niğde
- von der Konya Ovası und ihrem östlichen Teil, der Karapınar Ovası (5226) mit dem periodischen Kayalı-See, trennt.
- Mit der Neogenplatte von Karaman (5225) als östliche Fortsetzung der Çumra-Platte schwenkt auch der Taurus, der Inneranatolien im Westen, Süden und Südosten abgrenzt, nach Ost-Nordost.
- Das Ayrancı-Hügelland (5229) im Südosten, Ausläufer der taurischen Gebirgskette aus paläozoischen Kalken, zeigt starke Verkarstungserscheinungen.

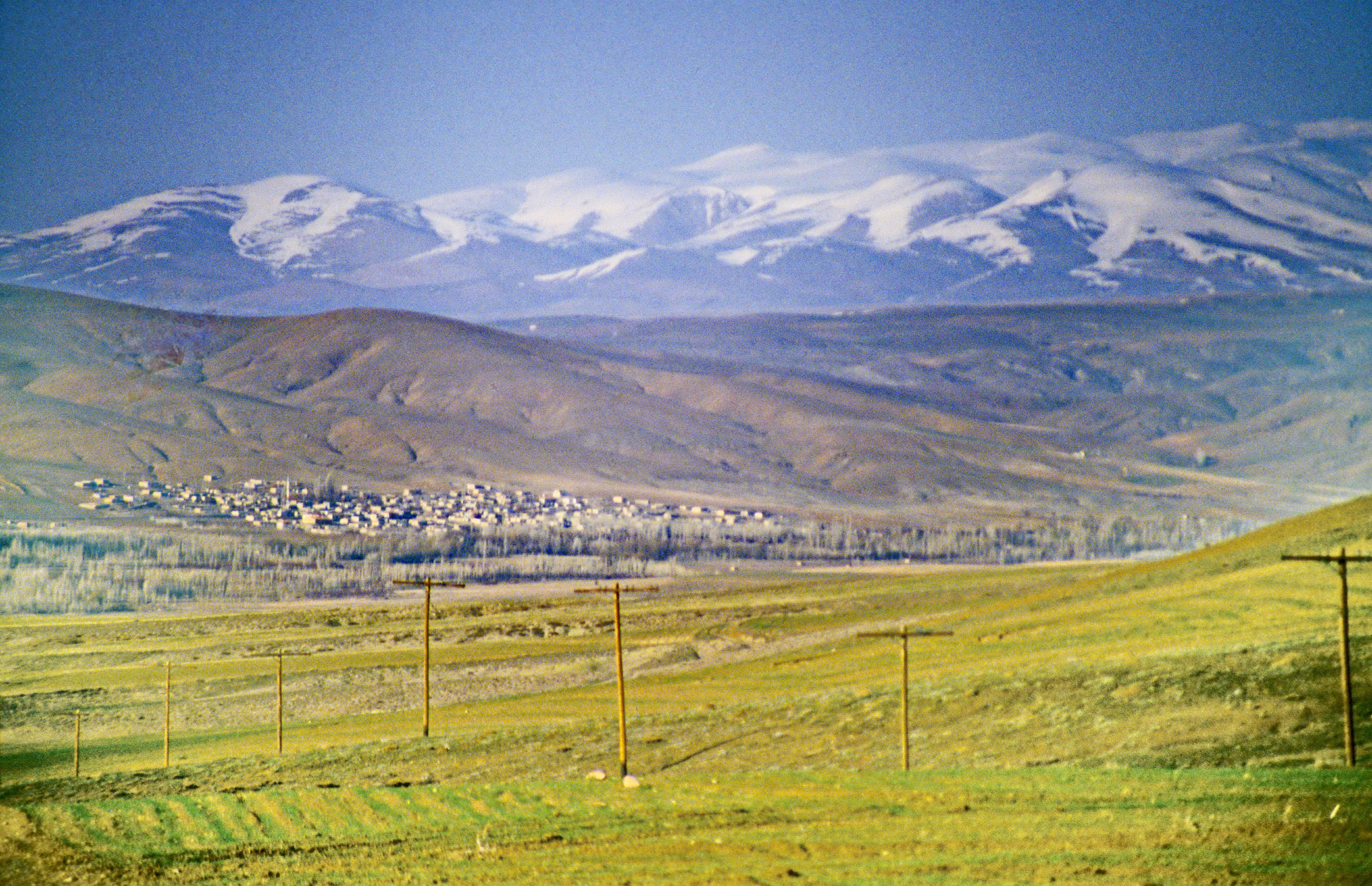
Blick auf den Pozantı Dağı, Teil des Antitaurus bei Niğde

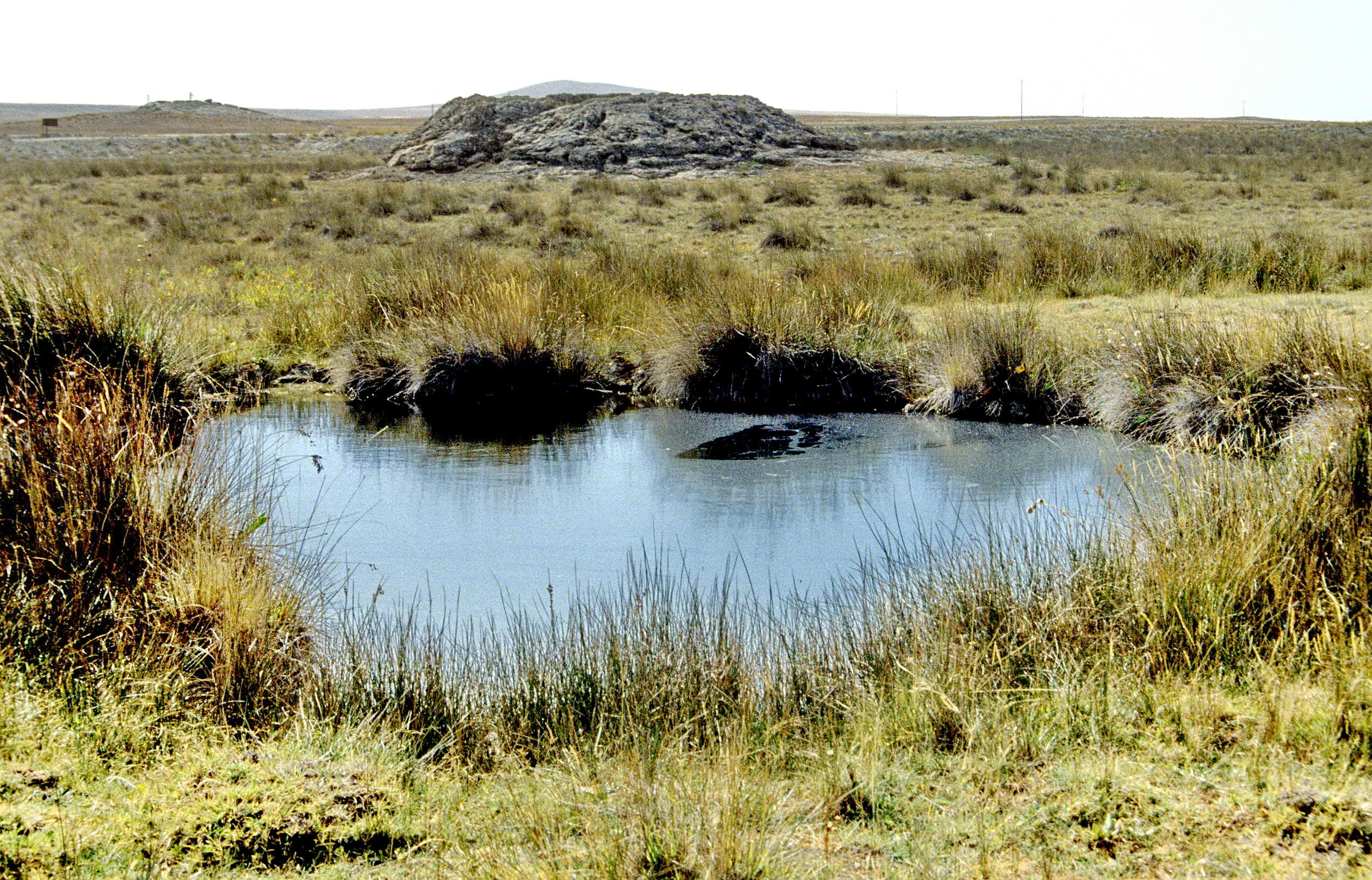
Doline bei Ilıca Yaylası, randvoll mit Wasser gefüllt; im Hintergrund ein höherer Travertinkegel

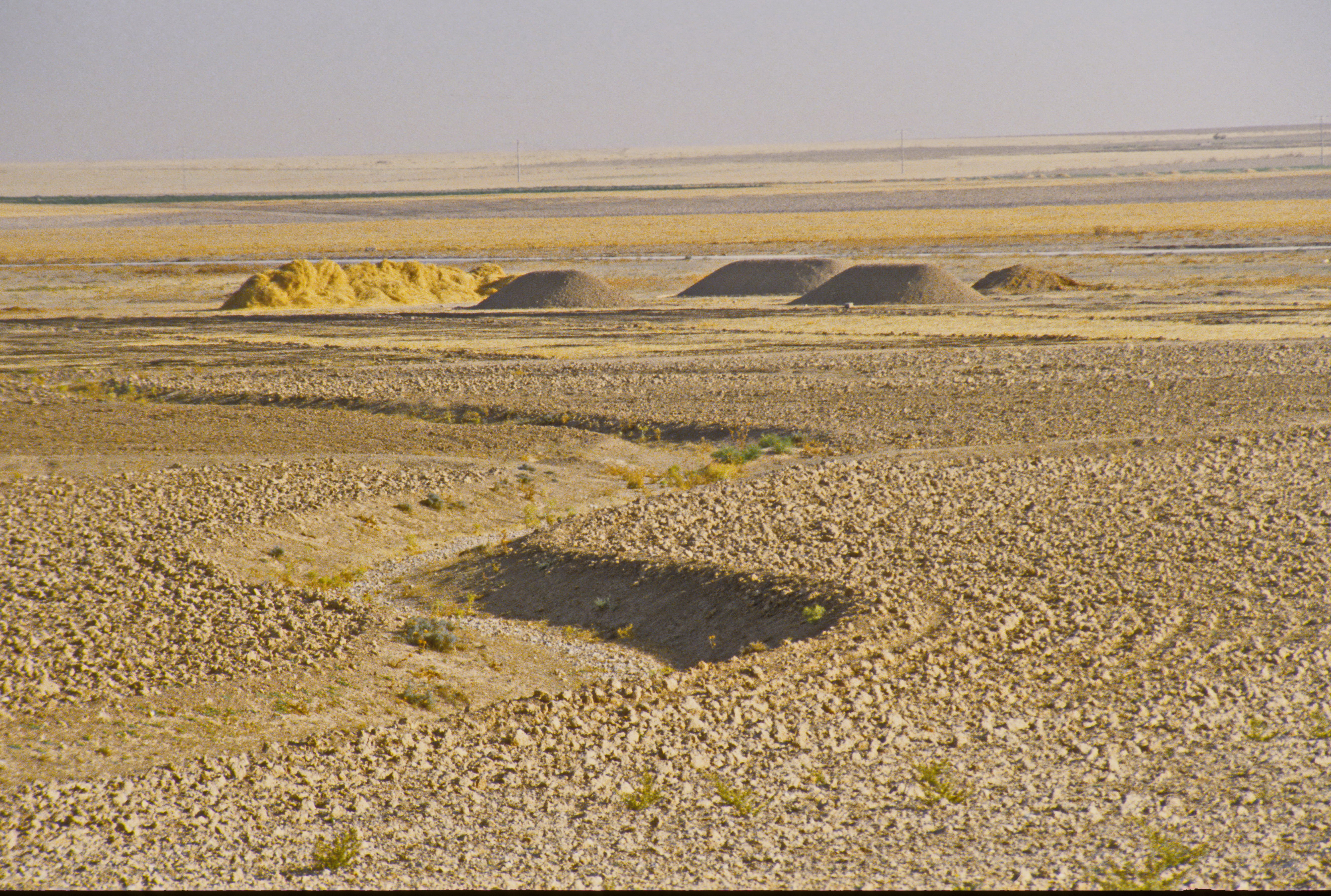
AkgöI-Steppentafel bei Eşmekaya (Sultanhanı) südlich des Tuz Gölü

Ab hier verläuft die Landschaftsgrenze Inneranatoliens – begleitet vom inneranatolischen Vulkanbogen – weitgehend nordostwärts in Richtung Niğde und Kayseri parallel zu den Ketten des Binnen- und des Antitaurus.

#### Tuz Gölü-Senke (523)

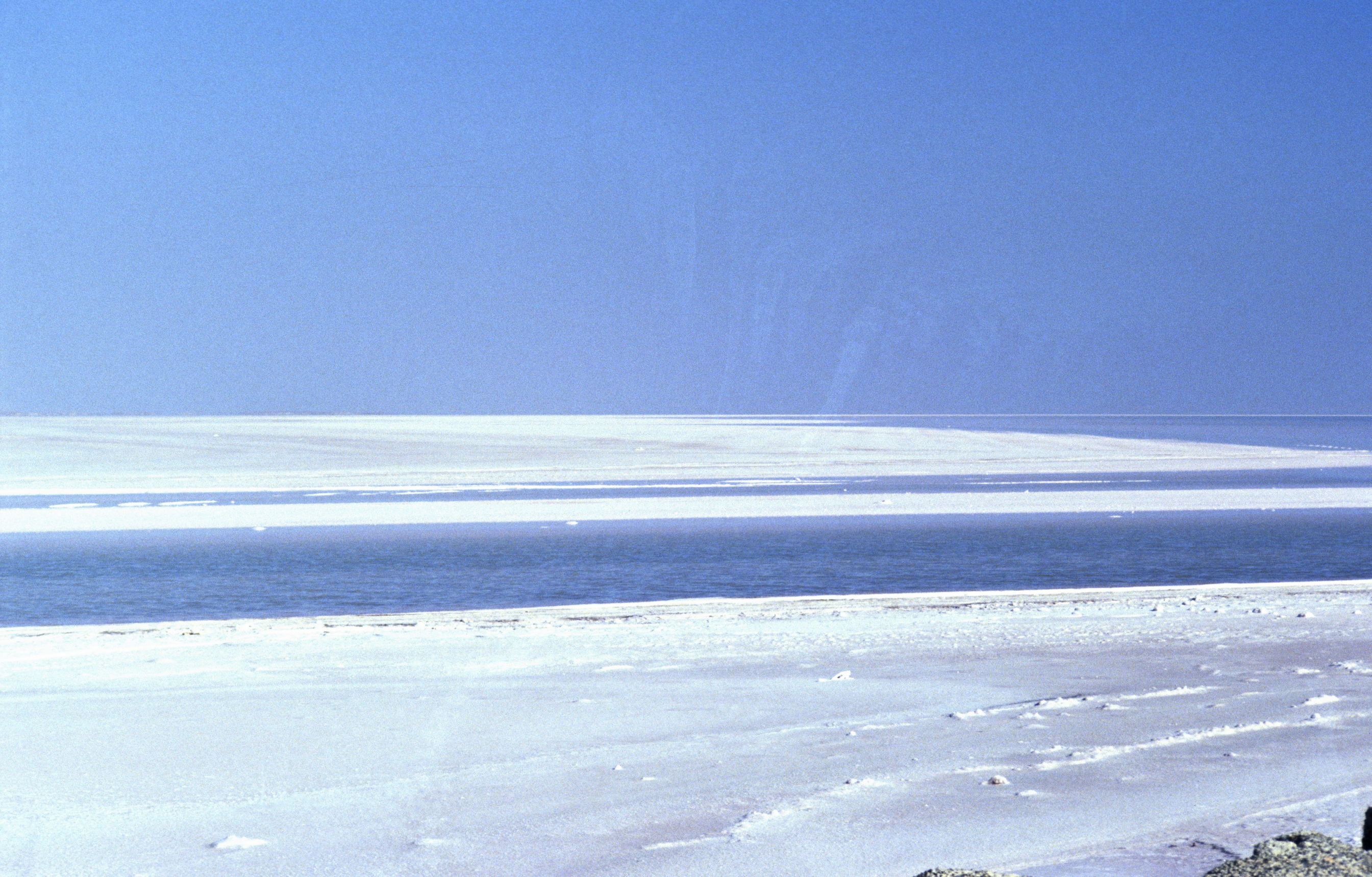
Großer Salzsee (Tuz Gölü) bei der Saline Yavşan Tuzlası nahe Cihanbeyli

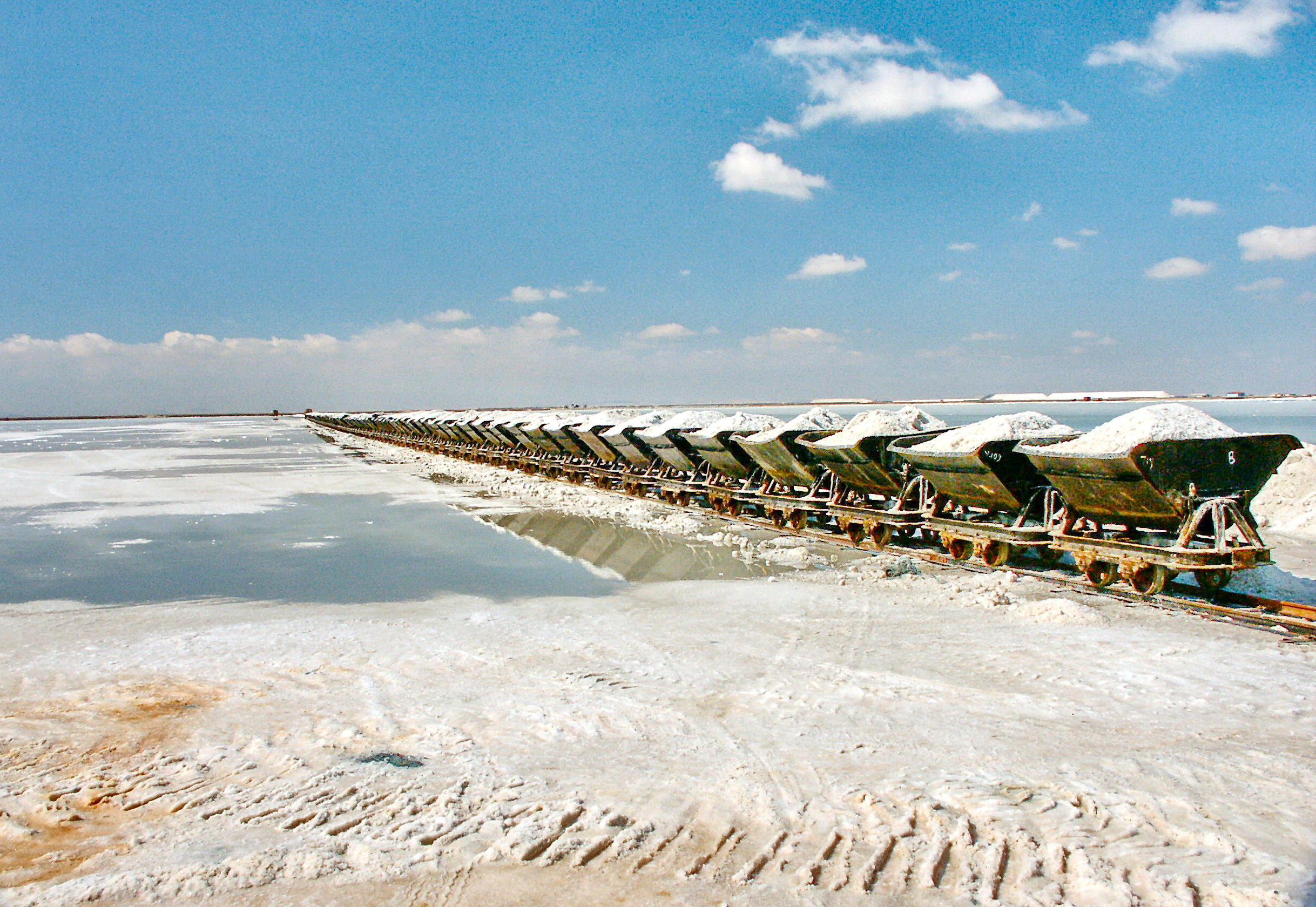
Salzloren-Zug in der Saline von Yavşan Tuzlası bei Çihanbeyli am Tuz Gölü

Klar abgegrenzt im Osten des Tuz Gölü (Großer Salzsee) durch eine Bruchstufe zwischen Aksaray und Şereflikoçhisar gegen die Vulkanregion Kappadokiens (Central Anatolian Volcanic Province) schließen sich nördlich der Ereğli Ovası mit dem Tuz Gölü-Gebiet die zentralsten Teile Inneranatoliens an. Im Westen verläuft die Grenze dieser zentralen Landschaft Inneranatoliens entlang der Westkante des Cihanbeyli-Plateaus, im Süden am Nordfuß der Bozdağlar (nicht zu verwechseln mit den Bozdağlar in der Ägäis-Region) bzw. an der Südkante der Obruk Yaylası. Wie in der Konya-Ereğli-Senke ist auch hier beherrschendes Landschaftselement ein breites und flaches Becken mit umrahmenden Steppentafeln in Höhen zwischen 1050 und 1100 m. Sein zentraler Teil wird vom 1500 km² großen flachen Tuz Gölü (Salz-See) eingenommenen, dessen Spiegel im Pleistozän starken Schwankungen unterworfen war. Das Tuz Gölü-Becken ist ein im Alttertiär angelegtes intrakratonisches Einbruchsbecken, dessen Beckenränder von Verwerfungen gebildet wurden, dessen Absenkung in den zentralen Partien noch andauert und das ein Sedimentpaket von mehr als 6000 m Mächtigkeit enthält. Die Absenkung des Beckens zeigt sich in einer Anzahl amphitheaterartig angeordneter Plateaus in Höhen von 1250 m, 1100 m und 1050 m. Weitere Hinweise bieten verschiedene Flussterrassenniveaus neben zahlreichen Seeterrassen, die auf pluvialzeitliche Seespiegelschwankungen zurückzuführen sind.

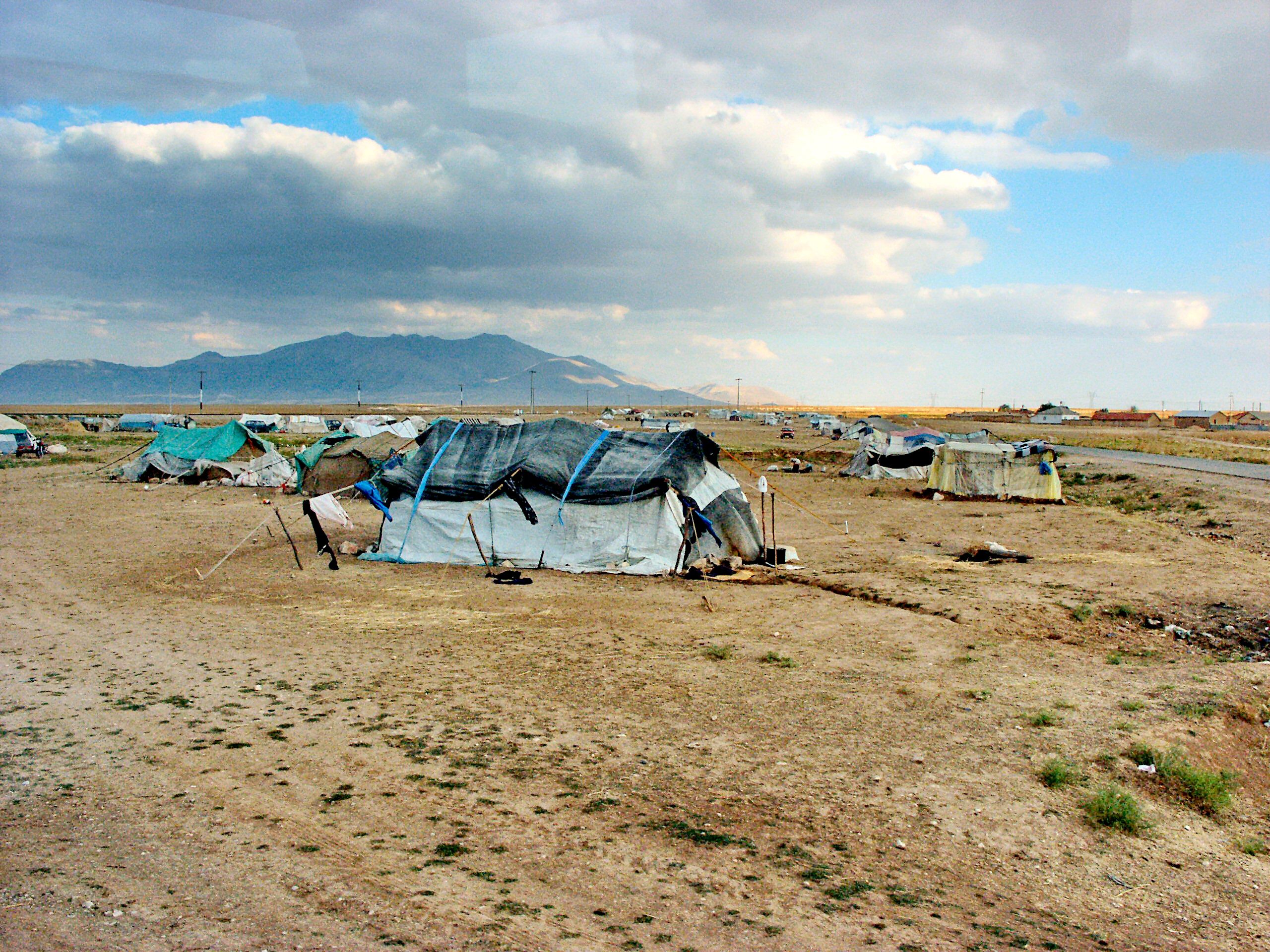
Zeltlager von Wanderarbeitern auf den Cihanbeyli Yaylaları (Tuz Gölü-Gebiet)

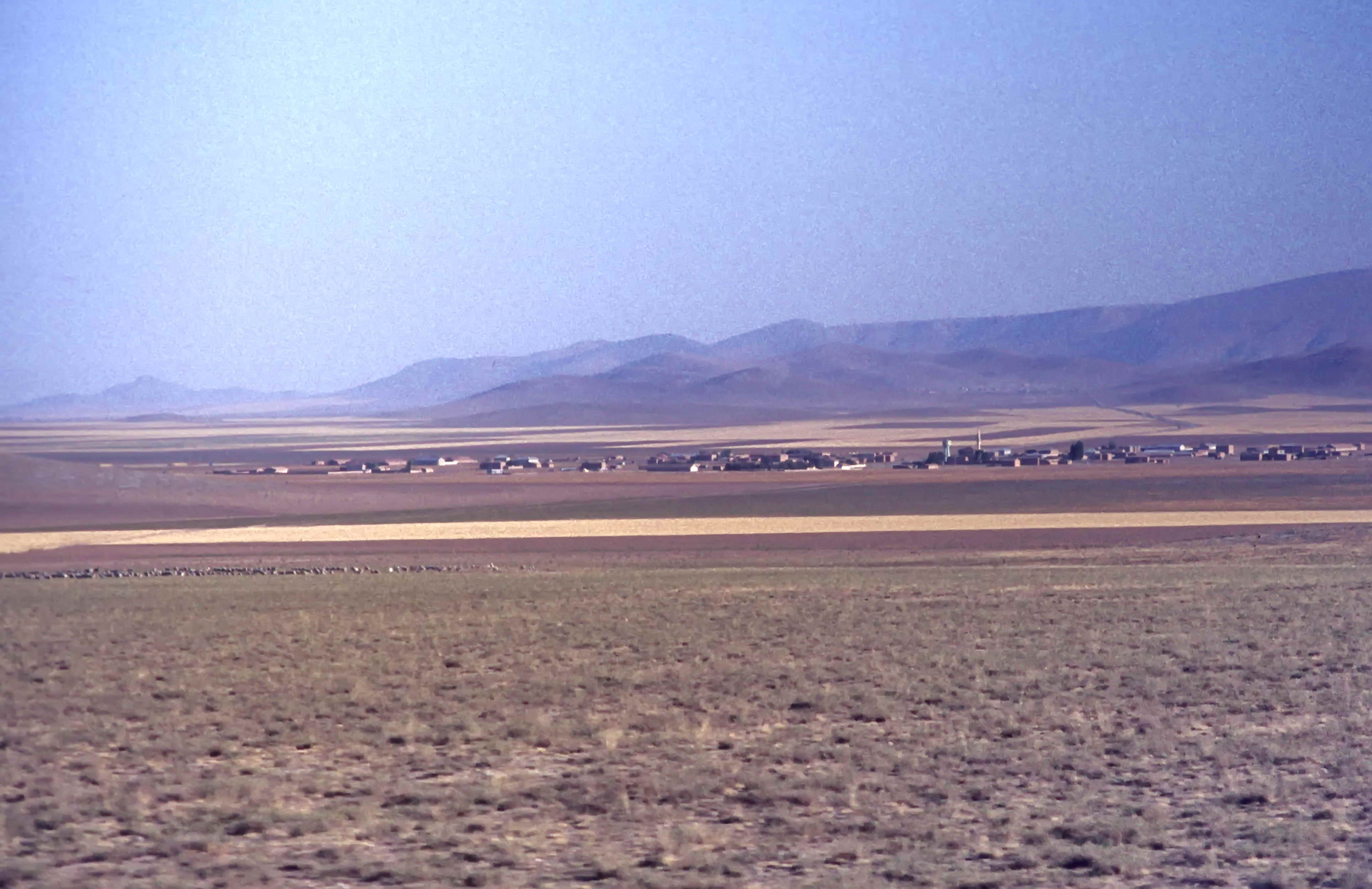
Blick über das Kalkplateau der Obruk Yaylası bei Akörenkışlası auf die Ausläufer des Hodulbaba Dağı

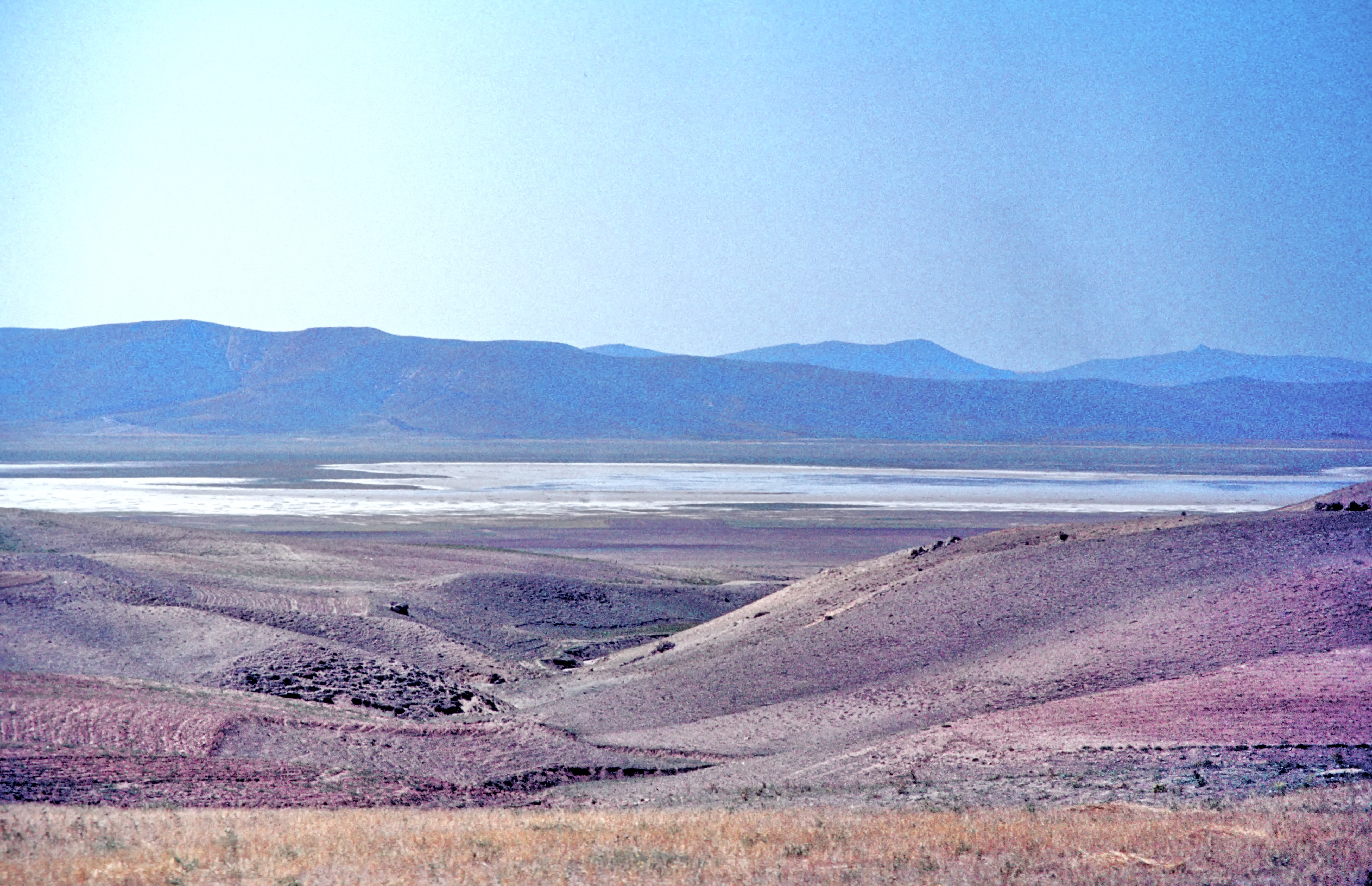
Blick über den Düden Gölü bei Kulu auf den Boz Dağ (1107 m)

Diese inneranatolische Landschaft besteht aus zwei ausgedehnten Plateaus und 4 eingeschalteten Senken, in denen das Becken des Tuz Gölü landschaftlich dominiert:
- Im Westen die von gehobenen und schräggestellten neogenen Kalkplatten gebildeten Cihanbeyli-Plateaus (5231, Cihanbeyli Yaylaları),
- im Süden die stark verkarstete und von Riesendolinen (Obruks) durchsetzten Kalkplatte von Obruk (5232, Obruk Yaylası), die sich bis Karapınar erstreckt,
- als Ausläufer des großen Tuz GöIü-Beckens die Depressionen von Altınekin (5236, Zıvarık Ovası) und Yenice (5235 Yeniceoba) im Südwesten und Westen sowie Kulu (5234) mit dem Düden Gölü/Küçük Göl im Nordwesten des Tuz Gölü,
- das eigentliche Tuz Gölü-Becken (5233), eine ausgedehnte Depression mit dem Großen Salzsee mit den Salinen von Şereflikoçhisar bzw. Yavşan Tuzlası dessen beiden westlichen Appendixen, den an Natriumsulfat reichen 120 km² großen Tersakan Gölü und dem 11,5 km² großen Bolluk Gölü nebst den Travertinkegeln von Ilıca Yaylası.

Klima und Vegetation zeigen typisch inneranatolische Merkmale, wobei die Niederschläge unter 400 mm Jahresdurchschnitt bleiben. Es handelt sich jedoch nicht, wie in der Literatur vielfach behauptet wird, um ein Wüstengebiet, denn die Region ist trotz ihres bisweilen sterilen Charakters dicht besiedelt und landwirtschaftlich genutzt. Die Bezeichnung „Wüste“, die in manchen Atlanten für den Raum um den Salzsee auftaucht, ist ein Benennungs-Irrtum, der auf einer Verwechslung des türkischen „Tuz Cölü“ (Salzwüste) mit „Tuz Gölü“ (Salzsee) durch europäische Reisende beruht. Der hohe Salzgehalt des Sees (32,9 %) ist nicht auf die klimatischen Gegebenheiten zurückzuführen, sondern auf salzhaltige artesische Quellen aus Salzlagern im Untergrund. Da der Einzugsbereich der in das Becken entwässernden Flüsse nicht sehr groß ist, besteht keine nennenswerte Wasserzufuhr. Es gibt allerdings aufgrund der starken Verkarstung der umgebenden Plateaus seit dem Pleistozän unterirdische Verbindungen zum angrenzenden Konya-Becken.

### Östliches Inneranatolien (53, Mittlere Kızılırmak-Region)
Östlich des Tuz Gölü-Beckens begrenzt das mittlere Kızılırmak-Tal über lange Strecken weit nach Norden die Landschaften des östlichen Inneranatolien bis zum Südfuß des Pontischen Gebirges bei Çankırı und teilt in etwa ab der Höhe des Hirfanlı-Stausees bei Kırşehir ostwärts das Östliche Inneranatolien in einen südlichen und einen nördlichen Teil, wobei der Kızılırmak den Nordteil, die Bozok Yayla, in einem großen Bogen, dem sogenannten „Halys-Bogen“ (nach dem antiken Flussnamen des Kızılırmak) umrahmt. Die Ostgrenze des Östlichen Inneranatolien verläuft am Westfuß des Akdağ-Massivs (Akdağlar), während im Süden das Taurus-Gebirge und im Norden das nordanatolische Gebirge die Grenzen bilden. Der Charakter der Landschaft wird von weitgespannten Hochflächen mit Höhen um 1200–1400 m bestimmt, die von tief eingesenkten Tälern zerschnitten und von einzelnen Bergstöcken überragt werden, die zwischen 1500 und 1700 m Höhe erreichen. Während die Berggebiete Reste von Trockenwäldern tragen, breitet sich auf den Plateaus Steppenvegetation aus, denn die Sommer sind trocken und relativ kühl, die Winter bereits sehr kalt. Südlich vom großen Bogen des Kızılırmak, im Umfeld der kappadokischen Riesenvulkane Erciyes Dağı und Hasandağı, im 1200 bis 1500 m hohen Tuffhochland von Nevşehir liegen mächtige vulkanische Tuffserien auf älteren Gesteinen, die von einer gewaltigen frühpliozänen Vulkantätigkeit herrühren und in die bereits Hethiter Höhlen und später frühchristliche Mönche Klöster und Höhlenkirchen mit Freskenbemalung eingearbeitet haben.

#### Mittleres Kızılırmak-Tal (532)

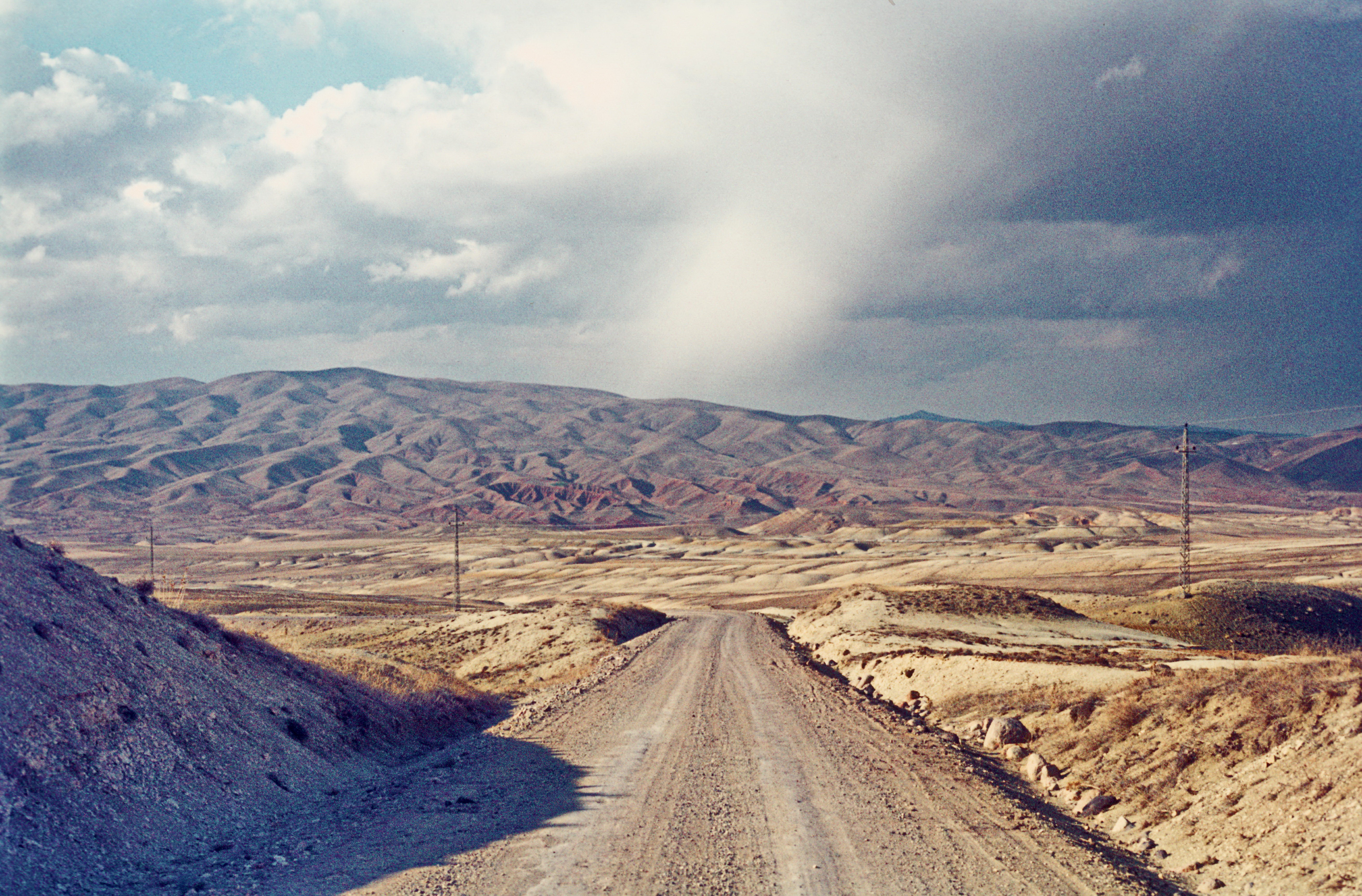
Blick nordwärts vom Aktepe über das Tal des Kızılırmak östlich von Avanos auf die Südhänge des Kırşehir-Plateaus

Das Mittlere Kızılırmak-Tal, auf weiten Strecken Grenzlandschaft zum westlichen Inneranatolien, bildet im Östlichen Inneranatolien aufgrund seiner mikroklimatischen Varianzen – als in sich mehrfach gegliederte große Talsenke gegenüber den höher gelegenen kühleren Plateaus – eine eigenständige Landschaftseinheit, wo in den Talbodenbereichen die Grundwasserverhältnisse den Obst- und Gemüseanbau begünstigen. Diese große Talsenke umrahmt das gesamte Bozok-Gebiet im Süden und Westen und markiert den Übergang von jüngeren Sedimentformationen im Westen zum großen plutonischen Kırşehir-Massiv im Osten. Die Anlage des Tales geschah bereits im Jungpliozän epigenetisch, worauf der ständige Wechsel zwischen beckenartigen Talerweiterungen in weichen neogenen Sedimenten und engen Durchbruchstrecken in plutonischem Gestein zurückzuführen ist, wobei Talengen den Bau von Talsperren zur Stromgewinnung und Bewässerung ermöglichen, ein Vorteil, der durch den Bau der Staudämme von Hirfanlı und Kesikköprü genutzt wurde.
- So bildet das Hüseyinli-Becken (5321) im Norden bei Çankırı einen stark verbreiterten agrarisch genutzten Talabschnitt.
- Dagegen ist die Talzone von Kalecik (5322) ein relativ enger und tief eingeschnittener großer TaIbereich nördlich und südlich von Kalecik.
- Zur Talzone von Hirfanlı (5323) (benannt nach dem Dorf Hirfanlı/Kreis Kaman/Provinz Kırşehir) gehören der südwestliche Teil des Tales mit dem epigenetischen Durchbruchstal von Hirfanlı und die anschließende Talverbreiterung mit den erwähnten Stauseen.
- Die flussaufwärts anschließende Talzone von Avanos (5324) ist wieder relativ eng, aber weniger tief und eher breiter in neogene Tuffe eingeschnitten.[68]

#### Bozok-Gebiet (531, Kırşehir-Massiv)
Das östlich anschließende Bozok-Gebiet im Halys-Bogen mit einem weitgehend sehr einheitlichen Hochflächencharakter ist von Flusstälern kaum und meist nur randlich gestört. Die Grenzen verlaufen im Westen und Süden am Rande des Kızılırmak-Tales und stoßen im Norden an den Mittleren Pontusbereich mit den südlichen Landschaften des oberen Yeşilırmak. Die Geologie dieses großen plutonischen Kırşehir-Massivs, das bereits im Alttertiär über der Meeresoberfläche lag, bestimmt weitgehend den dortigen Bau des Reliefs: Die ausgedehnten durchschnittlich 1100–1250 m hohen Plateaus und flachwelligen tertiären Hügelländer werden innerhalb des Kızılırmakbogens vereinzelt von Gebirgsstöcken und Höhenzügen unterbrochen, die sich inselartig bis 1500–1600 m im Westen und 1900–2100 m im Osten darüber erheben. Die wichtigsten Gebirgsstöcke bzw. -massive sind von W nach O der Beherek Dağı (1497 m), der Kargasekmez Dağı (1627 m), der Kökenes Dağı (1524 m), der Yazır Dağı (168i m) und das Akdağ-Massiv (2272 m). Alle diese Berge sind Horstschollen des einst einheitlichen mittelanatolischen Grundgebirges, das auch als „Kirşehir-Massiv“ und in alten Arbeiten als „Halysmasse“ bekannt ist, und sie sind weitgehend aus metamorphen und kristallinen Gesteinen aufgebaut. Die Flächen sind in den zentralen Teilen nur durch flache, breite Becken und Strukturstufen gegliedert, während die Ränder durch tief eingeschnittene Täler gekennzeichnet sind. Die Vegetation entspricht in etwa dem des Tuz Gölü-Gebiets (s. o.), das Klima zeigt sich aber etwas kühler. Die hydrologischen Verhältnisse werden im Wesentlichen vom Delice Irmağı (offizieller Sprachgebrauch) bestimmt, der die zentralen Teile des Gebietes durchfließt. Daneben ist noch das flache Becken des Seyfe Gölü zu erwähnen. Der hoch liegende Grundwasserspiegel in den Talauebereichen bietet sehr günstige Voraussetzungen für die Landwirtschaft.

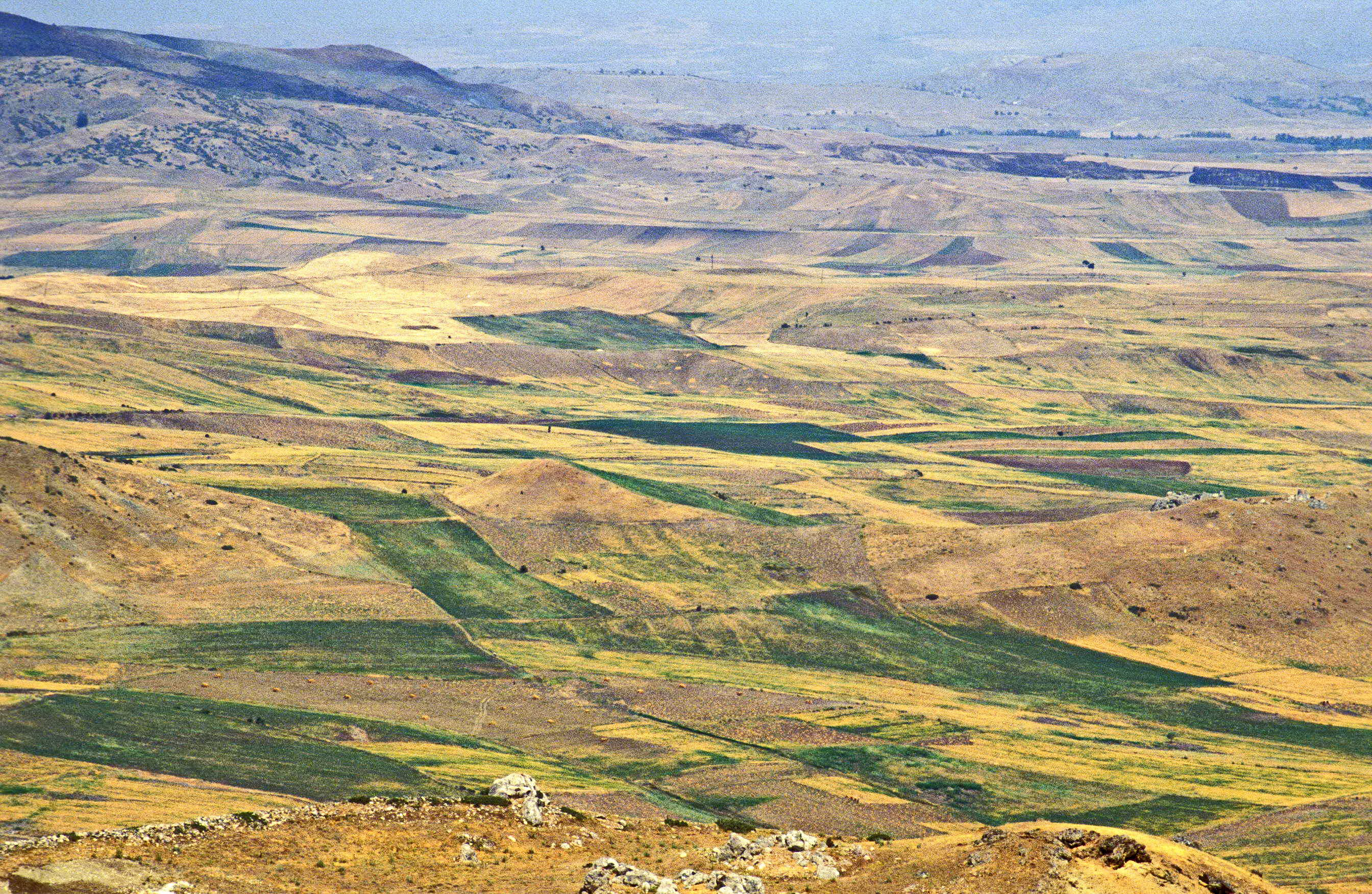
Hochflächenbereich des Bozok-Plateaus in engerem Sinne (Bozok Yaylası) bei Hattuşaş (Boğazkale)

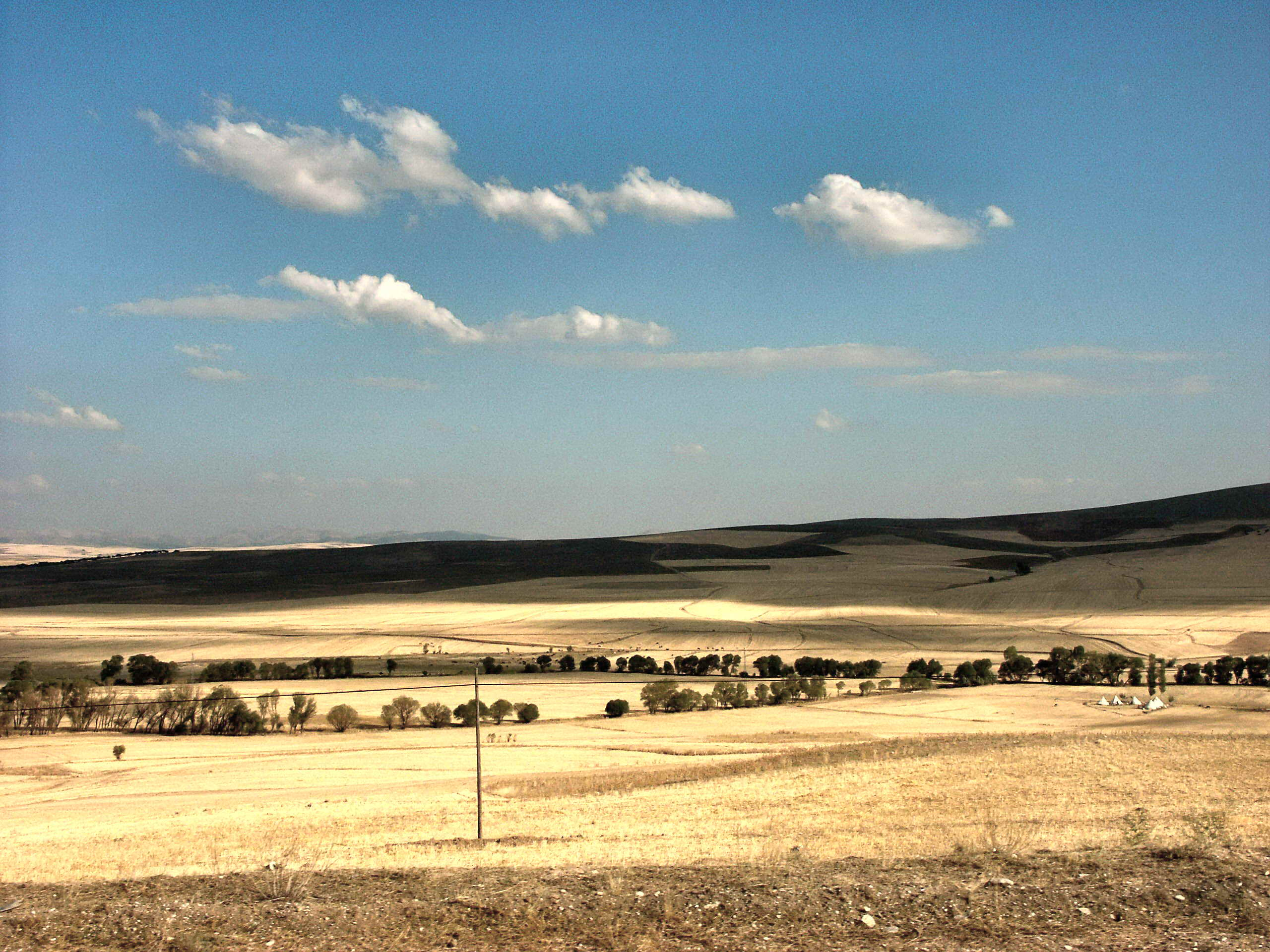
Auf den Bozok-Plateaus sind an die Stelle ehemaliger weitläufiger Weidegebiete ausgedehnte Getreideflächen getreten.

Dazu ergibt sich folgende landschaftliche Binnengliederung:
- Der mit einem zentralen Becken ausgestattete Bereich der Kırıkkale-Keskin-Hochflächen (5311) im Norden besitzt einen hügelig-kuppigen Landschaftscharakter.
- Das östlich anschließende Untere Delice Irmağı-Tal (5313) deckt im Wesentlichen das zentrale Talbecken des Delice Irmağı, eines größeren Nebenflusses des Kızılırmak, ab.

Das obere Delice Irmağı-Tal teilt die Bozok-Hochlächen in 2 Teile:
- Von den beiden Landschaften nördlich des Delice-Tales umfassen die Yozgat Yaylaları (5314) mit der antiken Stätte Hattuşaş und der Stadt Yozgat den Hochflächenbereich des Bozok-Plateaus (Bozok Yaylası) in engerem Sinne.
- Die im Osten anschließenden Boğazlıyan-Bozok-Plateaus (5315) weisen einige vulkanische Formen auf. Sie stoßen im Osten an das Akdağ-Massiv und damit an die Gipskarstgebiete des Oberen Kızılırmak um Sivas und Zara.
- Im Süden des Delice Irmağı breiten sich die Hochflächen des Nördlichen Kappadokien (5312) von Kırşehir und Kaman aus, die von inselbergartigen Gebirgsrücken überragt werden.[70]

#### Vulkanregion Kappadokien (533 und 534)

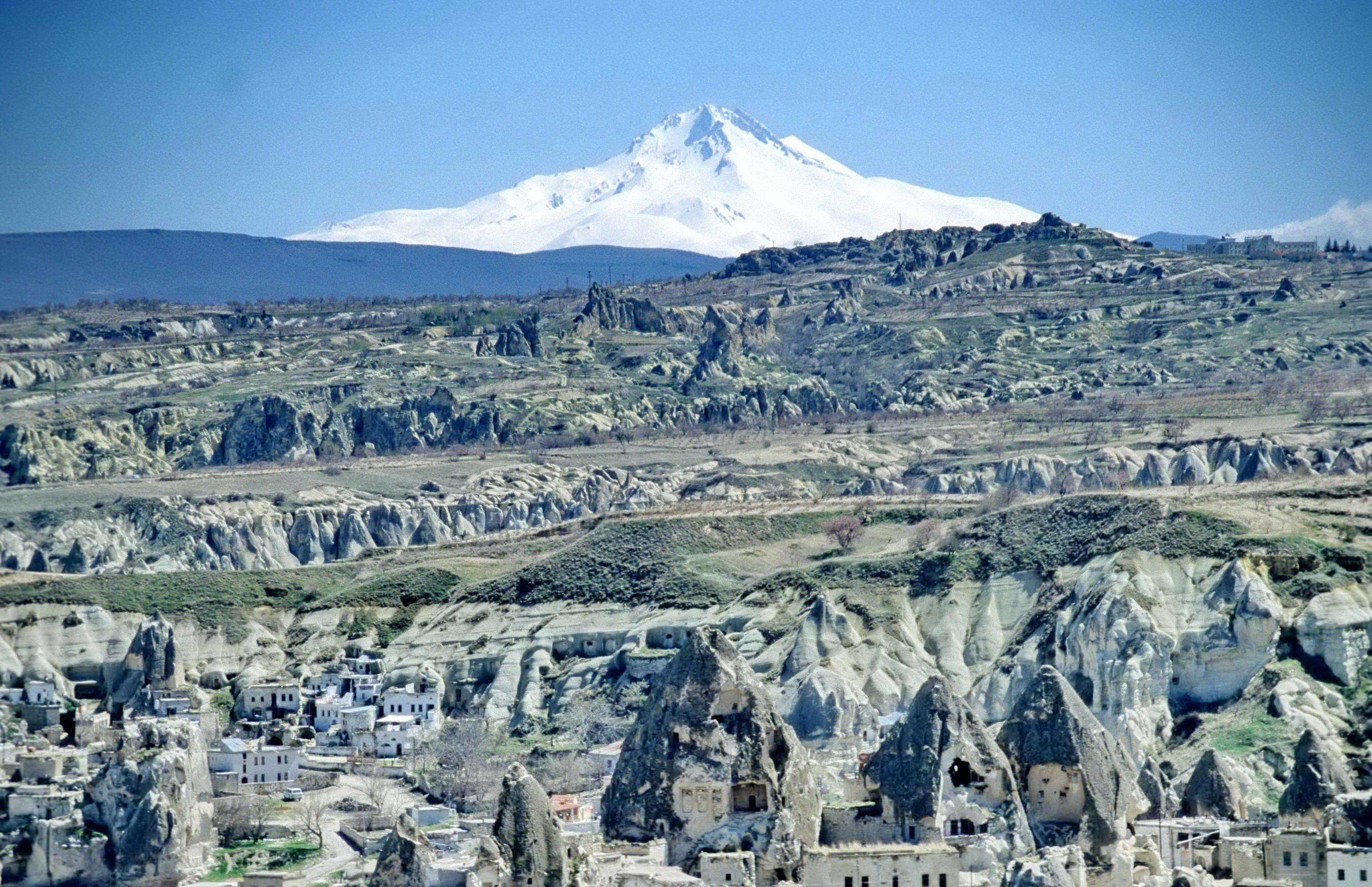
Landschaft in Kappadokien um den Erciyes Dağı

Den südlich des Halys gelegenen Kernraum der weitgehend vulkanisch geprägten und touristisch höchstgradig vermarkteten Vulkanregion Kappadokien (Central Anatolian Volcanic Province) teilen sich die Landschaften Südwestliches Kappadokien (533) zwischen Niğde und Nevşehir und südöstliches Kappadokien (534) um den Erciyes Dağı und die Industriestadt Kayseri. Aufgrund der vulkanisch starken Überprägung ist die Region stark gekammert.

#### Südwestliches Kappadokien (533)

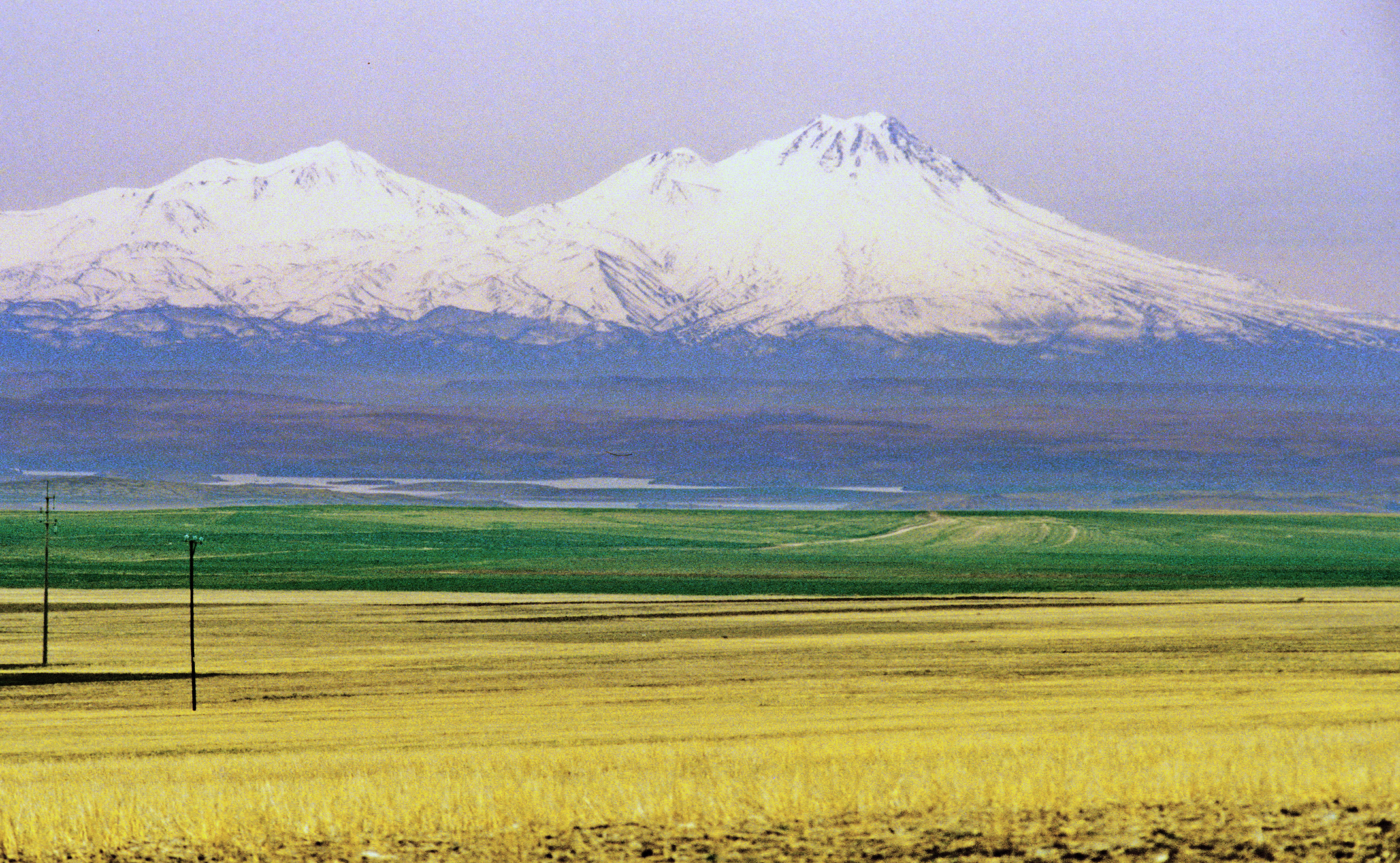
Doppelvulkan des Hasan Dağı-Massivs südlich von Aksaray.

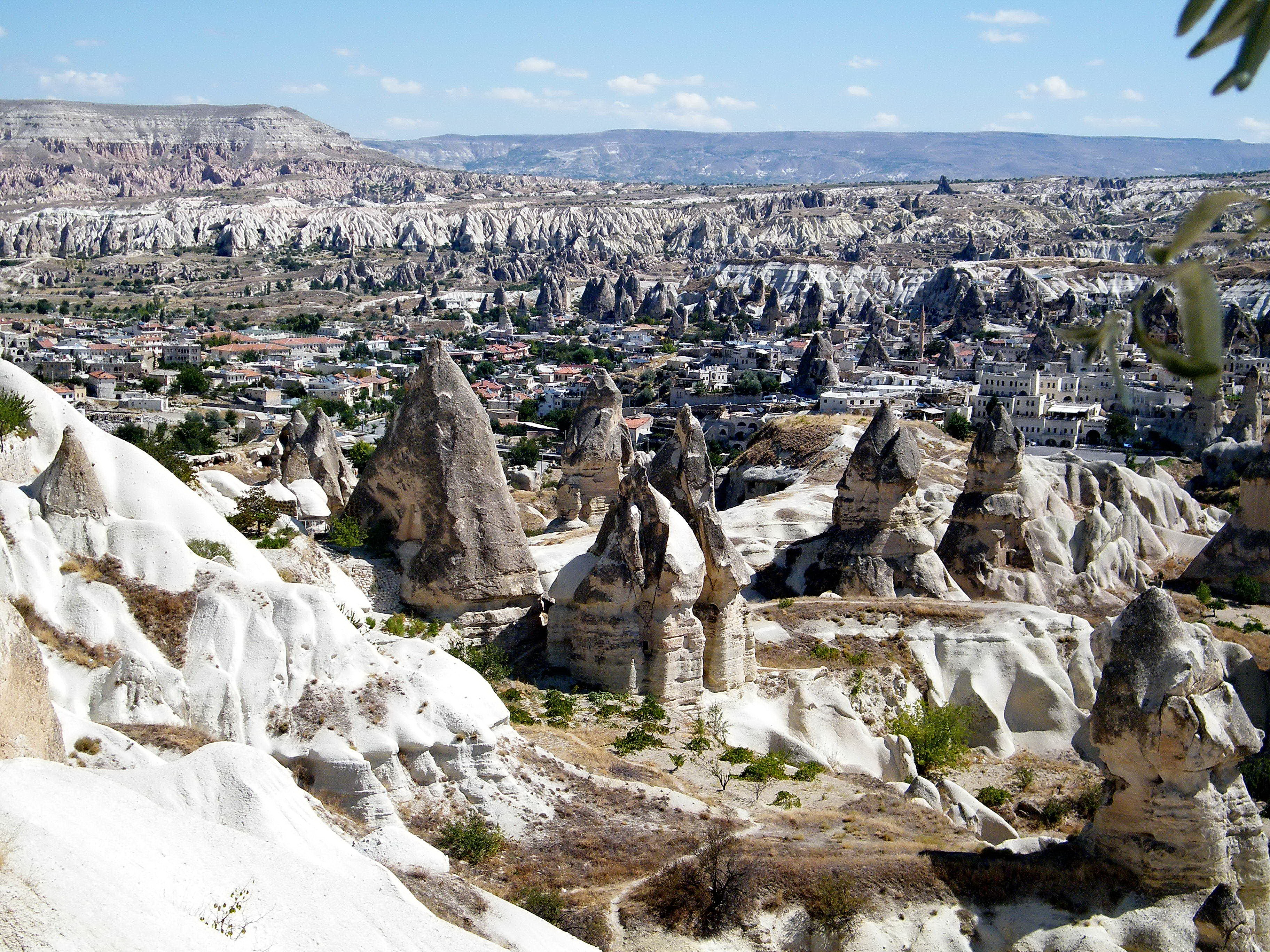
Tuffkegellandschaft im Tal von Avcılar (Göreme, Nevşehir, Türkei)

Im Norden grenzt das südwestliche Kappadokien an das Kızılırmak-Tal, im Westen an das Tuz Gölü-Becken, im Süden an das Taurus-Gebirge und im Osten an den Westrand der Develi-Ova. Der westliche Landschaftsteil wird von Plateaus bestimmt, die von Härtlingen aus sauren Intrusiva und Ophiolithen des Mesozoikums sowie paläozoischen Schiefern überragt werden. Diese alten Massive werden teilweise von neogenen Sedimenten und vulkanischen Decken überlagert. Im Süden werden diese Landschaftselemente vom Vulkangebiet des Hasan Dağı (3268 m) und des Melendiz Dağı (2963 m) mit seinen Vulkankegeln und -kratern abgelöst. Besonderes Merkmal der östlichen Partien ist die in vulkanischen Tuffen erosiv geformte Tuffpyramiden-Landschaft von Nevşehir-Ürgüp (Göreme), die auf Grund der Bodenbeschaffenheit und des speziellen Grundwasserhaushalts besonders günstige Voraussetzungen für den Weinanbau bietet. Die klimatischen Bedingungen unterscheiden sich nicht auffällig von denen der gesamten kappadokischen Region, lediglich in den Massiven von Hasan Dağı und Melendiz Dağı gibt es zusätzliche gebirgsklimatische Einflüsse. Die Plateaus besitzen ausgeprägten Steppencharakter, während in den Berggebieten Trockenwälder und teilweise alpine Formationen vorkommen.

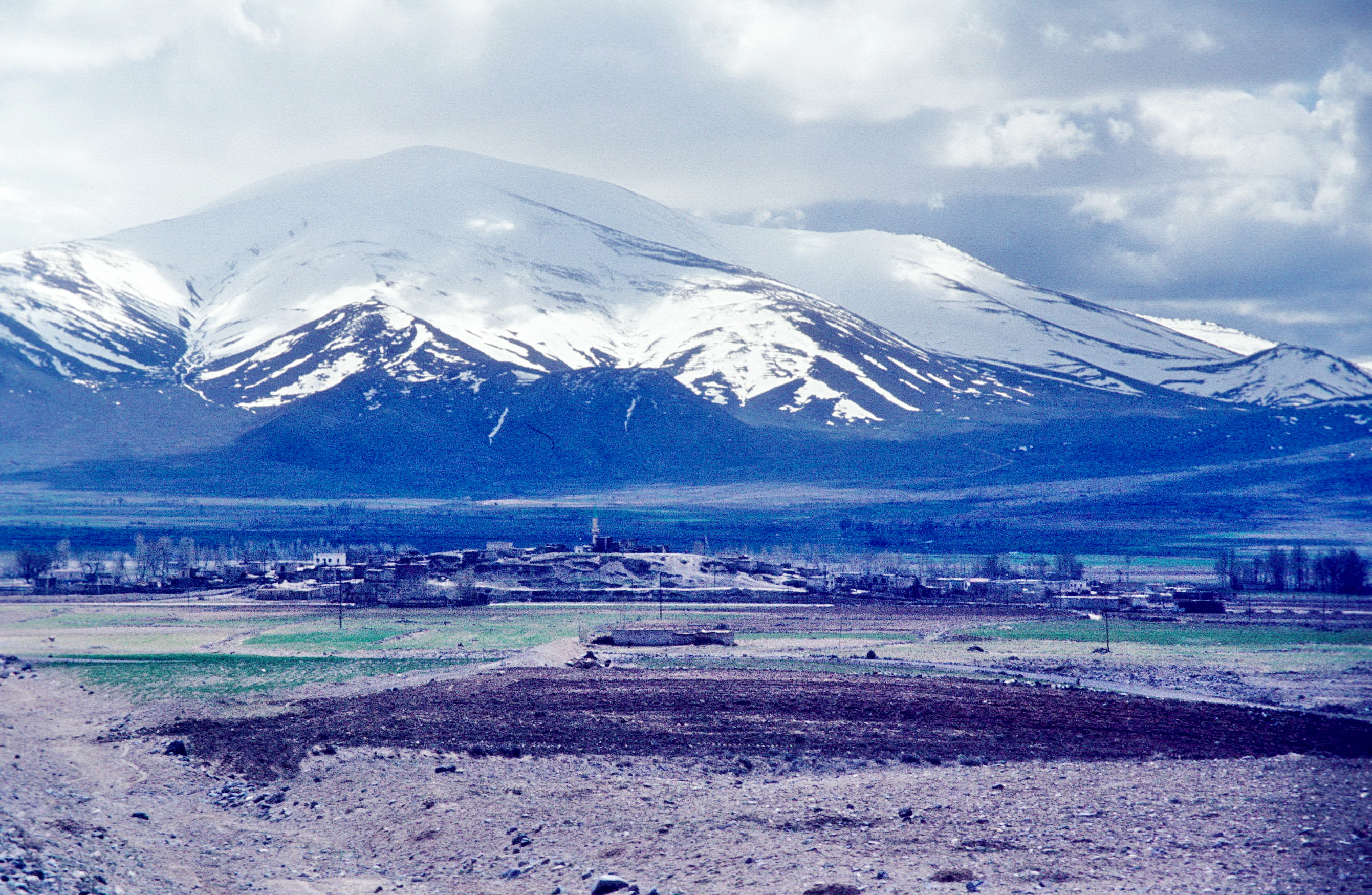
Blick über die Çiftlik-Caldera (Çiftlik Ovası) auf das Massiv des Melendiz Dağı

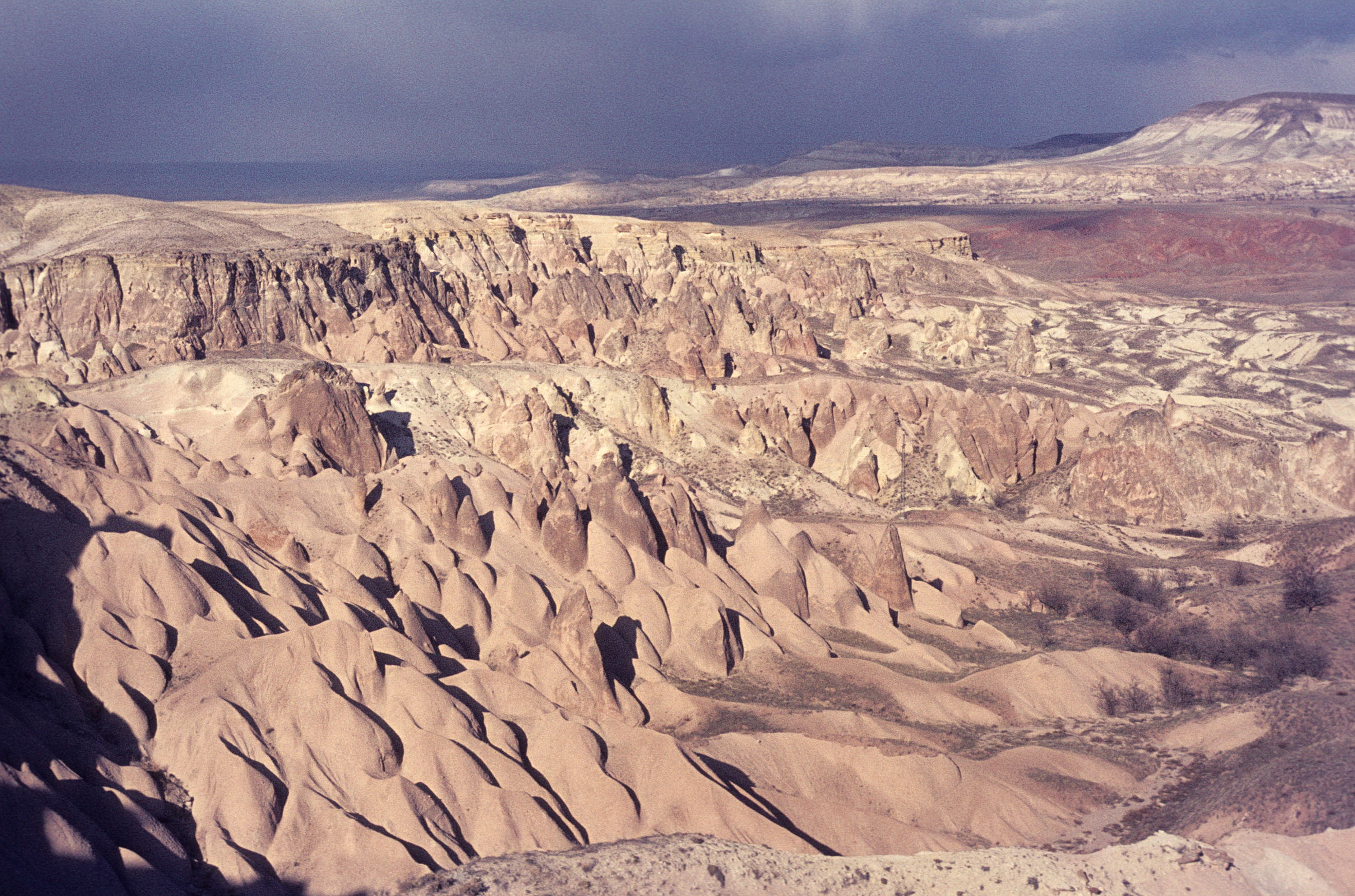
Tuffkegellandschaft am Yeşil Vadi bei Ürgüp (Nevşehir, Türkei)

Das Südwestliche Kappadokien setzt sich aus 6 Einzellandschaften zusammen:
- Die Peçeneközü-Senke (5331) östlich der Bruchstufe von Aksaray ist als strukturelle Längsdepression angelegt.
- Die nordöstlich dahinter aufragende Gebirgskette des Ekecik-Massivs (5332) ist aus granitischen und granodioritischen Härtlingen aufgebaut.
- Die Melendizsuyu-Talfurche (5333) südöstlich von Aksaray ist in vulkanische Ignimbrit-Decken eingegraben, in denen sich tafelartige Stufen ausgebildet haben.
- Südlich anschließend in Richtung Niğde ragen die Melendiz Dağları (5334), ein junges Vulkanmassiv mit den beiden Hauptkegeln Hasan Dağı und Melendiz Dağı, über die Hochflächen.
- Nördlich davon, in der viel besuchten Tufflandschaft von Nevşehir und Ürgüp (5335), breitet sich eine bizarre Erdpyramiden-Landschaft aus, die durch erosive Zerschneidung eines aus vulkanischen Tuffen aufgebauten Plateaus entstand.
- In den südöstlich anschließenden Niğde-Derinkuyu-Tuffplateaus (5336) setzen sich die vulkanischen Plateaus von Nevşehir und Ürgüp als weitgehend unzerschnittene Hochflächen fort.[72]

#### Südöstliches Kappadokien (534)
Ostnordöstlich dieser Kerngebiete Südwest-Kappadokiens erhebt sich majestätisch als Wahrzeichen des südöstlichen Kappadokien das von Senken und Plateaus umrahmte zentrale Vulkanmassiv des Erçiyes Dağı über die tiefen Becken (Ova) der Develi Ovası und Kayseri Ovası. Vulkanische Formen, die im Wesentlichen ins Neogen zu datieren sind, bestimmen den geologischen Bau des Gebietes. Eine Ausnahme bildet im Osten der Koramaz Dağı, der aus paläozoischen Schiefern aufgebaut ist. Dominierende Geländeform ist der Vulkankegel des Erciyes Dağı. An das Vulkanmassiv schließen sich die Senken von Kayseri, İncesu und Develi an, die ihrerseits von tafelartigen Plateaus um Erkilet und vom Susuzdağ (wasserloser Berg) abgelöst werden. Die Senken besitzen meist einen sehr hoch liegenden Grundwasserspiegel, so dass Seen und Versumpfungserscheinungen auftreten. Auch hier reicht die Vegetation von Steppenformationen in den Becken und auf den Plateaus über Trockenwälder bis zu alpinen Formationen in den Hochlagen des Erciyes Dağı.

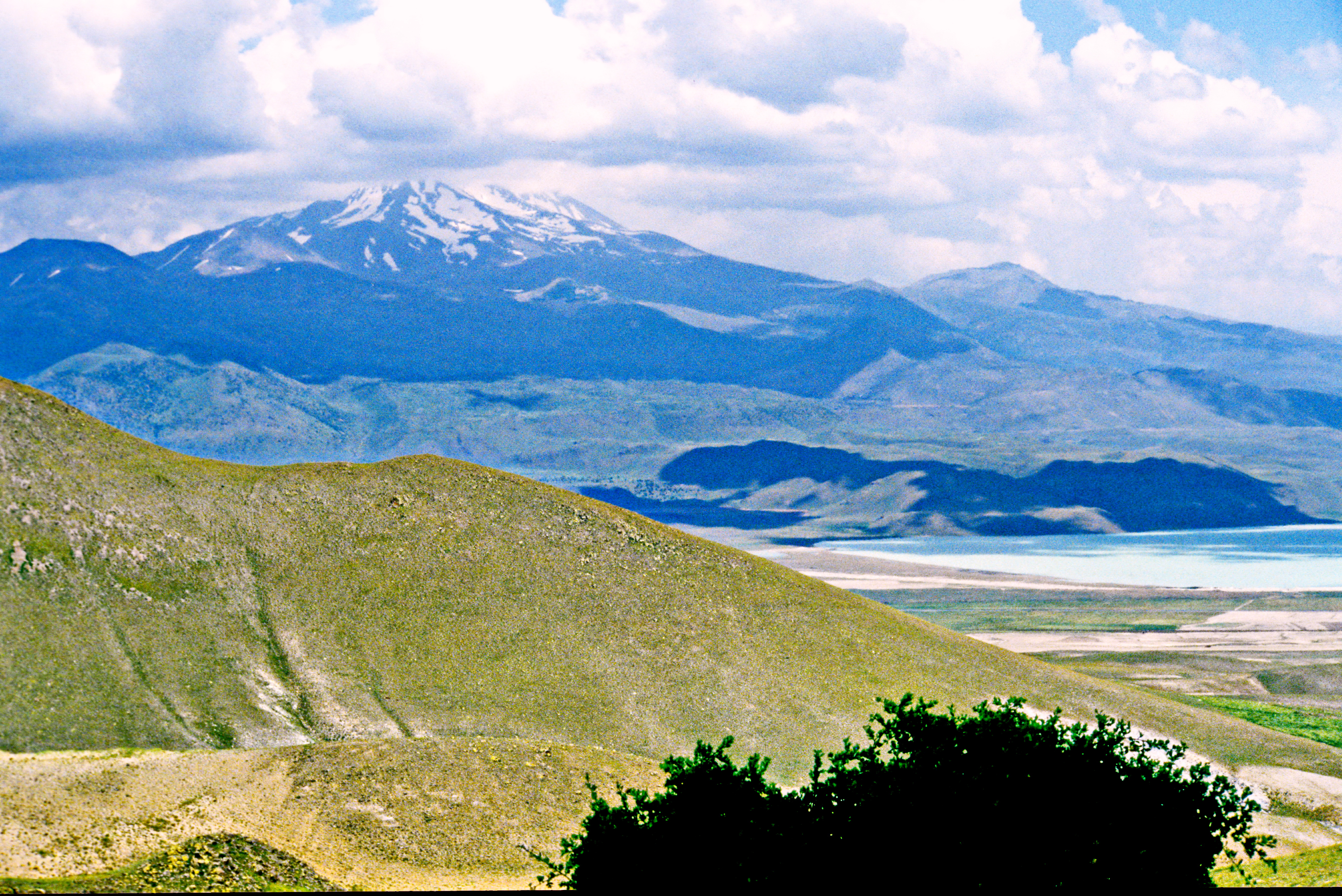
Versumpftes Becken von Develi (Develi Ovası); im Hintergrund im Norden der Vulkan Erciyes Dağı

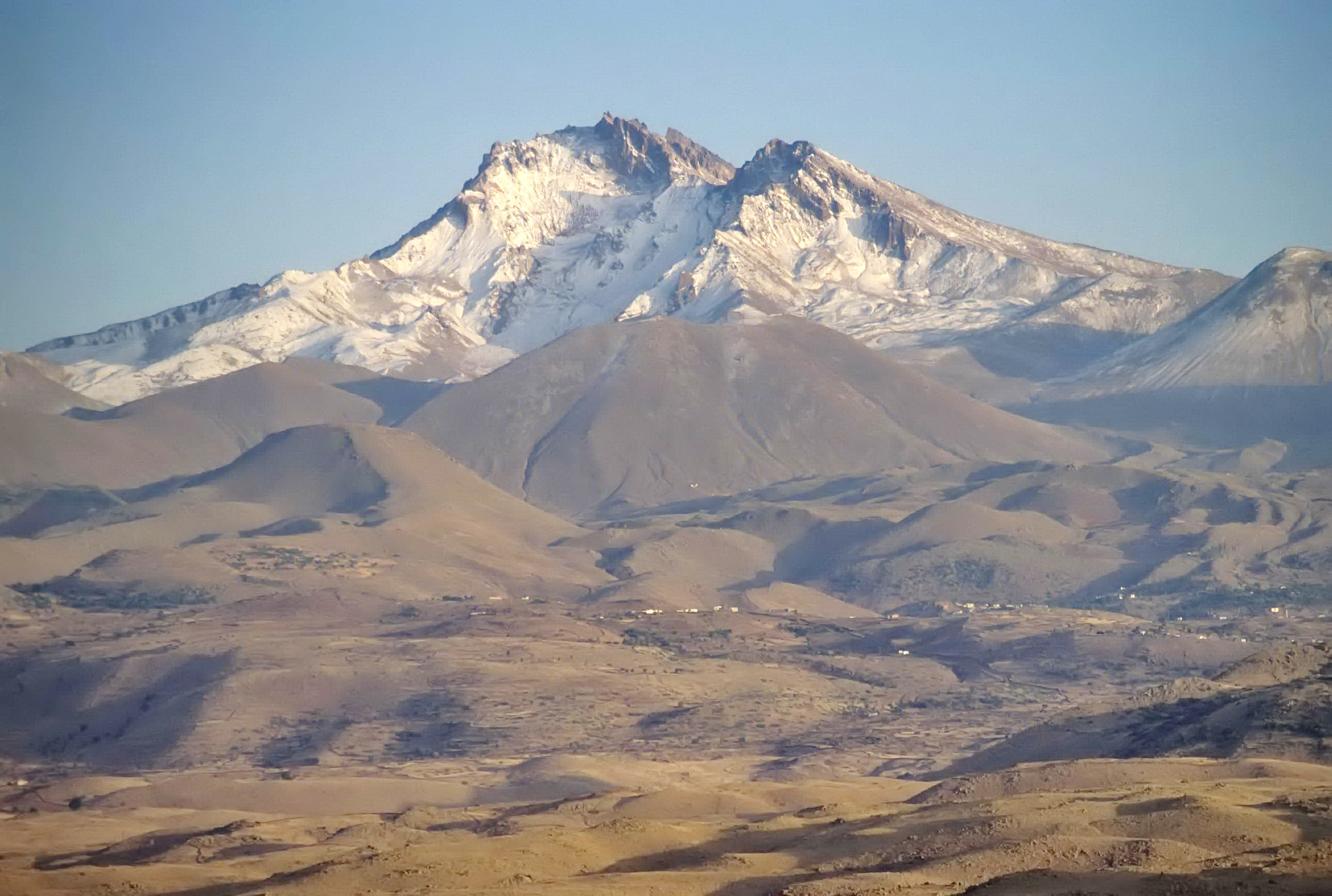
Gewaltig ist der Blick vom Topuzdağı-Pass auf die Kulisse des 3917 m hohen Erciyes Dağı über die Ebene von Dörtyol hinweg.

Ausgewiesen wurden 5 Teillandschaften:
- Die Develi Ovası (5341) im Süden ist ein versumpftes Becken mit hohem Grundwasserspiegel südlich des Erciyes Dağı mit den Sultan Sazlığı (Sultanssümpfe) des Yay Gölü zwischen Develi, Yahyalı, Yeşilhisar und İncesu.[75][76]
- Zu den Bergen und Plateaus von Tomarza und Bünyan (5342) im Osten des Erciyes Dağı gehört auch der Koramaz Dağı (1920 m).
- Der 3917 m hohe Erciyes Dağı (5343) im Zentrum der Landschaft ist ein neogener Vulkanstock mit pleistozänen und rezenten Glazialformen in den Gipfelbereichen sowie verschiedenen Parasitärkratern als Zeugen vulkanischer Tätigkeit, die den Zentralkrater umgeben. Der letzte Ausbruch des Vulkans erfolgte wohl im Altertum. Strabo beschrieb ihn im 1. Jahrhundert n. Chr. noch als aktiven Vulkan.[77] Nach geologischen Untersuchungen weist die pliozäne und quartäre Entwicklung des Vulkans zwei aktive Stadien auf, deren Ergebnisse zeigen, dass während des frühen Holozäns vor ca. 10–8 Tausend Jahren mehrere Eruptionen stattfanden. Während des letzten Gletschermaximums vor 20.000 Jahren entwickelten sich hauptsächlich an den Nord- und Ostseiten des Berges Gletscher in mehreren Tälern.[78]
- Nördlich des Erciyes Dağı liegt die Stadt Kayseri in der Kayseri Ovası (5344), eine Senke mit hohem Grundwasserspiegel.
- Zwischen der Kayseri-Ova im Süden und dem Kızılırmak-Tal im Norden erstrecken sich die hochgelegenen neogenen vulkanischen Tuffplateaus der Erikilet Yaylaları (5345) mit dem 1759 m hohen Susuzdağ, einem Vulkankegel aus Proklastik, Andesit- und Basaltlava mit dem Dorf Hamurcu in seinem 3 km großen Krater 25 km westlich von Kayseri.

### Inneranatoliens Ostwinkel (54, Gipskarstgebiet von Sivas und Zara / Obere Kızılırmak-Region)

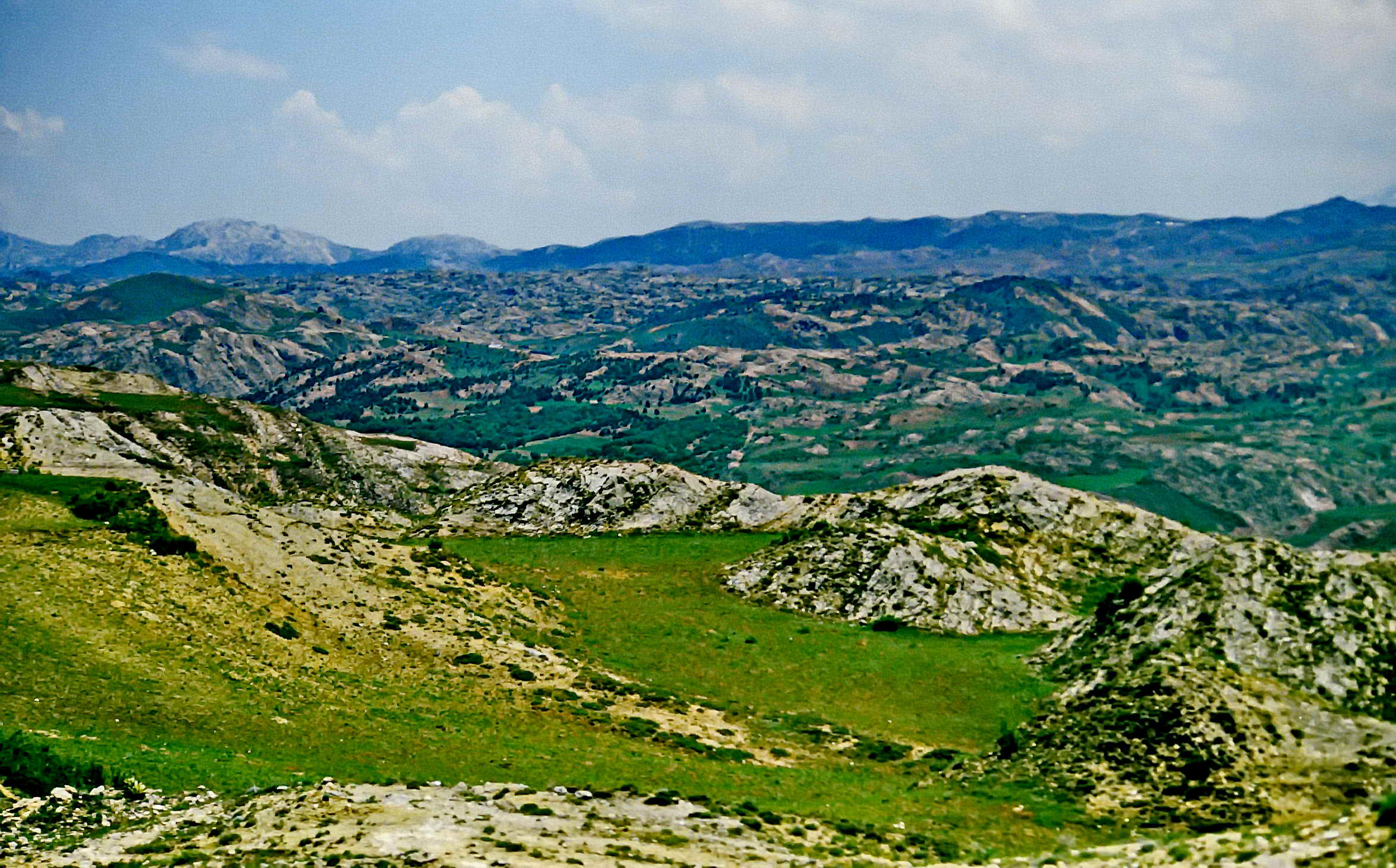
Eindrucksvoll unübersichtlich erscheint die Gipskarstlandschaft von Sivas um die Orte Zara und Hafik.

Diese etwas abseitige Landschaft Inneranatoliens zeigt trotz der geringeren Ausdehnung eine chorische Dimension mit den typischen Kennzeichen einer großen Landschaftseinheit, und da einige Unterschiede zu den übrigen Großlandschaften Inneranatoliens bestehen, wurde diese Region des oberen Kızılırmak als eigenständige übergeordnete Landschaftseinheit eingestuft. Dieser Ostwinkel von Inneranatolien erstreckt sich zwischen dem Inneren Osttaurus (Antitaurus) im Süden und den Çamlıbeli Dağları bei Yıldızeli im Nordwesten von Sivas rund 100 km nach Ostnordosten, bevor die nördlichen (Pontiden) und die südlichen (Tauriden) anatolischen Randgebirge bei Refahiye aufeinander treffen und Inneranatolien nach Osten abschließen. Der Landschaftscharakter wird auch hier von neogenen Plateaus bestimmt, die jedoch aufgrund des Zusammenrückens abschirmender Ketten von Antitaurus und Pontischem Gebirge gegenüber benachbarten Großlandschaften so begrenzt sind, dass der Eindruck eines appendixartigen schmalen Längsbeckens entsteht. Diese Abschirmung bewirkt klimatisch eine trockenere, kontinentalere Modifikation, wobei die atmosphärische Aridität noch durch eine edaphische (bodenbedingte) Trockenheit aufgrund von weit verbreiteten Gipsschichten verstärkt wird. Die Becken haben zumeist einen homogenen Steppencharakter, der in den Bergmassiven durch Trockenwälder modifiziert wird. Klima, Vegetation und Hydrologie der Region bieten keine nennenswerten Unterschiede zu den übrigen Gebieten Inneranatoliens. Die Plateaus besitzen einen kristallinen Grundgebirgskern, der teilweise freigelegt ist, wie im Fall des Akdağ-Massivs, teilweise jedoch von tertiären gipsführenden Schichten landschaftlich auffällig überlagert ist. Der Beckencharakter des gesamten Raumes wird zwar durch einige zentrale Bergmassive aufgelockert, bleibt aber dominierendes Landschaftselement.

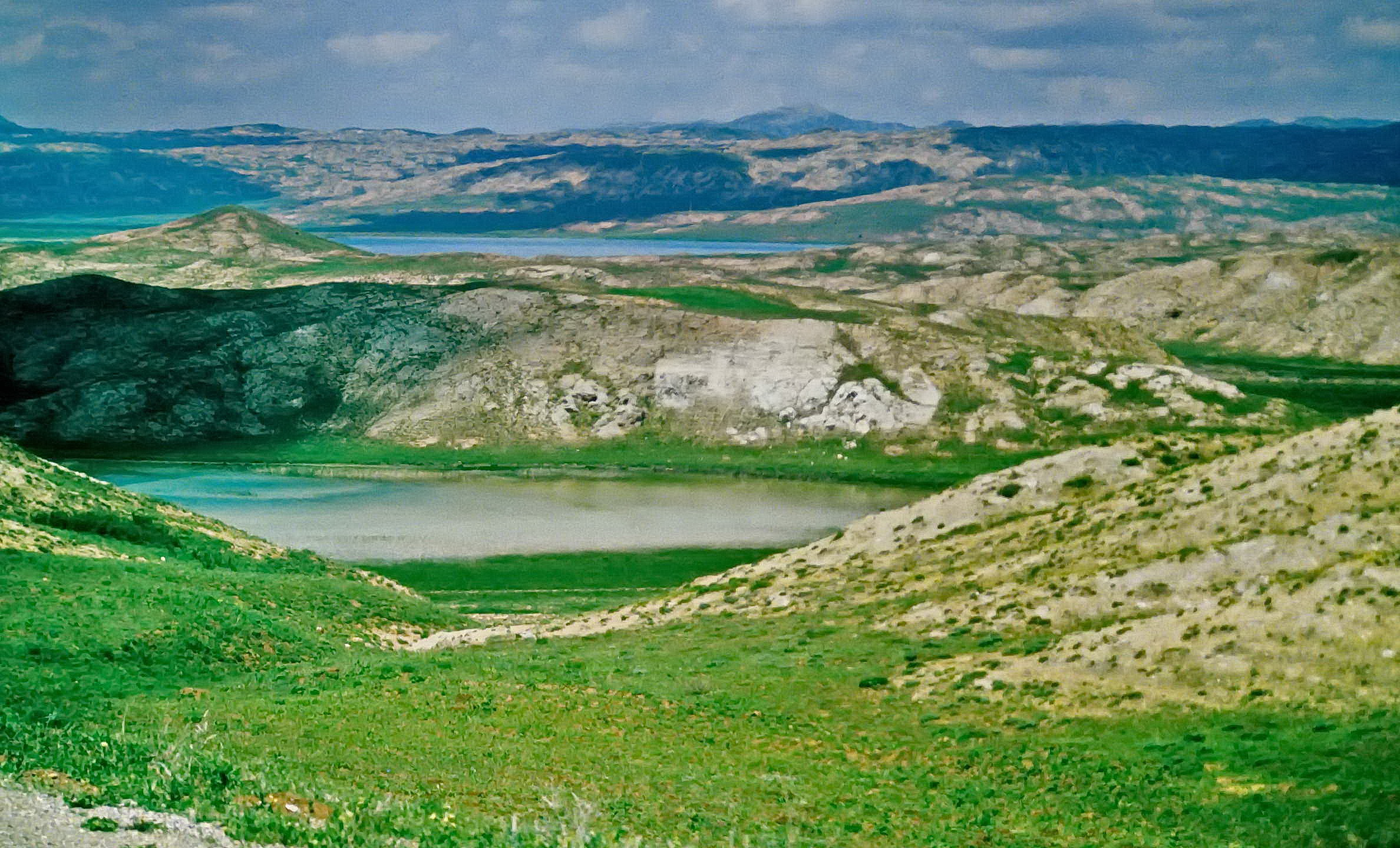
Kurudeniz-Gipskarst-Seen (Zara Gölü, Kurudeniz Gölü) bei Ekinli (Hafik, Provinz Sivas, Türkei)

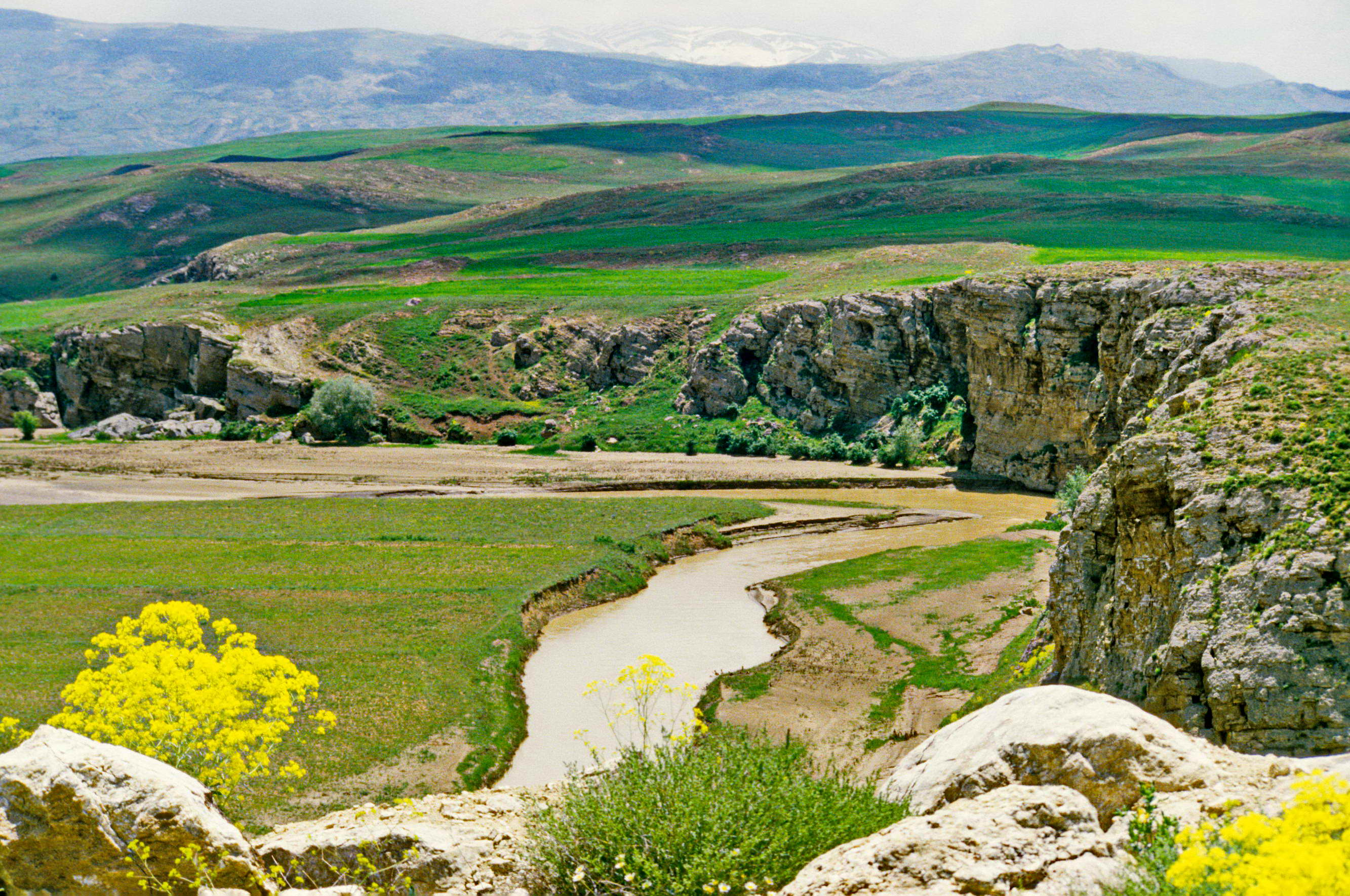
In die Gipskarst-Schichten des Oligo-Miozäns, wie hier bei Zara, hat der Kızılırmak mit seinem Oberlauf auf über 100 km Länge ein breites Tal eingetieft.

Fünf Teillandschaften prägen Inneranatoliens Ostwinkel:
- Im Nordwesten liegt nördlich des Akdağ-Massivs das Akdağmadeni-Plateau (5401), das vor allem in der Umrandung des Çiçeklidağ-Granits durch silberhaltige Buntmetall-Lagerstätten bekannt ist.[87] Diese Furchenzone von Yıldızeli, Belcik und Akdağmadeni am Südsaum des Çamlibeli-Kammes (Camlibel Gecidi, 2640 m hohe Passlandschaft, oft bis in den Mai hinein verschneit) hat zumeist noch den offenen Steppenlandcharakter Inneranatoliens, obwohl südlich dieser Furche die bis über 2000 m hohen, weitgehend aus altkristallinen Metamorphiten aufgebauten Akdağlar ansteigen, die aufgrund höherer Niederschläge mit ausgedehnten Schwarzkiefernwäldern bedeckt sind.[88]
- Das südlich anschließende Akdağ-Massiv (Akdağlar) (5402) wird aus kristallinen Schiefern und Kalksteinen aufgebaut, weist zahlreiche Rumpfflächenreste auf und birgt ebenfalls eine Reihe von Buntmetall-Lagerstätten.

Südlich des Akdağ-Massivs und dem östlich anschließenden Anstieg der Nordanatolischen Randgebirge der 2812 m hohen Köse Dağları erstreckt sich das von breiten Talterrassen begleitete Becken des oberen Kızılırmak, dessen Untergrund aus längsgefaltetem oligo-miozänem Flysch und aus miozänen Gipsmergeln (Mergel mit Gipseinlagerungen) besteht. Hier reihen sich beidseits des Kızılırmak von West nach Ost
- die Plateaus und Becken von Gemerek (5403),
- die Plateaus und Becken von Sivas (5404) und
- die Plateaus und Becken von Zara (5405).

Bei den letztgenannten drei Landschaften handelt es sich um Abschnitte des oberen Kızılırmak-Tales, d. h. um jeweils lokale Senken innerhalb niedriger Plateaus. In der Umgebung von Sivas und ostwärts bis İmranlı sind in den vor allem mittelmiozänen Gipsschichten weithin Karstformen, insbesondere Dolinen, aber auch unterirdische Bachläufe entwickelt. Die gipsführenden Gesteine sind landwirtschaftlich nur mäßig ertragreich, aber die Flächen sind groß. Cemal Arif Alagöz gliedert das Gebiet des oberen Kızılırmak in topographischer und karstmorphologischer Hinsicht in zwei Großeinheiten, in „die hohen Gipsplateaus“ und „die untere Karstfläche“. Die hohen Gipsplateaus erstrecken sich zwischen Hafik und İmranlı auf einer Länge von über 50 km mit einer Breite von etwa 5 km und erreichen Höhen von 1550 bis 1650 m. Die untere Karstfläche mit einer durchschnittlichen Höhe von 1400 m ist stärker verkarstet als die höher gelegenen Gipsplateaus und erstreckt sich als ein 10–15 km breiter Gürtel links und rechts des Kızılırmaktales.